# Châu Thâm
Châu Thâm (tiếng Trung: 周深, bính âm: Zhōu Shēn, tiếng Anh: Charlie Zhou, sinh ngày 29 tháng 9 năm 1992) là một nam ca sĩ người Trung Quốc nổi tiếng với chất giọng phản nam cao (countertenor).
Anh được biết đến nhiều nhất qua ca khúc《Đại ngư》(大鱼) và《Hoa hồng và nai nhỏ》(玫瑰与小鹿). Cả hai bài hát này đều nằm trong top 10 bài hát hay nhất năm của Giải Đông Phương Phong Vân Bảng 2016. Châu Thâm giành danh hiệu Nam ca sĩ được yêu thích nhất và Ca sĩ vượt bậc của năm thuộc Giải Đông Phương Phong Vân Bảng lần lượt vào năm 2017 và 2018. Năm 2019, anh đoạt giải Nghệ sĩ xuất sắc nhất Đại Trung Hoa của Giải Âm nhạc châu Âu của MTV. Năm 2020, Châu Thâm đã xếp hạng nhất tuần khi trình diễn bài hát《Đạt lạp băng ba》với nhiều chất giọng (lần lượt đóng vai quốc vương, rồng thần, hiệp sĩ, cô bé và thiếu niên) trong chương trình Ca sĩ - Đương đả chi niên 2020. Tháng 8/2020, anh xếp hạng 42 trong Danh sách các ngôi sao Hoa ngữ dưới 30 tuổi có tầm ảnh hưởng năm 2020 của tạp chí Forbes.
Anh đã tham gia hát ca khúc cho rất nhiều phim truyền hình, phim điện ảnh và hoạt hình Trung Quốc như Đại ngư hải đường,Bạch Nguyệt Phạn Tinh, Đại hộ pháp, Đấu phá thương khung, Bạch xà: Duyên khởi, Phượng hoàng truyện, Khương Tử Nha, Tú Xuân đao: Tu La chiến trường, Đây khoảng trời kia khoảng biển 2, Cổ vật: Bẫy trong bẫy, Như Ý truyện, Thiên kê chi Bạch xà truyền thuyết, Tân Ỷ Thiên Đồ Long ký, Cẩm y chi hạ, Trần Tình Lệnh, Lê hấp đường phèn, Trùng khởi chi cực hải thính lôi, Tam thiên nha sát, Lưu ly mỹ nhân sát, Nguyệt Thượng Trọng Hỏa, Cẩm Tú Nam Ca, Đại giang đại hà 2, Thượng Dương Phú, Âm Dương Sư Thị Thần Lệnh…. Tháng 3 năm 2018, Châu Thâm phát hành "Dáng hình của nước", ca khúc quảng bá tại Trung Quốc cho Người đẹp và thủy quái – bộ phim đoạt giải Oscar năm 2017 dành cho phim xuất sắc nhất. Năm 2019, anh hát《Người lữ hành yêu dấu》, ca khúc quảng bá cho bộ phim hoạt hình Nhật Bản Sen và Chihiro ở thế giới thần bí khi ra rạp ở Trung Quốc. Năm 2020, anh đã biểu diễn nhiều ca khúc góp phần đưa tên tuổi anh đến gần hơn với công chúng trong chương trình Ca sĩ 2020 (歌手·当打之年), bao gồm《Đạt lạp băng ba》(达拉崩吧),《Em yêu ơi tạm biệt》(Baby, До свидания - 达尼亚),《Monsters》và《Tự nhấn chuông cửa tự lắng nghe》(自己按门铃自己听). Tháng 4/2020, bài hát《Đạt lạp băng ba》của Châu Thâm đã đạt 10 triệu lượt xem trên nền tảng Bilibili, vượt qua bài hát gốc. Tháng 7/2020, Châu Thâm đã tổ chức đêm nhạc trực tuyến mang tên Tạm biệt, Ngày mai gặp nhằm kỉ niệm 6 năm hoạt động của mình trên nhiều nền tảng, và đạt 15 triệu lượt xem trên QQ Music.

## Tiểu sử
Châu Thâm sinh ngày 29 tháng 9 năm 1992 tại Thiệu Dương, tỉnh Hồ Nam, Trung Quốc; sau đó chuyển đến sống tại thành phố Quý Dương, tỉnh Quý Châu. Từ thời tiểu học, giáo viên dạy nhạc đã phát hiện ra Châu Thâm có chất giọng đẹp và khi hát không bị lạc điệu nên đưa anh vào dàn đồng ca của trường. Nhưng lên cấp hai, khi các bạn nam xung quanh lần lượt vỡ giọng, Châu Thâm vẫn giữ giọng nói trong veo của trẻ con và bị các bạn trêu chọc là giống giọng nữ, khiến anh sợ hãi không dám hát trước mặt mọi người.
Lên cấp ba, Châu Thâm được nhận vào Trường Trung học Số 6 Quý Dương. Tại đây anh tham gia một cuộc thi hát và đoạt giải nhất, từ đó trở nên nổi tiếng trong trường, còn được một đàn anh khóa trên mời hát ca khúc mình tự sáng tác "Sau cơn mưa không thấy em nữa" (雨后你不见了), giúp anh lấy lại sự tự tin vào khả năng ca hát của mình.
Sau khi tốt nghiệp cấp ba, Châu Thâm sang Ukraina để học nha khoa, nhưng sau đó đã tự quyết định chuyển sang Học viện Âm nhạc Quốc gia Lviv để học Bel Canto, bất chấp sự phản đối của gia đình. Ban đầu anh học giọng nam trung (baritone), vì giáo trình không thích hợp nên dây thanh quản bị tổn thương, rồi may mắn được chữa khỏi. Sau đó anh chính thức chuyển sang chuyên ngành Bel Canto, luyện giọng nam cao (tenor). Thầy giáo dạy anh là Roman Vitoshinsky (tên Ukraina: Вітошинський Роман Зенонович) - ông là giọng nam cao trữ tình với âm sắc độc đáo, được ví như giọng ca thiên thần, là nghệ sĩ độc tấu hàng đầu của Nhà hát Opera và Ba lê Quốc gia Lviv. Châu Thâm tốt nghiệp loại A, thành tích xuất sắc của Học viện Âm nhạc Quốc gia Lviv vào tháng 6 năm 2016. Sau đó, anh chính thức trở về hoạt động ở thị trường âm nhạc Trung Quốc.

## Sự nghiệp
Năm 2010, Châu Thâm bắt đầu hát online trên mạng xã hội video YY.com của Trung Quốc với nickname Kabure (卡布叻) và đã thu về một lượng người hâm mộ nhất định.

### 2014: Giọng hát hay Trung Quốc
Năm 2014, Châu Thâm tham gia mùa 3 của chương trình Giọng hát hay Trung Quốc. Trong vòng giấu mặt tập 2 phát sóng ngày 25 tháng 7, anh nhận được sự tán thưởng của ban giám khảo bằng bài hát《Nụ cười hạnh phúc》(歡顏) - ca khúc chủ đề nổi tiếng trong bộ phim truyện cùng tên, của nữ danh ca Tề Dự, và sau đó anh đã chọn về đội của Na Anh. Dù không thể đi tiếp vào các vòng sau nhưng ca khúc《Bên hồ Baikal》(贝加尔湖畔) do Châu Thâm và Lý Duy (李维) song ca trong vòng đối mặt cuộc thi đã giành được giải thưởng Ca khúc tiêu biểu năm 2014 của chương trình. Cùng năm, Châu Thâm cũng tham gia vào chuyến lưu diễn của chương trình Giọng hát hay Trung Quốc.

### 2015: Hoa hồng và nai nhỏ
Năm 2015, Châu Thâm tham gia chương trình Gala mừng xuân của Đài truyền hình Bắc Kinh và ủng hộ việc giành được quyền đăng cai Olympic Mùa Đông tại Bắc Kinh với ca khúc《Let it go》bằng 9 thứ tiếng. Anh cũng tham gia vào chuyến lưu diễn quốc tế biểu diễn nghệ thuật Văn hóa Trung Quốc, Lễ hội mùa xuân. Vào tháng 5, anh cùng Lý Duy đại diện cho Giọng hát hay Trung Quốc đến Luân Đôn để tham dự The Voice UK.[cần dẫn nguồn] Tháng 7, anh cùng Lý Duy ra mắt album đầu tay mang tên Dư vị (回味). Sau đó, Châu Thâm phát hành đĩa đơn đầu tay《Hoa hồng và nai nhỏ》(玫瑰与小鹿) và đạt giải Nghệ sĩ mới của Giải Đông Phương Phong Vân Bảng.

### 2016: Trở nên nổi tiếng
Tháng 5 năm 2016, Châu Thâm hát ca khúc《Đại ngư》(大鱼) cho bộ phim hoạt hình Trung Quốc Đại ngư hải đường, và ca khúc《Lâm An sơ vũ》(临安初雨) cho trò chơi online Thủy Hử Q truyện (水浒 Q传). Cả《Đại ngư》lẫn《Hoa hồng và nai nhỏ》đều được bầu chọn vào top 10 ca khúc của giải thưởng Đông Phương phong vân bảng năm 2016.[cần dẫn nguồn] Vào tháng 10, anh trình diễn nhiều ca khúc gây ấn tượng như《Cô ấy nói》,《Em thực sự yêu anh》,《Thân cưỡi bạch mã》trong chương trình âm nhạc Ca vương giấu mặt (Masked Singer) mùa 2 và đã gây ấn tượng với nhiều khán giả. Anh cũng giành giải Nam ca sĩ trực tuyến được yêu thích của giải thưởng Music Pioneer Award năm 2016.

### 2017: Album đầu tay Sâu trong Thâm
Năm 2017, Châu Thâm hát ca khúc《Tiếng vọng》(回声) cho bộ phim truyền hình Đây khoảng sao trời kia khoảng biển. Ca khúc《Đại ngư》của anh nằm trong top 10 ca khúc của năm và giúp anh giành giải Nam ca sĩ được yêu thích nhất của Giải Đông Phương Phong Vân Bảng 2017. Tháng 6, anh trình bày ca khúc《Tình nồng đạm như nàng》(浓情淡如你) cho bộ phim Tú Xuân Đao 2: Chiến trường Tu La và《Bất thuyết thoại》(不说话) cho phim hoạt hình Đại hộ pháp. Châu Thâm cũng hát ca khúc kết phim《Từng qua biển lớn》(曾经沧海) cho phim truyền hình Đây khoảng sao trời kia khoảng biển 2. Album đầu tay của anh Sâu trong Thâm (深的深) với sự giúp đỡ chế tác của Cao Hiểu Tùng, Doãn Ước và Tiền Lôi, đã được phát hành vào tháng 11.

### 2018: Concert Không gian của Thâm

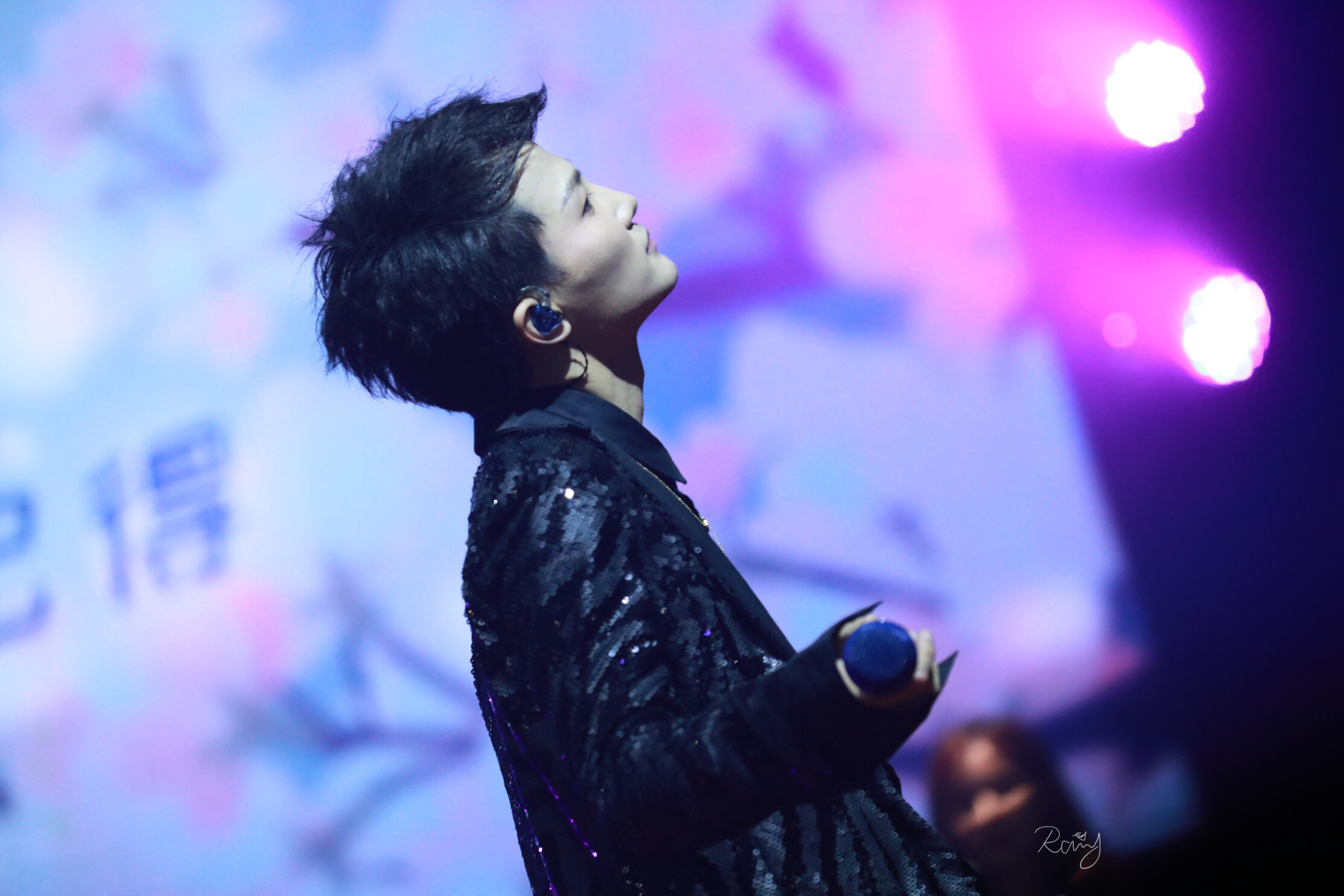
Châu Thâm trong tour lưu diễn Không gian của Thâm tháng 6 năm 2019.

Năm 2018, Châu Thâm hát ca khúc quảng bá cho bộ phim Người đẹp và thủy quái nhân dịp phim được công chiếu tại các rạp ở thị trường Trung Quốc. Anh cũng giành giải thưởng Ca sĩ vượt bậc của năm của Giải Đông Phương Phong Vân Bảng 2018. Anh đã tổ chức chuỗi concert cá nhân đầu tiên tại Thượng Hải, Vũ Hán và Thành Đô, lấy tên Không gian của Thâm (深空间). Sau đó anh phát hành《Vô quan》(无关) – ca khúc quảng bá cho bộ phim Mạc hậu ngoạn gia. Châu Thâm giành giải Most Popular Karaoke MV của China Music Awards và Best New Artist của Global Chinese Music Chart Awards. Ca khúc《Chiếc dù màu xanh》(蓝色降落伞) nằm trong album đầu tay của anh cũng nằm trong danh sách những bài hát hay nhất năm 2018. Tháng 11, anh biểu diễn một số ca khúc cổ điển như《Time to say goodbye》,《Memory》,《Think of me》,《The Lonely Goatherd》trong chương trình truyền hình thực tế về âm nhạc Thanh Nhập Nhân Tâm mùa 1 của đài Hồ Nam và nhận được rất nhiều lời khen từ các vị chuyên gia và khán giả. Anh cũng xuất hiện một lần nữa trong chương trình Ca vương giấu mặt mùa thứ 3 và trình diễn nhiều bài hát gây ấn tượng như《Ám hương》,《Đêm ngoại ô Moscow》,《Âm thanh của tuyết rơi》, sử dụng kỹ thuật Bel Canto của mình. Châu Thâm đã để lại dấu ấn đậm nét trong lòng khán giả nhờ những màn trình diễn tuyệt vời trong chương trình.

### 2019: Concert Tinh cầu C929
Năm 2019, Châu Thâm hát ca khúc "Theo gió" (随风) cho bộ phim Đồ cổ: bẫy trong bẫy (古董: 局中局). Tháng 1, thầy Liêu Xương Vĩnh cùng các thành viên trong Thanh Nhập Nhân Tâm ra mắt ca khúc Không nói lời tạm biệt (不说再见). Tháng 3, Châu Thâm phát hành ca khúc《Đời này chỉ có người》(此生惟你), nhạc phim Tân Ỷ Thiên Đồ Long ký. Anh cũng nhận được giải Nghệ sĩ đột phá của năm và ca khúc《Hoa nở》nằm trong top 10 ca khúc của năm của Giải Đông Phương Phong Vân Bảng 2019. Anh bắt đầu chuyến lưu diễn Thâm Không gian thứ hai tại Bắc Kinh vào tháng 1, sau đó là Thâm Quyến và Hàng Châu vào tháng 6 và tháng 7. Bên cạnh đó, anh cũng tổ chức một mini-concert mang tên Thâm thì Thâm khắc (深时深刻) vào ngày 28 tháng 3. Vào tháng 4, anh cùng các thành viên trong Thanh Nhập Nhân Tâm 2018 tham gia các buổi concert lưu diễn Thanh Nhập Nhân Tâm và Không nói tạm biệt. Anh tổ chức một buổi concert chung với Hoàng Linh (黄龄) mang tên Thâm Linh kỳ cảnh (深龄其境) vào ngày 18 tháng 5. Ngày 25 tháng 5, Châu Thâm tham gia concert Theo đuổi hạnh phúc (The Pursuit of Happiness) của Huỳnh Phẩm Quang tại Bắc Kinh trong vai khách mời đặc biệt.
Vào ngày 6 tháng 6, anh được mời đến dự buổi lễ trao giải Youth Awards lần thứ 17. Anh nhận được giải thưởng Campus Popularity Award for Performing Artist tại CNR Radio Top Music Awards ngày 8/6. Ngày 12 tháng 6, Châu Thâm cùng với các nghệ sĩ Tề Dự, Hoàng Hồng Anh và Roy Li Fei Huei tham gia buổi hòa nhạc từ thiện Nanyang Khek Community Gift of Warmth 2019, một buổi hòa nhạc từ thiện tại Singapore, để thể hiện mối quan tâm dành cho những người mắc chứng tự kỷ. Trong buổi hòa nhạc này, anh đã hát 7 ca khúc của chính mình, một ca khúc《Hakka, When Hakkas Meet》in Singapore và song ca với Tề Dự bài hát tiếng Anh《Mother of Mine》.
Tháng 10 năm 2019, Châu Thâm lọt vào danh sách 30 người dưới 30 tuổi có sức ảnh hưởng lớn nhất của Forbes Trung Quốc năm 2019 trong lĩnh vực âm nhạc. Vào ngày 1 tháng 11 và 2 tháng 11, anh tham gia concert Trần Tình Lệnh ở Nam Kinh và biểu diễn ca khúc《Hoang thành độ》(荒城渡). Tháng 11 năm 2019, anh chiến thắng giải thưởng của Giải Âm nhạc châu Âu MTV, hạng mục Nghệ sĩ Trung Quốc xuất sắc nhất. Anh đã tổ chức chuyến lưu diễn mới nhất của mình với tên gọi Tinh cầu C929 tại Bắc Kinh, Nam Kinh, Thâm Quyến, Tô Châu, Thành Đô, Thượng Hải và Quảng Châu từ tháng 11 đến tháng 12.

### 2020: Thành lập Phòng làm việc & Công ty TNHH Kính Diễm Thượng Hải
Năm 2020, anh kết hợp biểu diễn cùng ca sĩ Lý Khắc Cần trong show âm nhạc Bài hát của chúng ta (我们的歌) của kênh Đông Phương vệ thị, cùng nhau giành được chức quán quân. Anh cũng xuất hiện và đạt quán quân tập cuối trong chương trình truyền hình thực tế trải nghiệm văn hóa Trường Thành phi thường (了不起的长城) của CCTV và tham gia chương trình Ca sĩ – Đương đả chi niên (歌手·当打之年) của đài Hồ Nam. Sau đó, Châu Thâm đã trở thành một thành viên của Gia tộc du xuân cùng với Lang Lãng, Dương Địch, Phạm Thừa Thừa và Giả Linh trong chương trình truyền hình thực tế Thanh xuân hoàn du ký mùa 2. Anh cũng lần lượt phủ sóng màn ảnh nhỏ khi trở thành khách mời trong các chương trình đang thu hút sự quan tâm của khán giả như Ngày ngày tiến lên, Hướng về cuộc sống, Vương bài đối Vương bài, Khoái lạc đại bản doanh. Châu Thâm cũng đã thành công thử thách chính bản thân mình, lấy được bằng lái xe cá nhân và đem lại ấn tượng tốt khi tham gia Tân thủ giá đáo - chương trình nhằm nâng cao ý thức tham gia giao thông của mọi người.
Vào ngày 2 tháng 7, Châu Thâm thành lập phòng làm việc cá nhân và công ty riêng, có tên đầy đủ là Công ty TNHH Văn Hóa Truyền Thông Kính Diễm Thượng Hải, đăng kí với ngành nghề chế tác truyền thanh, truyền hình, điện ảnh, ghi âm. Công ty đăng ký ở Thượng Hải, cổ đông lớn nhất là Châu Thâm nắm 95% cổ phần.
Ngày 4 tháng 7, Châu Thâm biểu diễn ca khúc Tình ái là gì (情是何物) - bài hát được viết theo bài từ Nhạn Khâu của Nguyên Hiếu Vấn, trên sân khấu Kinh điển vịnh lưu truyền và nhận được sự tán thưởng của các nghệ sĩ nổi tiếng như Liêu Xương Vĩnh. Ngày 17 tháng 7, anh đã trình diễn bản phối mới của ca khúc《Pháo hoa chóng tàn》(烟花易冷) nổi tiếng của Châu Kiệt Luân trên sân khấu Tiếng ca xuôi dòng.
Ngày 25 tháng 7, Châu Thâm tổ chức buổi concert online TME live concert Ngủ Ngon, Ngày Mai Gặp - kỉ niệm đánh dấu chặng đường 6 năm ra mắt của bản thân. Trong concert, anh đã biểu diễn nhiều ca khúc quen thuộc như: 《Đại ngư》,《Không kịp dũng cảm》,《Không thể chạm tới》,《Bóng hình》,《Nguyện》... Cuối chương trình, Châu Thâm đã hát tặng fan bài hát 《Không muốn ngủ》(不想睡) và đặc biệt trình diễn Liên khúc: Cảm ơn bạn đã nghe những bài tôi hát (谢谢你听过我唱的这些歌) bao gồm 40 ca khúc nhạc phim OST đã hát, từ khi anh ra mắt cho đến nay.
Ngày 15 tháng 8, Châu Thâm nhận lời mời của Lang Lãng tham gia hỗ trợ các thí sinh trong ban nhạc Áp thấp nhiệt đới trình diễn bài hát Đoàn tàu giữa những vì sao (星际列车) trong chương trình Minh Nhật Chi Tử. Ngày 1 tháng 10, Châu Thâm hợp tác cùng Tát Đỉnh Đỉnh trình diễn ca khúc nổi tiếng《Tay trái chỉ trăng》(左手指月) trong Đêm hội Trung thu trên đài truyền hình Trung Ương CCTV4. Ngày 30 tháng 10, anh cùng Lang Lãng cũng hợp tác biểu diễn ca khúc《Đại ngư》và Scarborough fair trong Đêm hội Kuaishou Nghìn lẻ một đêm (江苏卫视快手一千零一夜). Ngày 16 tháng 10, Châu Thâm có cơ hội hợp tác cùng nghệ sĩ nổi tiếng Đằng Cách Nhĩ biểu diễn hợp tấu《Thiên đường của Đại ngư》 (大鱼的天堂) trong chương trình Đêm hội Douyin (抖音美好奇妙夜x浙江卫视秋季盛典2020).
Từ ngày 4 tháng 11, Châu Thâm đã gia nhập đoàn cổ vũ cùng các nghệ sĩ Hà Cảnh, Táp Bối Ninh, Phạm Thừa Thừa trong chương trình truyền hình thực tế quan sát-trải nghiệm văn hóa công sở Offer động lòng người mùa 2 . Ngày 31 tháng 12, Châu Thâm lần lượt có 7 màn trình diễn trong các Đêm hội cuối năm của: Đài truyền hình Trung Ương Trung Quốc "Căng buồm, 2021" (启航2021—中央广播电视总台跨年盛典) (trình diễn ca khúc Âm thanh của tuyết rơi); Đài truyền hình Bắc Kinh "Chào mừng Olympic mùa đông" (2021迎冬奥相约北京BRTV环球跨年冰雪盛典) (trình diễn ca khúc Hoang thành độ & Đừng hỏi tôi Disco là gì nữa); Đài truyền hình Giang Tô "Trải qua niềm vui của cuộc sống tươi đẹp" (广东卫视2020-2021"美好生活欢乐送"跨年特别节目) (trình diễn ca khúc Người cha không già và bài hát nổi tiếng My heart will go on cùng dàn nhạc dây giao hưởng 240 người) và sân khấu Gala cuối năm Bilibili (Bilibili "2020最美的夜"跨年晚会) (trình diễn ca khúc This is me & Xin vững tin vào giấc mơ). Anh cũng là một trong các nghệ sĩ quảng bá cho Paralympic Games mùa đông và Olympic Games mùa đông Thể thao Pictogram tổ chức tại Bắc Kinh năm 2020 (北京冬奥会及冬残奥会体育图标).

### 2021
Từ tháng 6/2020, Châu Thâm đã chính thức trở thành Đại sứ quảng bá du lịch thành phố Quý Dương (贵阳文化旅游推广大使). Châu Thâm đã xuất hiện trong Tập 1 phim tài liệu Thành phố kỳ diệu (奇妙之城) chiếu ngày 5 tháng 1 năm 2021 trên nền tảng Youku để góp phần quảng bá văn hóa và các địa điểm du lịch thành phố Quý Dương - quê hương của anh. Ngày 8 tháng 1, Châu Thâm đã được nhận giải thưởng Ca sĩ được hoan nghênh nhất năm 2020 tại Đêm hội giải trí Tencent (2020腾讯娱乐年度盛典). Ngày 23 tháng 1, Châu Thâm được vinh danh và trao giải Nam ca sĩ Đại lục xuất sắc nhất tại Lễ trao giải Âm nhạc thường niên TMEA 2020 (腾讯音乐娱乐盛典).

## Album phòng thu
- Dư vị (回味) (phát hành ngày 1 tháng 7 năm 2015)

| \| Dư vị (回味) \| Dư vị (回味) \| Dư vị (回味) \| Dư vị (回味) \| \| STT \| Nhan đề \| Tên tiếng Trung \| Thời lượng \| \| ---------------- \| ----------------------------------------------------- \| ---------------- \| ------------ \| \| 1. \| "Xin hãy theo anh" (song ca với Lý Duy) \| 请跟我来 \| 4:27 \| \| 2. \| "Tình cờ" (song ca với Lý Duy) \| 偶然 \| 4:33 \| \| 3. \| "Hoa dạng niên hoa" (song ca với Lý Duy) \| 花样年华 \| 4:35 \| \| 4. \| "Chiếc lá" \| 叶子 \| 5:24 \| \| 5. \| "Tình bạn" (song ca với Lý Duy) \| 朋友 \| 4:16 \| \| 6. \| "Chuyện cũ chỉ có thể hoài niệm" (song ca với Lý Duy) \| 往事只能回味 \| 2:54 \| \| 7. \| "Dụng tâm lương khổ" (Lý Duy đơn ca) \| 用心良苦 \| 3:36 \| \| 8. \| "Yêu tôi thì đừng đi" \| 爱我别走 \| 3:02 \| \| 9. \| "Phiền muộn" \| 烦 \| 4:09 \| \| Tổng thời lượng: \| Tổng thời lượng: \| Tổng thời lượng: \| 37:00 \| |                                                       |                  |            |
| Dư vị (回味) |                                                       |                  |            |
| STT | Nhan đề                                               | Tên tiếng Trung  | Thời lượng |
| 1. | "Xin hãy theo anh" (song ca với Lý Duy)               | 请跟我来         | 4:27       |
| 2. | "Tình cờ" (song ca với Lý Duy)                        | 偶然             | 4:33       |
| 3. | "Hoa dạng niên hoa" (song ca với Lý Duy)              | 花样年华         | 4:35       |
| 4. | "Chiếc lá"                                            | 叶子             | 5:24       |
| 5. | "Tình bạn" (song ca với Lý Duy)                       | 朋友             | 4:16       |
| 6. | "Chuyện cũ chỉ có thể hoài niệm" (song ca với Lý Duy) | 往事只能回味     | 2:54       |
| 7. | "Dụng tâm lương khổ" (Lý Duy đơn ca)                  | 用心良苦         | 3:36       |
| 8. | "Yêu tôi thì đừng đi"                                 | 爱我别走         | 3:02       |
| 9. | "Phiền muộn"                                          | 烦               | 4:09       |
| Tổng thời lượng: | Tổng thời lượng:                                      | Tổng thời lượng: | 37:00      |

- Sâu trong Thâm (深的深) (phát hành ngày 6 tháng 11 năm 2017)

| \| Sâu trong Thâm (深的深) \| Sâu trong Thâm (深的深) \| Sâu trong Thâm (深的深) \| Sâu trong Thâm (深的深) \| \| STT \| Nhan đề \| Tên tiếng Trung \| Thời lượng \| \| ----------------------- \| ----------------------- \| ----------------------- \| ----------------------- \| \| 1. \| "Hoa hồng và nai nhỏ" \| 玫瑰与小鹿 \| 3:17 \| \| 2. \| "Nhạt nhòa" \| 浅浅 \| 3:47 \| \| 3. \| "Ca ca" \| 哥哥 \| 4:32 \| \| 4. \| "Nghênh đao" \| 迎刃 \| 4:37 \| \| 5. \| "Chiếc dù màu xanh" \| 蓝色降落伞 \| 3:56 \| \| 6. \| "Phong cảnh" \| 风景 \| 3:26 \| \| 7. \| "Nàng" \| 妳 \| 3:52 \| \| 8. \| "Bức tường trắng" \| 白墙 \| 3:13 \| \| 9. \| "Đại ngư" \| 大鱼 \| 5:17 \| \| 10. \| "Một sợi chấp niệm" \| 一缕执念 \| 4:03 \| \| Tổng thời lượng: \| Tổng thời lượng: \| Tổng thời lượng: \| 40:04 \| |                       |                  |            |
| Sâu trong Thâm (深的深) |                       |                  |            |
| STT | Nhan đề               | Tên tiếng Trung  | Thời lượng |
| 1. | "Hoa hồng và nai nhỏ" | 玫瑰与小鹿       | 3:17       |
| 2. | "Nhạt nhòa"           | 浅浅             | 3:47       |
| 3. | "Ca ca"               | 哥哥             | 4:32       |
| 4. | "Nghênh đao"          | 迎刃             | 4:37       |
| 5. | "Chiếc dù màu xanh"   | 蓝色降落伞       | 3:56       |
| 6. | "Phong cảnh"          | 风景             | 3:26       |
| 7. | "Nàng"                | 妳               | 3:52       |
| 8. | "Bức tường trắng"     | 白墙             | 3:13       |
| 9. | "Đại ngư"             | 大鱼             | 5:17       |
| 10. | "Một sợi chấp niệm"   | 一缕执念         | 4:03       |
| Tổng thời lượng: | Tổng thời lượng:      | Tổng thời lượng: | 40:04      |

- Phi thuyền ngày tận thế (末日飞船) (phát hành ngày 18 tháng 7 năm 2019)

| \| Phi thuyền ngày tận thế (末日飞船) \| Phi thuyền ngày tận thế (末日飞船) \| Phi thuyền ngày tận thế (末日飞船) \| Phi thuyền ngày tận thế (末日飞船) \| \| STT \| Nhan đề \| Tên tiếng Trung \| Thời lượng \| \| ---------------------------------- \| ------------------------------------------------------ \| ---------------------------------- \| ---------------------------------- \| \| 1. \| "Phi thuyền ngày tận thế" (song ca với Đường Hán Tiêu) \| 末日飞船 \| 3:59 \| \| 2. \| "Cassini" (song ca với Đường Hán Tiêu) \| 卡西尼 \| 3:46 \| |                                                        |                 |            |
| Phi thuyền ngày tận thế (末日飞船) |                                                        |                 |            |
| STT | Nhan đề                                                | Tên tiếng Trung | Thời lượng |
| 1. | "Phi thuyền ngày tận thế" (song ca với Đường Hán Tiêu) | 末日飞船        | 3:59       |
| 2. | "Cassini" (song ca với Đường Hán Tiêu)                 | 卡西尼          | 3:46       |

- Đại từ phản Thâm (反深代词) (phát hành từ ngày 30 tháng 3 năm 2024 đến ngày 29 tháng 9 năm 2024)

| \| Đại từ phản Thâm (反深代词) \| Đại từ phản Thâm (反深代词) \| Đại từ phản Thâm (反深代词) \| Đại từ phản Thâm (反深代词) \| \| STT \| Nhan đề \| Tên tiếng Trung \| Thời lượng \| \| --------------------------- \| --------------------------- \| --------------------------- \| --------------------------- \| \| 1. \| "Thâm Intro" \| 深 Intro \| 0:53 \| \| 2. \| "Ảo ảnh" \| 蜃楼 \| 3:46 \| \| 3. \| "Khởi động lại" \| 重启 \| 4:07 \| \| 4. \| "Cửa hàng ký ức" \| 记忆商店 \| 3:04 \| \| 5. \| "Cảnh báo" \| 警报 \| 3:43 \| \| 6. \| "Bớt quản tôi" \| 少管我 \| 3:59 \| \| 7. \| "Xin chào" \| 嗨 \| 4:00 \| \| 8. \| "Vết khâu" \| 缝合 \| 5:03 \| \| 9. \| "Wala li longla" \| Wala li longla \| 3:10 \| \| 10. \| "Vỏ rỗng" \| 空壳 \| 4:33 \| \| 11. \| "Không sao đâu" \| 没关系 \| 3:37 \| \| 12. \| "Xin tôi đừng đổi thay" \| 请我不改 \| 3:39 \| \| 13. \| "Hư cấu" \| 虚构 \| 5:56 \| \| 14. \| "Châu Outro" \| 周 Outro \| 3:52 \| \| Tổng thời lượng: \| Tổng thời lượng: \| Tổng thời lượng: \| 53:29 \| |                         |                  |            |
| Đại từ phản Thâm (反深代词) |                         |                  |            |
| STT | Nhan đề                 | Tên tiếng Trung  | Thời lượng |
| 1. | "Thâm Intro"            | 深 Intro         | 0:53       |
| 2. | "Ảo ảnh"                | 蜃楼             | 3:46       |
| 3. | "Khởi động lại"         | 重启             | 4:07       |
| 4. | "Cửa hàng ký ức"        | 记忆商店         | 3:04       |
| 5. | "Cảnh báo"              | 警报             | 3:43       |
| 6. | "Bớt quản tôi"          | 少管我           | 3:59       |
| 7. | "Xin chào"              | 嗨               | 4:00       |
| 8. | "Vết khâu"              | 缝合             | 5:03       |
| 9. | "Wala li longla"        | Wala li longla   | 3:10       |
| 10. | "Vỏ rỗng"               | 空壳             | 4:33       |
| 11. | "Không sao đâu"         | 没关系           | 3:37       |
| 12. | "Xin tôi đừng đổi thay" | 请我不改         | 3:39       |
| 13. | "Hư cấu"                | 虚构             | 5:56       |
| 14. | "Châu Outro"            | 周 Outro         | 3:52       |
| Tổng thời lượng: | Tổng thời lượng:        | Tổng thời lượng: | 53:29      |

- Chút tình Thâm (小深情) (phát hành từ ngày 18 tháng 5 năm 2025)

| \| Chút tình Thâm (小深情) \| Chút tình Thâm (小深情) \| Chút tình Thâm (小深情) \| Chút tình Thâm (小深情) \| \| STT \| Nhan đề \| Tên tiếng Trung \| Thời lượng \| \| ----------------------- \| ----------------------- \| ----------------------- \| ----------------------- \| \| 1. \| "Xin chào! Nhân gian" \| 嗨！人间 \| 3:38 \| \| 2. \| "Tôi nhớ em rồi" \| 我想你了 \| 2:56 \| \| 3. \| "Tới đi!" \| 来啊 \| 2:23 \| \| 4. \| "Những ngày đánh rơi" \| 遗失的日子 \| 3:24 \| \| 5. \| "Chầm chậm" \| 漫漫 \| 3:53 \| \| 6. \| "Trống rỗng" \| 空荡荡 \| 3:28 \| |                       |                 |            |
| Chút tình Thâm (小深情) |                       |                 |            |
| STT | Nhan đề               | Tên tiếng Trung | Thời lượng |
| 1. | "Xin chào! Nhân gian" | 嗨！人间        | 3:38       |
| 2. | "Tôi nhớ em rồi"      | 我想你了        | 2:56       |
| 3. | "Tới đi!"             | 来啊            | 2:23       |
| 4. | "Những ngày đánh rơi" | 遗失的日子      | 3:24       |
| 5. | "Chầm chậm"           | 漫漫            | 3:53       |
| 6. | "Trống rỗng"          | 空荡荡          | 3:28       |

## Đĩa đơn
| Ngày       | Tên gốc                      | Tên tiếng Việt                                         | Chú thích | Vị trí cao nhất trên bảng xếp hạng Trung Quốc    |
| ---------- | ---------------------------- | ------------------------------------------------------ | --- | ------------------------------------------------ |
| 2023-09-24 | 繁花依旧                     | Hoa vẫn ngát hương                                     | Ca khúc chủ đề phim điện ảnh Quân tình nguyện Hùng binh xuất kích (志願軍：雄兵出擊) |                                                  |
| 2023-09-19 | 她                           | Cô ấy                                                  | Ca khúc chủ đề phim truyền hình Chuyện tốt thành đôi (好事成双) |                                                  |
| 2023-09-15 | 时间之海                     | Biển thời gian                                         | Ca khúc kết thúc phim truyền hình Dị Nhân Chi Hạ (异人之下) |                                                  |
| 2023-09-06 | 同心圆                       | Vòng tròn đồng tâm                                     | Ca khúc quảng bá cho thành phố Nam Sa, Trung Quốc |                                                  |
| 2023-08-16 | 明明                         | Rõ ràng                                                | Ca khúc chủ đề phim truyền hình Chước chước phong lưu (灼灼風流) |                                                  |
| 2023-07-26 | 夏日妄想                     | Vọng tưởng ngày hạ                                     | Ca khúc chủ đề mùa hè 2023 của game Vương Giả Vinh Diệu (皇者榮耀夏日主題曲) *Hợp tác với MARiA của nhóm nhạc GARNiDELiA |                                                  |
| 2023-05-27 | 璀璨冒险人                   | Nhà thám hiểm huy hoàng                                | Ca khúc chủ đề phim hoạt hình Đấu la Đại lục 2 Tuyệt thế Đường môn (斗罗大陆Ⅱ绝世唐门) |                                                  |
| 2023-05-14 | 也很值得                     | Cũng rất đáng giá                                      | Ca khúc kết thúc phim truyền hình Sóng sau (后浪) |                                                  |
| 2023-05-10 | 梦想的远征                   | Hành trình của ước mơ                                  | Ca khúc chủ đề Ngày hội thương hiệu Trung Quốc 2023 (2023中国品牌日年度主题曲) |                                                  |
| 2023-05-08 | 浮游                         | Phù du                                                 | Ca khúc chủ đề phim truyền hình Hộ tâm (护心) |                                                  |
| 2023-04-26 | Heart Of Peace               | Trái tim hòa bình                                      | Ca khúc đơn *Hợp tác với Trương Dã (张野) |                                                  |
| 2023-03-14 | 鈴芽之旅                     | Suzume                                                 | Ca khúc chủ đề phim hoạt hình Khóa chặt cửa nào Suzume (鈴芽之旅) bản tiếng Trung |                                                  |
| 2023-03-07 | 從現在 到未來                | Từ nay đến mai sau                                     | Ca khúc chủ đề Á vận hội Hàng Châu 2022 lần thứ 19 (杭州2022年亞運會) *Hợp ca |                                                  |
| 2023-02-23 | 芽                           | Chồi non                                               | Ca khúc chủ đề chương trình truyền hình thực tế Cấy cày nào (種地吧) - Mùa thiếu niên |                                                  |
| 2023-01-23 | 明天的世界更美好             | Thế giới ngày mai tươi đẹp hơn                         | Ca khúc chủ đề kỉ niệm 30 năm phát sóng chương trình phát thanh âm nhạc Bắc Kinh ở tần số 97.4 FM (北京音樂廣播FM97.4 開播30年主題宣傳曲) |                                                  |
| 2023-01-19 | 心归处是吾乡                 | Chốn về con tim là quê nhà                             | Ca khúc công ích Xuân 2023 do CCTV phát hành (2023春节公益曲) |                                                  |
| 2023-01-17 | 祈愿山海                     | Nguyện ước non sông                                    | Ca khúc ước nguyện năm mới 2023 của game Vương Giả Vinh Diệu (王者榮耀兔年限定皮膚新春祝福曲) |                                                  |
| 2023-01-16 | Endless sailing              | Hải trình vô tận                                       | Ca khúc chủ đề bản tiếng Anh phim truyền hình Tam thể (三体) |                                                  |
| 2023-01-15 | 永恒孤独                     | Cô độc vĩnh hằng                                       | Ca khúc chủ đề phim truyền hình Tam thể (三体) |                                                  |
| 2023-01-14 | 人是_                        | Con người là                                           | Ca khúc chủ đề định nghĩa phim Lưu lạc địa cầu 2 (流浪地球2) |                                                  |
| 2022-12-30 | 一試有成                     | Thử một lần đã thành                                   | Ca khúc chủ đề chúc mừng giao thừa do CCTV News, Tencent News và Tencent Music Entertainment Group (TME) đồng phát hành. |                                                  |
| 2022-12-27 | 人間星河                     | Nhân gian tinh hà                                      | Ca khúc kết thúc phim truyền hình Bình minh ở phương Đông (破曉東方) |                                                  |
| 2022-12-26 | 风起流年                     | Phong khởi lưu niên                                    | Ca khúc chủ đề phim truyền hình Phong khởi Tây Châu (风起西州) |                                                  |
| 2022-12-14 | 逐月                         | Trục Nguyệt                                            | Ca khúc chủ đề phim truyền hình Nguyệt ca hành (月歌行) |                                                  |
| 2022-11-28 | 奇遇樂章：迪士尼動畫摰愛組曲 | Chương nhạc kỳ ngộ: Liên khúc hoạt hình Disney yêu dấu | Liên khúc chúc mừng kỷ niệm 100 năm hãng phim hoạt hình Disney, bao gồm 6 ca khúc nhạc phim: - Hãy nhớ về tôi (Remember Me), hát gốc bởi Miguel - nhạc phim hoạt hình Coco (2017) - Người bạn tri kỷ của cậu đây (You‘ve Got A Friend in Me), hát gốc bởi Randy Newman - nhạc phim hoạt hình Câu chuyện đồ chơi 4 (2019) - Ngày hè tình bạn (Friendship Under the Summer Sky) - ca khúc lấy cảm hứng từ phim hoạt hình Mùa hè của Luca (2021) - Tôi muốn thử (Try Everything), hát gốc bởi Shakira - nhạc phim hoạt hình Zootopia: Phi vụ động trời (2016) - Mình sẽ đi được bao xa (How Far I’ll Go), hát gốc bởi Alessia Cara - nhạc phim hoạt hình Hành trình của Moana (2016) - Let it Go, hát gốc bởi Demi Lovato - nhạc phim hoạt hình Nữ hoàng băng giá Frozen (2013) |                                                  |
| 2022-11-22 | 流光                         | Dòng thời gian                                         | Ca khúc chủ đề hoạt động Ngày lễ của tôi, bài hát của tôi (我的節日我的歌) |                                                  |
| 2022-11-19 | 意犹在                       | Tâm ý vẫn còn                                          | Ca khúc mở đầu phim hoạt hình Đại Lý Tự nhật chí (大理寺日志) |                                                  |
| 2022-11-12 | 很高興遇見你                 | Rất vui được gặp bạn                                   | Ca khúc chủ đề Gặp gỡ kỉ niệm 7 năm Vương Giả Vinh Diệu |                                                  |
| 2022-11-03 | 焰火                         | Pháo hoa                                               | Ca khúc phim truyền hình Chiếc bật lửa và váy công chúa (點燃我溫暖你) |                                                  |
| 2022-10-30 | 奔向你                       | Hướng về phía bạn                                      | Ca khúc chủ đề 30 năm theo đuổi bầu trời ước mơ (逐夢蒼穹飛天30年), tri ân ngành Công nghệ vũ trụ Trung Quốc |                                                  |
| 2022-10-25 | 我們的歌                     | Bài hát của chúng ta                                   | *Hợp ca: bài hát bế mạc Đại hội đại biểu toàn quốc lần thứ 20 của Đảng |                                                  |
| 2022-10-23 | 我们一起远航                 | Cùng nhau vững tay chèo                                | *Hợp ca cùng Đàm Duy Duy (譚維維), Lưu Hòa Cương (劉和剛), và Lộ Tân Kỳ (路濱琪) |                                                  |
| 2022-10-20 | 超級玩家                     | Người chơi siêu cấp                                    | Ca khúc chủ đề giới thiệu sản phẩm điện thoại mới iQOO Neo 7 (iQOO Neo7新品主題曲) |                                                  |
| 2022-10-12 | 最珍貴的你                   | Điều quý giá nhất                                      | Ca khúc chủ đề Công viên Quốc gia Trung Quốc (中國國家公園主題曲) |                                                  |
| 2022-09-29 | 美美                         | Vẻ đẹp                                                 | Ca khúc kỉ niệm 100 năm ngành hoạt hình Trung Quốc (中國動畫百年紀念曲) |                                                  |
| 2022-09-26 | 風箏是風的信                 | Cánh diều là bức thư của gió                           | Ca khúc phim điện ảnh Dáng vẻ chúng ta thật giống tình yêu (我们的样子像极了爱情) |                                                  |
| 2022-09-10 | 花开忘忧                     | Hoa nở quên sầu                                        | Ca khúc đơn |                                                  |
| 2022-08-17 | 向光而行                     | Đi về phía ánh sáng                                    | Ca khúc chủ đề chương trình Mười năm Người theo đuổi ánh sáng (這十年·追光者) |                                                  |
| 2022-08-08 | 余情                         | Dư tình                                                | Ca khúc kết thúc phim truyền hình Thương Lan Quyết (苍兰诀) |                                                  |
| 2022-08-04 | 後來没有你                   | Sau này không có người                                 | Ca khúc phim điện ảnh Dáng vẻ chúng ta thật giống tình yêu (我们的样子像极了爱情) |                                                  |
| 2022-07-23 | 重生                         | Tái sinh                                               | Ca khúc chủ đề phim hoạt hình Đấu phá thương khung (斗破苍穹) |                                                  |
| 2022-07-21 | 你的样子                     | Dáng vẻ của người                                      | Ca khúc phim điện ảnh Dáng vẻ chúng ta thật giống tình yêu (我们的样子像极了爱情) |                                                  |
| 2022-07-13 | 追赶春天的人                 | Người theo đuổi mùa xuân                               | Ca khúc phim điện ảnh Dáng vẻ chúng ta thật giống tình yêu (我们的样子像极了爱情) |                                                  |
| 2022-07-08 | 請帶著浪漫遠航               | Xin mang sự lãng mạn bay xa                            | Ca khúc chủ đề phim hoạt hình Rainbow Sea Fly High (衝出地球) |                                                  |
| 2022-06-29 | 祝福                         | Lời chúc phúc                                          | Ca khúc kỉ niệm 25 năm Hong Kong trao trả cho Trung Quốc (慶祝香港回歸祖國25周年) *Ca khúc tiếng Quảng Đông đầu tiên |                                                  |
| 2022-06-26 | 萬里挑一                     | Một trong muôn vàn                                     | Ca khúc mở đầu phim truyền hình Tất cả về Bác sĩ Đường (關於唐醫生的一切) |                                                  |
| 2022-05-19 | 傳家                         | Truyền gia                                             | Ca khúc phim truyền hình Gia truyền (傳家) |                                                  |
| 2022-05-18 | I See Us                     | Khi chúng ta gặp nhau                                  | Ca khúc phim truyền hình Hoan nghênh quý khách (歡迎光臨) |                                                  |
| 2022-04-28 | 照耀星河                     | Chiếu sáng ngân hà                                     | Ca khúc chủ đề phim truyền hình Cảnh đẹp ngày vui biết bao giờ (良辰好景知几何) |                                                  |
| 2022-04-27 | 有我                         | Có tôi                                                 | Ca khúc chủ đề hoạt động chào mừng 100 năm thành lập Đoàn thanh niên Cộng sản Trung Quốc (庆祝中国共青团成立100周年主题宣传片 共青春) |                                                  |
| 2022-04-24 | 彼岸花                       | Hoa bỉ ngạn                                            | Ca khúc chủ đề phim truyền hình Hỏi trời xanh (問天錄) |                                                  |
| 2022-04-20 | 征途                         | Hành trình                                             | Ca khúc chủ đề phim tài liệu Hành trình phi thường (了不起的征途) |                                                  |
| 2022-04-17 | 卿卿                         | Khanh Khanh                                            | Ca khúc kết phim truyền hình Chúc Khanh Hảo (祝卿好) |                                                  |
| 2022-03-21 | 睡個好覺                     | Ngủ một giấc thật ngon                                 | Ca khúc chủ đề cho sự kiện Ngày giấc ngủ thế giới |                                                  |
| 2022-03-16 | 鮫人之歌                     | Khúc hát giao nhân                                     | Ca khúc kết phim truyền hình Ngự giao ký - Thuở đầu gặp người (馭鮫記之與君初相識) |                                                  |
| 2022-03-07 | 篇章                         | Áng văn                                                | Ca khúc chủ đề chương trình Thanh âm trời ban mùa 3 (《天賜的聲音》第三季主題曲) *Hợp ca cùng Hồ Ngạn Bân (胡彥斌), Hồ Hải Tuyền (胡海泉), Trương Thiều Hàm (張韶涵), Châu Diên (GAI周延), Trần Ý Hàm (陳意涵Estelle), Cát Khắc Tuyển Dật (吉克雋逸), Đường Nghệ (唐藝), Vương Hách Dã (王赫野), ban nhạc COM'Z (康姆士樂團 COM'Z) và Tín (信) |                                                  |
| 2022-03-01 | 我的答案                     | Câu trả lời của tôi                                    | Ca khúc khái niệm Viện kiểm sát nhân dân (人民檢察概念曲) |                                                  |
| 2022-02-22 | 在意                         | Để tâm                                                 | Ca khúc kết phim truyền hình Mùa tương phùng (相逢時節) |                                                  |
| 2022-02-20 | 夢想指路                     | Ước mơ dẫn lối                                         | Ca khúc tuyên truyền chủ đề Thế vận hội mùa đông Bắc Kinh 2022 (冬奥主题的宣传曲) |                                                  |
| 2022-02-19 | 可夢                         | Khả Mộng                                               | Ca khúc chủ đề kỉ niệm 25 năm phát hành Pokémon (宝可梦25周年纪念曲) |                                                  |
| 2022-02-15 | 光字片                       | Khu Quang Tự                                           | Ca khúc phim truyền hình Giữa thế gian (人世間) |                                                  |
| 2022-02-07 | 星鱼                         | Tinh ngư                                               | Ca khúc chủ đề phim hoạt hình VR tựa đề Tinh ngư (星鱼), được trình diễn theo công nghệ thực tế ảo tại Khu vực triển lãm và khám phá Văn hóa Trung Quốc tại Làng Thế vận hội Mùa đông 2022 (推荐冬奥村文化中国展示体验区) |                                                  |
| 2022-02-01 | 一起向未来                   | Cùng hướng đến tương lai                               | Ca khúc quảng bá cho Thế Vận Hội Olympic và Paralympic mùa đông Bắc Kinh 2022 (北京2022年冬奥会和冬残奥会口号推广音乐短片) *Hợp tác cùng nhiều nghệ sĩ |                                                  |
| 2021-01-27 | 出场                         | Ra trận                                                | Ca khúc cổ vũ Thế vận hội mùa đông 2022, thuộc album Băng và Tuyết (中国冰雪 音乐专辑) |                                                  |
| 2022-01-21 | 回到你身边                   | Quay về bên người                                      | Ca khúc chủ đề ước nguyện năm mới của phim điện ảnh Kỳ tích. Đứa trẻ ngốc (奇迹·笨小孩) |                                                  |
| 2022-01-12 | 念归去                       | Nhớ về quá khứ                                         | Ca khúc chủ đề phim truyền hình Kính song thành (镜•双城) |                                                  |
| 2022-01-10 | My only                      | Người duy nhất bên tôi                                 | Ca khúc kết thúc phim điện ảnh Khởi đầu (开端) |                                                  |
| 2022-01-08 | 你是我的城                   | Em là thành phố của anh                                | Ca khúc chủ đề phim truyền hình Người bạn đời hoàn mỹ (完美伴侶) |                                                  |
| 2021-12-28 | 好好生活就是美好生活         | Sống cho thật tốt chính là cuộc sống tốt đẹp           | Ca khúc chủ đề đón năm mới 2022 của Douyin (抖音2022跨年主题曲) |                                                  |
| 2021-12-15 | 像鸟儿一样                   | Giống như chú chim                                     | Ca khúc chủ đề phim truyền hình Đối thủ (对手) |                                                  |
| 2021-12-10 | 说声你好                     | Nói câu Xin chào                                       | Ca khúc mở đầu phim truyền hình Gia đình Tiểu Mẫn (小敏家) |                                                  |
| 2021-12-09 | 借給我一盒火柴               | Cho tôi mượn một hộp diêm                              | Ca khúc kết thúc phim truyền hình Tiền tuyến Ebola (埃博拉前线) |                                                  |
| 2021-12-02 | 花西子 (国际版)              | Hoa Tây Tử (bản Quốc tế)                               | Ca khúc quảng bá toàn cầu cho hãng mỹ phẩm Hoa Tây Tử (花西子) |                                                  |
| 2021-11-09 | 以无旁骛之吻                 | Dùng nụ hôn say đắm                                    | Ca khúc kết thúc phim truyền hình Hộc Châu phu nhân (斛珠夫人) |                                                  |
| 2021-11-06 | 光亮                         | Ánh sáng                                               | Ca khúc chủ đề chương trình truyền hình Tử Cấm Thành (紫禁城) |                                                  |
| 2021-10-27 | 致敬勇士                     | Xin chào dũng sĩ                                       | Ca khúc chủ đề Olympic mùa đông 2021 tại Bắc Kinh *Hợp tác cùng nhiều nghệ sĩ và vận động viên |                                                  |
| 2021-10-24 | 威凤吟                       | Uy phượng ngâm                                         | Ca khúc giới thiệu Chiêu Lăng Lục Tuấn đồ (昭陵六骏) trong chương trình Bảo vật quốc gia - Phòng trưng bày của CCTV(国家宝藏•展演季) |                                                  |
| 2021-10-20 | 美好的世界                   | Thế giới tốt đẹp                                       | Ca khúc chủ đề phim điện ảnh Khách không mời (不速来客) |                                                  |
| 2021-10-16 | 最好的礼物                   | Món quà tuyệt vời nhất                                 | Ca khúc chủ đề kết phim Sương mù đình bát giác (八角亭迷霧) |                                                  |
| 2021-10-12 | 只为真相                     | Chỉ vì chân tướng                                      | Ca khúc chủ đề kết phim Chân tướng (真相) |                                                  |
| 2021-10-01 | 今天是你的生日，中国         | Hôm nay là sinh nhật của bạn, Trung Quốc               | Ca khúc chào mừng 100 năm thành lập Đảng CS Trung Quốc |                                                  |
| 2021-09-28 | 和光同春                     | Hòa quang đồng xuân                                    | Ca khúc chủ đề cho Hội nghị COP15 các bên tham gia "Công ước Đa dạng sinh học" lần thứ 15 của Liên Hợp Quốc (联合国《生物多样性公约》缔约方大会第十五次会议) |                                                  |
| 2021-09-19 | 若思念便思念                 | Nếu nhung nhớ khôn nguôi                               | Ca khúc chủ đề đêm hội Trung Thu Chuyến du hành kì diệu đêm Trung Thu (中秋奇妙游) |                                                  |
| 2021-09-17 | 时结                         | Nút thắt thời gian                                     | Ca khúc chủ đề Lễ hội văn hóa Trung Hoa game Vương giả vinh diệu (王者荣耀) |                                                  |
| 2021-08-23 | 无疾而終                     | Tan vào hư vô                                          | Ca khúc chủ đề tình cảm của phim truyền hình Tân Thiên long bát bộ 2021 (天龙八部) |                                                  |
| 2021-08-23 | 生而为赢                     | Sinh ra để chiến thắng                                 | Ca khúc chủ đề quảng bá dòng điện thoại dành cho game thủ Vivo IQOO (IQOO8 酷玩大师) |                                                  |
| 2021-08-17 | 生活总该迎着光亮             | Cuộc sống vẫn nên đón lấy ánh sáng                     | Ca khúc chủ đề phim truyền hình Những đứa con nhà họ Kiều (乔家的儿女) |                                                  |
| 2021-08-13 | 夏日友睛天                   | Ngày hè tình bạn                                       | Ca khúc lấy cảm hứng từ phim hoạt hình Mùa hè của Luca |                                                  |
| 2021-07-23 | 中国加油歌                   | Tiến lên, Trung Quốc!                                  | Ca khúc cổ động đội tuyển quốc gia Trung Quốc thi đấu tại Olympic Tokyo 2021 *Hợp tác cùng Tôn Nam (孙楠) |                                                  |
| 2021-07-16 | 江湖缘起                     | Giang hồ duyên khởi                                    | Ca khúc chủ đề game Kiếm võng 3: Duyên khởi (剑网3：緣起) |                                                  |
| 2021-07-15 | 问花                         | Vấn hoa                                                | Ca khúc chủ đề phim hoạt hình Bạch xà 2: Thanh xà kiếp khởi (白蛇2: 青蛇劫起) |                                                  |
| 2021-07-09 | 跳舞的月光                   | Ánh trăng nhảy múa                                     | Ca khúc chủ đề phim điện ảnh Bầu trời thiếu niên rực cháy (燃野少年的天空) |                                                  |
| 2021-06-25 | 国际歌                       | Quốc tế ca                                             | Ca khúc chủ đề phim điện ảnh 1921 *Hợp tác cùng Tôn Nam (孙楠) |                                                  |
| 2021-06-21 | 如约                         | Như đã hẹn ước                                         | Ca khúc đơn [Single] |                                                  |
| 2021-06-16 | 玦恋                         | Quyết luyến                                            | Ca khúc mở đầu phim truyền hình Thiên cổ quyết trần (千古玦尘) |                                                  |
| 2021-06-09 | 繁星璀璨的天空               | Bầu trời muôn ánh sao                                  | Ca khúc phim truyền hình Vinh quang và ước mơ (光荣与梦想) |                                                  |
| 2021-05-31 | 田埂五月风                   | Gió tháng Năm trên cánh đồng                           | Ca khúc chủ đề chương trình từ thiện Hành động vì nghệ thuật do Tencent và Hefeng tổ chức (腾讯荷风艺术行动音乐会) |                                                  |
| 2021-04-28 | 悬崖之上                     | Phía trên vách đá                                      | Ca khúc chủ đề phim điện ảnh Phía trên vách đá (悬崖之上) |                                                  |
| 2021-04-25 | 交换                         | Hoán đổi                                               | Ca khúc chủ đề phim truyền hình Tiểu thư quạ đen và Tiên sinh Thằn lằn (乌鸦小姐与蜥蜴先生) |                                                  |
| 2021-04-13 | 理想                         | Niềm tin                                               | Ca khúc chủ đề phim truyền hình Lý tưởng chiếu rọi Trung Quốc (理想照耀中国) *Hợp ca cùng Vương Nguyên, Na Anh, Vương Tranh Lượng, và các nghệ sĩ khác. *Piano: Lang Lãng |                                                  |
| 2021-04-12 | 小捨得                       | Một chút khó xử                                        | Ca khúc chủ đề phim truyền hình Một chút khó xử (小捨得) |                                                  |
| 2021-03-20 | 茧                           | Kén                                                    | Ca khúc kết thúc phim truyền hình Trường ca hành (长歌行) |                                                  |
| 2021-02-22 | 要一起                       | Muốn bên nhau                                          | Ca khúc chủ đề phim truyền hình Cẩm tâm tựa ngọc (锦心似玉) |                                                  |
| 2021-02-14 | 望                           | Mong                                                   | Ca khúc phiên bản mới dành cho Ngày lễ Tình nhân 2021 |                                                  |
| 2021-02-14 | 若梦                         | Như mộng                                               | Ca khúc chủ đề phim truyền hình Mộng tỉnh Trường An (梦醒长安) |                                                  |
| 2021-02-10 | 我在这 挺好的                | Con ở đây rất tốt                                      | Ca khúc phúc lợi Tết nguyên đán 2021 *Bản thu âm chính thức |                                                  |
| 2021-01-30 | 茫茫星河                     | Tinh hà bao la                                         | Ca khúc mở đầu phim truyền hình Linh lung (玲珑) |                                                  |
| 2021-01-29 | Rubia                        | Nhành thiên thảo                                       | Ca khúc chủ đề phim hoạt hình ngắn Độ trần (渡尘) thuộc tựa game Honkai Impact 3 (崩坏3) *Ca khúc tiếng Anh thứ hai của Châu Thâm |                                                  |
| 2021-01-27 | 明月传说                     | Truyền thuyết trăng sáng                               | Ca khúc chủ đề phim truyền hình Phong khởi nghê thường (风起霓裳） |                                                  |
| 2021-01-24 | 望                           | Mong                                                   | Ca khúc chủ đề phim ngắn Ngũ Phúc 2021 (2021集五福) *Sản xuất bởi Alipay |                                                  |
| 2021-01-23 | 我，江湖                     | Ta, giang hồ                                           | Ca khúc kỷ niệm 3 năm phát hành tựa game Nhất mộng giang hồ (一梦江湖) |                                                  |
| 2021-01-22 | 归处                         | Chốn về                                                | Ca khúc chủ đề phim điện ảnh Âm Dương Sư: Thị thần lệnh (侍神令) |                                                  |
| 2021-01-10 | 无所畏惧                     | Không hề sợ hãi                                        | Ca khúc chủ đề tựa game Đại chiến của những trái bóng - Battle of Balls (球球大作战) |                                                  |
| 2021-01-08 | 天涯尽处                     | Tận cùng chân trời                                     | Ca khúc chủ đề phim truyền hình Thượng Dương Phú (上阳赋) *Hợp tác cùng Hồ Hạ (胡夏) |                                                  |
| 2020-12-29 | 相守                         | Bên nhau                                               | Ca khúc chủ đề tựa game Tiên kiếm kỳ hiệp truyện 7 (仙剑奇侠传七) |                                                  |
| 2020-12-17 | 江湖觅知音                   | Giang hồ tìm tri âm                                    | Ca khúc chủ đề tựa game Tân tiếu ngạo giang hồ (新笑傲江湖) |                                                  |
| 2020-12-16 | 和光同尘                     | Hòa quang đồng trần                                    | Ca khúc chủ đề phim truyền hình Đại giang đại hà 2 (大江大河2) |                                                  |
| 2020-12-07 | 海上蝶                       | Cánh bướm trên biển                                    | Ca khúc chủ đề tựa game Âm dương sư: Bách văn bài (阴阳师：百闻牌) |                                                  |
| 2020-11-22 | 画绢                         | Tranh lụa                                              | Ca khúc biểu diễn trong đêm Y thượng Trung Quốc (衣尚中国) *Bản thu âm chính thức |                                                  |
| 2020-11-05 | 资深庸才                     | Kẻ tầm thường từng trải                                | Ca khúc trong album Cẩm nang cuộc sống không hoàn mỹ (不完美人生指南) *Hợp tác cùng Vương Tử (王子) |                                                  |
| 2020-10-07 | 幸福里                       | Trong hạnh phúc                                        | Ca khúc trong phim truyền hình Câu chuyện hạnh phúc (幸福里的故事) |                                                  |
| 2020-10-03 | 情不由衷                     | Tình yêu không thành thật                              | Ca khúc chủ đề của cảnh quan Cầu mười bảy nhịp (十七孔桥) *Album quốc phong Di Hòa phong hoa (颐和风华) hát về 9 cảnh quan chính trong Di Hòa Viên |                                                  |
| 2020-08-25 | 我是你的谁                   | Tôi là gì của em                                       | Ca khúc đơn [Single] |                                                  |
| 2020-08-04 | 新手驾到                     | Tân thủ giá đáo                                        | Ca khúc chủ đề show truyền hình thực tế Tân thủ giá đáo (新手驾到) *Hợp tác cùng Thích Vy (戚薇), Ngô Tuyên Nghi (吴宣仪), Tiểu Quỷ Vương Lâm Khải (Lil Ghost小鬼), Hoắc Tôn (霍尊), Vũ Nghệ (武艺), Dụ Mỹ Nhâm (喻美壬) |                                                  |
| 2020-08-03 | 微光海洋                     | Tia sáng và biển cả                                    | Ca khúc chủ đề cặp nhân vật Đại Kiều - Tôn Sách (大乔 -孙策) trong tựa game Vương giả vinh diệu (王者荣耀) |                                                  |
| 2020-07-25 | 化身孤岛的鲸                 | Chú cá voi hóa thân của hòn đảo cô độc                 | Ca khúc kỉ niệm 6 năm debut của Châu Thâm *Cover - Hát gốc: Tạ An Kỳ (谢安琪) |                                                  |
| 2020-07-20 | 无限                         | Vô hạn                                                 | Ca khúc chủ đề phim truyền hình Đạo mộ bút ký - Trùng khởi chi cực hải thính lôi (盗墓笔记重启之极海听雷) |                                                  |
| 2020-07-16 | 荒原星火                     | Đốm lửa đồng hoang                                     | Ca khúc chủ đề tựa game Cổ kiếm kỳ đàm (古剑奇谭) |                                                  |
| 2020-07-08 | 卡布叻船长                   | Thuyền trưởng Kabule                                   | Ca khúc chủ đề tựa game Dragon Nest 2 (龙之谷2) *Hợp tác cùng ca sĩ ảo Lạc Thiên Y (洛天依) |                                                  |
| 2020-07-06 | 影                           | Bóng dáng                                              | Ca khúc chủ đề phim truyền hình Cẩm Tú Nam Ca (锦绣南歌) |                                                  |
| 2020-07-03 | 与卿                         | Cùng người                                             | Ca khúc chủ đề tựa game Chưởng môn rất bận (掌门太忙) |                                                  |
| 2020-06-29 | 花西子                       | Hoa Tây Tử                                             | Ca khúc quảng bá cho hãng mỹ phẩm Hoa Tây Tử (花西子) |                                                  |
| 2020-06-28 | 天地为念                     | Thiên địa vi niệm                                      | Ca khúc chủ đề phim hoạt hình Thiên Bảo phục yêu lục (天宝伏妖录) |                                                  |
| 2020-06-20 | 青春就这Young                | Thanh xuân chính là như vậy                            | Ca khúc chủ đề show truyền hình thực tế Thanh xuân hoàn du ký 2 (青春环游记2) *Hợp tác cùng Lang Lãng (郎朗), Giả Linh (贾玲), Dương Địch (杨迪), Phạm Thừa Thừa (范丞丞) |                                                  |
| 2020-06-08 | 不想睡                       | Không muốn ngủ                                         | Ca khúc dành tặng fandom Sinh Mễ (生米) *Cover - Hát gốc: Lương Tịnh Như (梁靜茹) |                                                  |
| 2020-05-27 | 话语                         | Lời nói                                                | Ca khúc EDM [Single] *Hợp tác cùng Panta.Q |                                                  |
| 2020-05-25 | 缘落                         | Duyên lạc                                              | Ca khúc kết thúc phim truyền hình Nguyệt thượng trọng hỏa (月上重火) *Hợp tác cùng Lục Hổ (陆虎) |                                                  |
| 2020-05-19 | 拂衣归                       | Phất áo trở về                                         | Ca khúc chủ đề nhân vật Trương Lương (张良) trong phim hoạt hình Tần Thời Minh Nguyệt (秦时明月) |                                                  |
| 2020-05-14 | 瞳•出类拔萃                  | Đồng tử • Kỳ tài xuất chúng                            | Ca khúc quảng bá cho dòng điện thoại One Plus 8 (一加手机) |                                                  |
| 2020-04-29 | 暗示                         | Ám chỉ                                                 | Ca khúc đơn |                                                  |
| 2020-04-13 | 启示                         | Mặc khải (Gợi ý)                                       | Ca khúc chủ đề phim hoạt hình Dungeon Fighter (DNF官方动画第二季推广曲) |                                                  |
| 2020-04-01 | 爱若琉璃                     | Yêu như lưu ly                                         | Ca khúc chủ đề phim truyền hình Lưu ly mỹ nhân sát (琉璃美人煞) |                                                  |
| 2020-03-27 | 有一件美好的事情将要发生     | Có một chuyện tốt đẹp sắp xảy ra                       | Ca khúc chủ đề phim truyền hình Cô ấy không hoàn mỹ (不完美的她) |                                                  |
| 2020-03-18 | 曇花一現雨及時               | Hoa quỳnh nở vội gặp mưa rơi                           | Ca khúc chủ đề phim truyền hình Tam thiên nha sát (三千鴉殺) *Hợp tác cùng Trịnh Vân Long (郑云龙) |                                                  |
| 2020-03-10 | 雪花落下                     | Hoa tuyết rơi                                          | Ca khúc chủ đề phim truyền hình Lê hấp đường phèn (冰糖燉雪梨) |                                                  |
| 2020-02-16 | 渴望遇见                     | Khát khao gặp gỡ                                       | Ca khúc chủ đề phim truyền hình Ai cũng khao khát được gặp em (谁都渴望遇见你) |                                                  |
| 2020-01-20 | 不见就散                     | Không hợp thì tan                                      | Ca khúc kỉ niệm hợp tác cùng Lý Khắc Cần (李克勤) |                                                  |
| 2020-01-17 | 请笃信一个梦                 | Xin vững tin vào giấc mơ                               | Ca khúc chủ đề của nhân vật trong phim Khương Tử Nha (姜子牙) |                                                  |
| 2020-01-08 | 听我说                       | Hãy nghe tôi nói                                       | Ca khúc chủ đề phim ngắn mừng năm mới 2020 Đến đâu rồi (到哪儿了) của *Sản xuất bởi Alipay |                                                  |
| 2019-12-23 | 愿                           | Nguyện                                                 | Ca khúc mở đầu phim truyền hình Cẩm y chi hạ (锦衣之下) |                                                  |
| 2019-12-21 | 不群                         | Không hoà nhập                                         | Ca khúc thứ 5 trong album Nhạc cổ phong Trung Hoa “Luyến luyến cố nhân nan” của nền tảng nhạc Võng Dịch Vân NetEase (网易云音乐) |                                                  |
| 2019-12-19 | 能解答一切的答案             | Câu trả lời có thể giải đáp tất cả                     | Ca khúc kết thúc phim Diệu tiên sinh (妙先生) |                                                  |
| 2019-12-07 | 念念有词                     | Niệm cầu không ngừng                                   | 青春重置计划 Part 2:原来都是葛大为 *Nhạc: Thôi Khâm Tường. Lời: Cát Đại Vi. Nguyên xướng: Hebe Điền Phức Chân |                                                  |
| 2019-11-21 | 触不可及                     | Không thể chạm tới                                     | Ca khúc quảng bá phim The Upside (触不可及) |                                                  |
| 2019-11-11 | 放鹤图                       | Phóng hạc đồ                                           | Ca khúc chủ đề của nhân vật trong phim Hạc lệ Hoa Đình (鹤唳华亭) |                                                  |
| 2019-11-08 | 愿得一心人                   | Nguyện có người đồng tâm                               | Ca khúc kết thúc phim truyền hình Hạc lệ Hoa Đình (鹤唳华亭) |                                                  |
| 2019-11-05 | 过尽千帆                     | Qua ngàn cánh buồm                                     | Ca khúc chủ đề của concert Tinh Cầu C929 (周深 C-929星球巡回演唱会) *Ca khúc đầu tiên Châu Thâm làm nhà sản xuất |                                                  |
| 2019-10-23 | 海藏                         | Hải tàng                                               | Ca khúc mở đầu và kết thúc phim hoạt hình Tứ hải kình kỵ 2 (四海鲸骑) |                                                  |
| 2019-10-17 | 东游                         | Đông du                                                | Ca khúc chủ đề phim Đông du (东游) |                                                  |
| 2019-10-10 | 胡同少年志                   | Hồ đồng thiếu niên chí                                 | Ca khúc đầu tiên của EDIQ Chinoiserie Music Serial Album The Path of Nation (国道) |                                                  |
| 2019-09-08 | 避难所                       | Nơi trú ẩn (Sanctuary)                                 | Ca khúc trong phim Tôi ở tương lai đợi bạn (我在未来等你) *Ca khúc tiếng Anh đầu tiên của Châu Thâm |                                                  |
| 2019-09-06 | 情意结                       | Tình ý kết                                             | Ca khúc kết thúc phim điện ảnh Tru tiên 1 (诛仙 1) |                                                  |
| 2019-08-28 | 不再流浪                     | Không còn lưu lạc                                      | Ca khúc quảng bá phim hoạt hình La Tiểu Hắc chiến ký (罗小黑战记) |                                                  |
| 2019-07-29 | 荒城渡                       | Hoang thành độ                                         | Ca khúc chủ đề của nhân vật Tiết Dương (薛洋) trong webdrama Trần Tình Lệnh (陈情令) | 63 (Weeks on Chart: 2                            |
| 2019-07-28 | 直破穹苍                     | Oanh tạc bầu trời (Trực phá khung thương)              | Ca khúc trong phim hoạt hình Đấu phá thương khung (斗破苍穹) |                                                  |
| 2019-07-18 | 末日飞船                     | Phi thuyền ngày tận thế                                | Ca khúc trong mini album Phi thuyền ngày tận thế (末日飞船) của Đường Hán Tiêu *Hợp tác cùng Đường Hán Tiêu (唐汉霄) |                                                  |
| 2019-07-18 | 卡西尼                       | Cassini                                                | Ca khúc trong mini album Phi thuyền ngày tận thế (末日飞船) của Đường Hán Tiêu *Hợp tác cùng Đường Hán Tiêu (唐汉霄) |                                                  |
| 2019-06-28 | 为爱追寻                     | Vi ái truy tầm                                         | Ca khúc chủ đề của NetEase MMORPG Fantasy Westward Journey (梦幻西游) | 8 (Seeking for Love) (Weeks on Chart: 8 or 3 + 5 |
| 2019-06-14 | 亲爱的旅人啊                 | Người lữ hành yêu dấu                                  | Ca khúc quảng bá phim Sen và Chihiro ở thế giới thần bí tại Trung Quốc |                                                  |
| 2019-05-28 | 拙慕                         | Chuyết mộ (Tình khờ)                                   | Ca khúc trong phim truyền hình Tước tích: Lâm giới thiên hạ (L.O.R.D. Critical World) (爵迹·临界天下) | 3 (Zhuo Mu) (Weeks on Chart: 5)                  |
| 2019-04-12 | 蜕                           | Thoái (Phá kén)                                        | Ca khúc chủ đề phim Sa Chi Lan Ca Battle Through the Heavens Special II: Song of Desert (斗破苍穹特别篇 2·沙之澜歌) | 18 (Slough Off) (Weeks on Chart: 5)              |
| 2019-04-04 | 落花                         | Hoa rơi                                                | Ca khúc trong phim Yến Dương Xuân (燕阳春) |                                                  |
| 2019-03-05 | 此生惟你                     | Đời này chỉ có người                                   | Ca khúc trong phim Tân Ỷ Thiên Đồ Long ký (新倚天屠龙记) | 9 (You Are The Only I Love) (Weeks on Chart: 5)  |
| 2019-01-20 | 不说再见                     | Không nói tạm biệt                                     | Ca khúc tạm biệt không chính thức của Liêu Xương Vĩnh và MXH36 - thành viên tham gia Thanh nhập nhân tâm mùa 1 |                                                  |
| 2019-01-09 | 随风                         | Theo gió                                               | Ca khúc trong phim Đồ cổ: Bẫy trong bẫy (Mystery of Antiques) (古董局中局) | 19 (Weeks on Chart: 8)                           |
| 2018-11-28 | 缘起                         | Duyên khởi                                             | Ca khúc chủ đề phim hoạt hình Bạch xà: Duyên khởi (白蛇：缘起) | 3 (Origin) (Weeks on Chart: 12)                  |
| 2018-11-21 | 楼台                         | Lâu đài                                                | Ca khúc thuộc album Ngoặc kép (书名号) của Chu Thất *Hợp tác cùng Chu Thất (朱七) |                                                  |
| 2018-10-18 | 青春有悔                     | Thanh xuân có điều hối tiếc                            | Ca khúc trong Stage Play Three Buddies |                                                  |
| 2018-10-16 | 对不起                       | Thật xin lỗi                                           | Ca khúc EDM [Single] *Hợp tác cùng Panta.Q |                                                  |
| 2018-10-02 | 牛郎织女                     | Ngưu Lang Chức Nữ                                      | Ca khúc từ thiện thúc đẩy xóa đói giảm nghèo tại huyện Lỗ Sơn, tỉnh Hà Nam, Trung Quốc |                                                  |
| 2018-09-30 | 梅香如故                     | Hương mai như xưa                                      | Ca khúc kết thúc phim truyền hình Như Ý truyện (如懿传) *Bản độc xướng |                                                  |
| 2018-09-29 | 可它爱著这个世界             | Nhưng nó yêu thế giới này                              | Ca khúc lấy cảm hứng từ phim hoạt hình Natsume's Book of Friends (夏目友人帳) *Lời: Ốc Đặc Ngải Văn Nhân. Biên khúc: Trà Trà. Nhạc: Châu Thâm |                                                  |
| 2018-09-18 | 梦回神都                     | Mộng hồi thần đô                                       | Ca khúc chủ đề của game Thần đô dạ hành lục (神都夜行录) |                                                  |
| 2018-08-23 | 梅香如故                     | Hương mai như xưa                                      | Ca khúc kết thúc phim truyền hình Như Ý truyện (如懿传) *Hợp tác cùng Mao Bất Dịch (毛不易) |                                                  |
| 2018-08-15 | 念                           | Niệm                                                   | Ca khúc quảng bá game Kiếm võng 3: Khúc Vân truyện (剑网 3：曲云传) |                                                  |
| 2018-08-10 | 没有说完的故事               | Chuyện xưa chưa nói hết                                | Ca khúc kết thúc phim Mỹ thực đại mạo hiểm chi Anh hùng quái (美食大冒险之英雄烩) |                                                  |
| 2018-07-05 | 独白                         | Độc thoại (Độc bạch)                                   | Ca khúc trong phim truyền hình Thiên kê chi Bạch xà truyền thuyết (天乩之白蛇传说) |                                                  |
| 2018-07-03 | 来不及勇敢                   | Không kịp dũng cảm                                     | Ca khúc trong phim hoạt hình Bầu trời trong xanh ngày hôm qua (昨日青空) |                                                  |
| 2018-06-29 | 梦留别                       | Mộng lưu biệt                                          | Ca khúc chủ đề game Thiên nhai minh nguyệt đao - môn phái Di Hoa (天涯明月刀 - 移花门派) |                                                  |
| 2018-06-27 | 云裳羽衣曲                   | Vân Thường Vũ Y khúc                                   | Ca khúc chủ đề game thời trang 3D Vân Thường Vũ Y (云裳羽衣) |                                                  |
| 2018-05-18 | 等著我                       | Đợi tôi                                                | Ca khúc chủ đề show truyền hình tìm người thân thất lạc Đợi tôi (等着我) |                                                  |
| 2018-05-08 | 花开                         | Hoa nở                                                 | Ca khúc chủ đề chuỗi concert Thâm không gian (深空间) |                                                  |
| 2018-04-24 | 无关                         | Vô quan                                                | Ca khúc quảng bá phim điện ảnh Mạc hậu ngoạn gia (幕后玩家) |                                                  |
| 2018-03-13 | 水形物语                     | Dáng hình của nước                                     | Ca khúc quảng bá phim điện ảnh Người đẹp và thủy quái (水形物语) tại Trung Quốc |                                                  |
| 2018-01-10 | 如果你爱我                   | Nếu như người yêu tôi                                  | Ca khúc chủ đề của tiểu thuyết Để tôi nhìn về phía em (许我向你看) |                                                  |
| 2017-11-30 | 垃圾别烦我                   | Rác rưởi đừng làm phiền tôi                            | Ca khúc quảng bá của APP Tencent Mobile Manager |                                                  |
| 2017-10-27 | 蓝色降落伞                   | Chiếc dù màu xanh                                      | Ca khúc trong album "Sâu trong Thâm" (深的深） |                                                  |
| 2017-10-24 | 何处是天涯                   | Nơi đâu là chân trời                                   | Ca khúc chủ đề phim Phượng Hoàng truyện (凤皇传) |                                                  |
| 2017-10-02 | 曾经沧海                     | Từng qua biển lớn                                      | Ca khúc kết thúc phim Đây khoảng sao trời kia khoảng biển 2 (那片星空那片海 2) |                                                  |
| 2017-08-09 | 小小                         | Nho nhỏ (Tiểu tiểu)                                    | Ca khúc trong webdrama Thời niên thiếu có chút khốc liệt 2 (少年有點酷 2) (Nguyên xướng: Đới Bội Ni 戴佩妮) |                                                  |
| 2017-06-21 | 不说话                       | Không nói gì (Bất thuyết thoại)                        | Ca khúc khái niệm phim hoạt hình Đại hộ pháp (大护法) |                                                  |
| 2017-06-15 | 浓情淡如你                   | Tình nồng đạm như người                                | Ca khúc quảng bá phim điện ảnh Tú Xuân Đao: chiến trường Tu La Brotherhood of Blades II: The Infernal Battlefield (绣春刀2：修罗战场) |                                                  |
| 2017-05-21 | 一期一会                     | Nhất kỳ nhất hội                                       | Bản tiếng Trung cover ca khúc Secret base～君がくれたもの～ Ca khúc chủ đề phim Đóa hoa năm ấy chúng ta cùng ngắm (あの日見た花の名前を僕達はまだ知らない。) |                                                  |
| 2017-04-21 | 黎明的翅膀                   | Đôi cánh của bình minh                                 | Ca khúc kết thúc phim hoạt hình Arad: Cánh cổng định mệnh The Fate of Arad (阿拉德：宿命之门) |                                                  |
| 2017-02-10 | 回声                         | Tiếng vọng                                             | Ca khúc kết thúc phim Đây khoảng sao trời kia khoảng biển (那片星空那片海) |                                                  |
| 2016-10-25 | 妳                           | Nàng                                                   | Ca khúc trong album "Sâu trong Thâm" (深的深） |                                                  |
| 2016-08-03 | 临安初雨                     | Mưa đầu mùa ở Lâm An                                   | Ca khúc của game mobile Thủy Hử Q truyện (水浒 Q传) |                                                  |
| 2016-05-20 | 大鱼                         | Cá lớn (Đại ngư)                                       | Ca khúc chủ đề phim hoạt hình Đại ngư hải đường (大鱼海棠) |                                                  |
| 2015-09-08 | 你曾这样问过                 | Em đã từng hỏi anh như vậy                             | Bản tiếng Trung cover ca khúc Sakura Anata ni Deaete Yokatta～さくら あなたに出会えてよかった～ (Không phải nhạc phim 5cm/s) |                                                  |
| 2015-08-08 | 玫瑰与小鹿                   | Hoa hồng và nai nhỏ                                    | Ca khúc mở đầu album Sâu trong Thâm (深的深) |                                                  |

## Chương trình truyền hình và ca khúc được biểu diễn
| Thời gian  | Tên gốc                               | Tên tiếng Việt                                         | Chương trình | Ghi chú |
| ---------- | ------------------------------------- | ------------------------------------------------------ | --- | --- |
| 2023-10-07 | 化身孤島的鯨                          | Chú cá voi hoá thân của hòn đảo cô độc                 | Chương trình Xin chào cuộc sống (你好生活) | |
| 2023-10-07 | 蘭亭序                                | Lan Đình tự                                            | Chương trình Xin chào cuộc sống (你好生活) | Hát gốc: Châu Kiệt Luân (周杰倫) |
| 2023-10-05 | 爱达未来                              | Tình yêu gửi tương lai                                 | Nhạc hội Hát cùng nhau tại Đại hội Thể thao Châu Á Hàng Châu 2023 (亚运一起唱 杭州亚运演唱会)                                                                   | Ca khúc quảng bá Đại hội Thể thao Châu Á tại Hàng Châu năm 2023 |
| 2023-10-01 | 望                                    | Mong                                                   | Chương trình đặc biệt Mừng Quốc khánh nước CHDCND Trung Hoa 2023 CCTV - Truyền thống gia đình và tổ quốc Giấc mộng Trung Hoa (中國夢·家國情 - 2023國慶特别節目) | |
| 2023-10-01 | 化身孤岛的鲸                          | Chú cá voi hoá thân của hòn đảo cô độc                 | Lễ hội Âm nhạc Vịnh Thái Hồ 2023 (常州太湖湾音乐节) | |
| 2023-10-01 | 大鱼                                  | Đại ngư                                                | Lễ hội Âm nhạc Vịnh Thái Hồ 2023 (常州太湖湾音乐节) | |
| 2023-10-01 | 時結                                  | Ngưng đọng thời gian                                   | Lễ hội Âm nhạc Vịnh Thái Hồ 2023 (常州太湖湾音乐节) | |
| 2023-10-01 | 望                                    | Mong                                                   | Lễ hội Âm nhạc Vịnh Thái Hồ 2023 (常州太湖湾音乐节) | |
| 2023-10-01 | 花开忘忧                              | Hoa nở quên sầu                                        | Lễ hội Âm nhạc Vịnh Thái Hồ 2023 (常州太湖湾音乐节) | |
| 2023-10-01 | 若梦                                  | Như mộng                                               | Lễ hội Âm nhạc Vịnh Thái Hồ 2023 (常州太湖湾音乐节) | |
| 2023-10-01 | 灯火里的中国                          | Trung Quốc trong ánh đèn                               | Lễ hội Âm nhạc Vịnh Thái Hồ 2023 (常州太湖湾音乐节) | |
| 2023-10-01 | 浮游                                  | Phù du                                                 | Lễ hội Âm nhạc Vịnh Thái Hồ 2023 (常州太湖湾音乐节) | |
| 2023-10-01 | 触不可及                              | Không thể chạm tới                                     | Lễ hội Âm nhạc Vịnh Thái Hồ 2023 (常州太湖湾音乐节) | |
| 2023-09-30 | 自己                                  | Bản thân tôi                                           | Chương trình Sân khấu 2023 (舞台2023) - Tập 11 | Cùng Jackson Vương Gia Nhĩ, Ella Trần Gia Hoa, Hoàng Ỷ San |
| 2023-09-29 | 光亮                                  | Ánh sáng                                               | Đêm hội Trung thu CCTV 2023 (2023央视秋晚) | |
| 2023-09-28 | 大魚                                  | Đại ngư                                                | Đêm hội Trung thu đài Hà Nam (2023中秋奇妙游) | |
| 2023-09-26 | 花开忘忧                              | Hoa nở quên sầu                                        | Thịnh điển Âm nhạc Weibo 2023 (微博音樂盛典) | |
| 2023-09-25 | 繁花依旧                              | Hoa vẫn ngát hương                                     | Buổi xem trước phim điện ảnh Quân tình nguyện Hùng binh xuất kích (志願軍：雄兵出擊)                                                                            | |
| 2023-09-24 | 裹著心的光                            | Trái tim bao bọc bởi ánh sáng                          | Concert Lâm Tuấn Kiệt trạm Bắc Kinh (JJ林俊杰演唱會) - Khách mời                                                                                                | Cùng Lâm Tuấn Kiệt (林俊杰) Ca sĩ hát gốc: Lâm Tuấn Kiệt (林俊杰) |
| 2023-09-24 | 大魚                                  | Đại ngư                                                | Concert Lâm Tuấn Kiệt trạm Bắc Kinh (JJ林俊杰演唱會) - Khách mời                                                                                                | |
| 2023-09-17 | 太湖美                                | Vẻ đẹp Thái Hồ                                         | Nhạc hội Vẻ đẹp Thái Hồ 2023 (2023太湖美音乐会) | |
| 2023-09-16 | 人間星河                              | Nhân gian tinh hà                                      | Đại hội phát triển du lịch Hồ Nam lần thứ 2 (第二屆湖南旅遊發展大會開幕式)                                                                                      | |
| 2023-09-02 | Yesterday                             | Ngày hôm qua                                           | Chương trình Sân khấu 2023 (舞台2023) - Tập 6 | Cùng Jay Park Ca sĩ hát gốc: Jay Park |
| 2023-08-28 | 花开忘忧                              | Hoa nở quên sầu                                        | Đêm hội trao giải Đông Phương phong vân bảng lần thứ 30 (第30屆東方風雲榜音樂盛典)                                                                              | |
| 2023-08-22 | 人間星河                              | Nhân gian tinh hà                                      | Đêm hội Thất tịch CCTV 2023 (央視七夕晚會) | |
| 2023-08-19 | 化身孤島的鯨                          | Chú cá voi hoá thân của hòn đảo cô độc                 | Concert Tri ân đặc biệt "Thâm Thâm - Cảm ơn bạn" (深深感謝你) tại Bắc Kinh                                                                                      | |
| 2023-08-19 | 花开忘忧                              | Hoa nở quên sầu                                        | Concert Tri ân đặc biệt "Thâm Thâm - Cảm ơn bạn" (深深感謝你) tại Bắc Kinh                                                                                      | |
| 2023-08-19 | 人是_                                 | Con người là_                                          | Concert Tri ân đặc biệt "Thâm Thâm - Cảm ơn bạn" (深深感謝你) tại Bắc Kinh                                                                                      | |
| 2023-08-19 | 光亮                                  | Ánh sáng                                               | Concert Tri ân đặc biệt "Thâm Thâm - Cảm ơn bạn" (深深感謝你) tại Bắc Kinh                                                                                      | |
| 2023-08-19 | Tik Tok                               | Tik Tok                                                | Concert Tri ân đặc biệt "Thâm Thâm - Cảm ơn bạn" (深深感謝你) tại Bắc Kinh                                                                                      | Ca sĩ hát gốc: KeSha |
| 2023-08-19 | 缘起                                  | Duyên khởi                                             | Concert Tri ân đặc biệt "Thâm Thâm - Cảm ơn bạn" (深深感謝你) tại Bắc Kinh                                                                                      | |
| 2023-08-19 | 触不可及                              | Không thể chạm tới                                     | Concert Tri ân đặc biệt "Thâm Thâm - Cảm ơn bạn" (深深感謝你) tại Bắc Kinh                                                                                      | |
| 2023-08-19 | 若梦                                  | Như mộng                                               | Concert Tri ân đặc biệt "Thâm Thâm - Cảm ơn bạn" (深深感謝你) tại Bắc Kinh                                                                                      | |
| 2023-08-19 | 大鱼                                  | Đại ngư                                                | Concert Tri ân đặc biệt "Thâm Thâm - Cảm ơn bạn" (深深感謝你) tại Bắc Kinh                                                                                      | |
| 2023-08-19 | 起风了                                | Gió nổi lên rồi                                        | Concert Tri ân đặc biệt "Thâm Thâm - Cảm ơn bạn" (深深感謝你) tại Bắc Kinh                                                                                      | |
| 2023-08-19 | 达拉崩吧                              | Đạt Lạp Băng Ba                                        | Concert Tri ân đặc biệt "Thâm Thâm - Cảm ơn bạn" (深深感謝你) tại Bắc Kinh                                                                                      | |
| 2023-08-19 | 像鸟儿一样                            | Giống như chú chim                                     | Concert Tri ân đặc biệt "Thâm Thâm - Cảm ơn bạn" (深深感謝你) tại Bắc Kinh                                                                                      | |
| 2023-08-19 | 天堂岛之歌                            | Bài ca đảo Thiên Đường                                 | Concert Tri ân đặc biệt "Thâm Thâm - Cảm ơn bạn" (深深感謝你) tại Bắc Kinh                                                                                      | |
| 2023-08-19 | 以光相赴                              | Đi cùng ánh sáng                                       | Concert Tri ân đặc biệt "Thâm Thâm - Cảm ơn bạn" (深深感謝你) tại Bắc Kinh                                                                                      | |
| 2023-08-19 | Let it go                             | Let it go                                              | Concert Tri ân đặc biệt "Thâm Thâm - Cảm ơn bạn" (深深感謝你) tại Bắc Kinh                                                                                      | Ca sĩ hát gốc: Demi Lovato |
| 2023-08-19 | 欢颜                                  | Nụ cười                                                | Concert Tri ân đặc biệt "Thâm Thâm - Cảm ơn bạn" (深深感謝你) tại Bắc Kinh                                                                                      | Ca sĩ hát gốc: Tề Dự (齊豫) |
| 2023-08-19 | 梅香如故                              | Hương mai như xưa                                      | Concert Tri ân đặc biệt "Thâm Thâm - Cảm ơn bạn" (深深感謝你) tại Bắc Kinh                                                                                      | |
| 2023-08-19 | 我只在乎你                            | Anh chỉ quan tâm em                                    | Concert Tri ân đặc biệt "Thâm Thâm - Cảm ơn bạn" (深深感謝你) tại Bắc Kinh                                                                                      | Ca sĩ hát gốc: Đặng Lệ Quân (鄧麗君) |
| 2023-08-19 | 玫瑰与小鹿                            | Hoa hồng và Nai nhỏ                                    | Concert Tri ân đặc biệt "Thâm Thâm - Cảm ơn bạn" (深深感謝你) tại Bắc Kinh                                                                                      | |
| 2023-08-19 | 可它爱著这个世界                      | Nhưng nó yêu thế giới này                              | Concert Tri ân đặc biệt "Thâm Thâm - Cảm ơn bạn" (深深感謝你) tại Bắc Kinh                                                                                      | |
| 2023-08-19 | 悬崖之上                              | Phía trên vách đá                                      | Concert Tri ân đặc biệt "Thâm Thâm - Cảm ơn bạn" (深深感謝你) tại Bắc Kinh                                                                                      | |
| 2023-08-19 | 望                                    | Mong                                                   | Concert Tri ân đặc biệt "Thâm Thâm - Cảm ơn bạn" (深深感謝你) tại Bắc Kinh                                                                                      | |
| 2023-08-19 | 时结                                  | Ngưng đọng thời gian                                   | Concert Tri ân đặc biệt "Thâm Thâm - Cảm ơn bạn" (深深感謝你) tại Bắc Kinh                                                                                      | |
| 2023-08-19 | 不想睡                                | Không muốn ngủ                                         | Concert Tri ân đặc biệt "Thâm Thâm - Cảm ơn bạn" (深深感謝你) tại Bắc Kinh                                                                                      | |
| 2023-08-18 | 人是_                                 | Con người là                                           | Đêm hội Automobile Super 818 (超級818汽車狂歡夜) | |
| 2023-08-18 | 鈴芽之旅                              | Suzume                                                 | Đêm hội Automobile Super 818 (超級818汽車狂歡夜) | |
| 2023-07-29 | 人是_                                 | Con người là                                           | Chương trình Sân khấu 2023 (舞台2023) - Tập 1 | |
| 2023-07-17 | 梦想的远航                            | Hành trình của ước mơ                                  | Hội nghị Văn minh trên mạng Trung Quốc 2023 (中国网络文明大会)                                                                                                  | |
| 2023-07-08 | 璀璨冒险人                            | Nhà thám hiểm huy hoàng                                | Đêm hội Giải trí âm nhạc Tencent TMEA 2023 (第四屆TMEA音樂盛典)                                                                                                 | |
| 2023-06-29 | 湾                                    | Vịnh                                                   | Đêm hội Vùng Vịnh Lớn 2023 (2023大湾区电影音乐晚会上翻唱) | |
| 2023-06-28 | 灯火里的中国                          | Trung Quốc trong ánh đèn                               | Nhạc hội các tác phẩm kinh điển của thời đại mới Truy tìm Không quên sơ tâm (追寻·不忘初心——新时代经典作品音乐会)                                               | |
| 2023-06-26 | secret base 〜君がくれたもの〜        | Điều cậu gửi trao                                      | Đêm nhạc mừng sinh nhật 14 tuổi của Bilibili (哔哩哔哩14周年)                                                                                                   | Cùng MARiA (水橋 舞) Nhạc phim hoạt hình Đóa hoa ngày ấy (あの日見た花の名前を僕達はまだ知らない). Hát gốc: nhóm nhạc Zone ((ゾーン) |
| 2023-06-26 | 生活总该迎着光亮                      | Cuộc sống vẫn nên đón lấy ánh sáng                     | Đêm nhạc mừng sinh nhật 14 tuổi của Bilibili (哔哩哔哩14周年)                                                                                                   | |
| 2023-06-23 | 花儿一唱天下春                        | Đất trời vào xuân từ khúc Hoa Nhi                      | Liên Hoan Phim Truyền Hình Thượng Hải Bạch Ngọc Lan lần thứ 28 (上海电视节白玉兰绽放)                                                                           | Cùng Liêu Xương Vĩnh (廖昌永) Nhạc phim Sơn Hải tình (山海情). Ca sĩ hát gốc: Lôi Giai (雷佳 ) |
| 2023-06-23 | 和光同尘                              | Hòa quang đồng trần                                    | Liên Hoan Phim Truyền Hình Thượng Hải Bạch Ngọc Lan lần thứ 28 (上海电视节白玉兰绽放)                                                                           | |
| 2023-06-23 | 人世间                                | Giữa thế gian                                          | Liên Hoan Phim Truyền Hình Thượng Hải Bạch Ngọc Lan lần thứ 28 (上海电视节白玉兰绽放)                                                                           | Cùng Liêu Xương Vĩnh (廖昌永) Nhạc phim Nhân thế gian (人世间). Ca sĩ hát gốc: Lôi Giai (雷佳 ) |
| 2023-06-22 | 望                                    | Mong                                                   | Lễ hội âm nhạc Thanh Đảo (青島鳳凰音樂節) | |
| 2023-06-22 | 若梦                                  | Như mộng                                               | Lễ hội âm nhạc Thanh Đảo (青島鳳凰音樂節) | |
| 2023-06-22 | 大鱼                                  | Đại ngư                                                | Lễ hội âm nhạc Thanh Đảo (青島鳳凰音樂節) | |
| 2023-06-22 | 铃芽之旅                              | Suzume                                                 | Lễ hội âm nhạc Thanh Đảo (青島鳳凰音樂節) | |
| 2023-06-22 | 璀璨冒险人                            | Nhà thám hiểm huy hoàng                                | Lễ hội âm nhạc Thanh Đảo (青島鳳凰音樂節) | |
| 2023-06-22 | Heart of Peace                        | Trái tim hòa bình                                      | Lễ hội âm nhạc Thanh Đảo (青島鳳凰音樂節) | |
| 2023-06-22 | 触不可及                              | Không thể chạm tới                                     | Lễ hội âm nhạc Thanh Đảo (青島鳳凰音樂節) | |
| 2023-06-22 | 时结                                  | Ngưng đọng thời gian                                   | Lễ hội âm nhạc Thanh Đảo (青島鳳凰音樂節) | |
| 2023-06-22 | 化身孤島的鯨                          | Chú cá voi hoá thân thành hòn đảo cô độc               | Lễ hội âm nhạc Thanh Đảo (青島鳳凰音樂節) | |
| 2023-06-19 | 若夢                                  | Như mộng                                               | Nhạc hội Bài ca tốt nghiệp của chúng ta (我們的畢業歌) | |
| 2023-06-19 | 璀璨冒險人                            | Nhà thám hiểm huy hoàng                                | Nhạc hội Bài ca tốt nghiệp của chúng ta (我們的畢業歌) | |
| 2023-05-31 | 美美                                  | Vẻ đẹp                                                 | Concert 8h tối Kinh Đông Kỉ niệm 20 năm thành lập (京東20年晚八點歌會)                                                                                          | |
| 2023-05-31 | 璀璨冒险人                            | Nhà thám hiểm huy hoàng                                | Concert 8h tối Kinh Đông Kỉ niệm 20 năm thành lập (京東20年晚八點歌會)                                                                                          | |
| 2023-05-27 | 璀璨冒险人                            | Nhà thám hiểm huy hoàng                                | Chương trình Xin chào Thứ 7 (你好星期六) - Tập 33 | Nhạc phim hoạt hình Đấu la đại lục 2 Tuyệt thế Đường môn (斗罗大陆Ⅱ绝世唐门) |
| 2023-05-23 | 明天的世界更美好                      | Thế giới ngày mai tươi đẹp hơn                         | Lễ trao giải thưởng điện ảnh Trung Quốc Hoa Biểu lần thứ 18 và lần thứ 19 năm 2023 (中國電影華表獎頒獎典禮)                                                     | Cùng Dung Tổ Nhi (容祖兒) |
| 2023-05-12 | 你曾是少年                            | Cậu từng là thiếu niên                                 | Chương trình Keep Running (奔跑吧) mùa 11, Tập 4 | Cùng Trịnh Khải, Lý Thần, Sa Dật, Bạch Lộc, Phạm Thừa Thừa và tốp ca Hát gốc: nhóm S.H.E |
| 2023-05-05 | 微光海洋                              | Tia sáng và biển cả                                    | Chương trình biểu diễn âm nhạc Lắng nghe Quốc nhạc Vương Giả Vinh Diệu (王者榮耀《聽見．國樂》演唱會)                                                           | |
| 2023-05-05 | 時結                                  | Ngưng đọng thời gian                                   | Chương trình biểu diễn âm nhạc Lắng nghe Quốc nhạc Vương Giả Vinh Diệu (王者榮耀《聽見．國樂》演唱會)                                                           | |
| 2023-05-05 | 祈願山海                              | Nguyện cầu non sông                                    | Chương trình biểu diễn âm nhạc Lắng nghe Quốc nhạc Vương Giả Vinh Diệu (王者榮耀《聽見．國樂》演唱會)                                                           | |
| 2023-05-02 | 铃芽之旅                              | Suzume                                                 | Lễ hội âm nhạc Ma Đô Thượng Hải 2023 (魔都制躁音樂節) | |
| 2023-05-02 | Rubia                                 | Nhành thiên thảo                                       | Lễ hội âm nhạc Ma Đô Thượng Hải 2023 (魔都制躁音樂節) | |
| 2023-05-02 | 觸不可及                              | Không thể chạm tới                                     | Lễ hội âm nhạc Ma Đô Thượng Hải 2023 (魔都制躁音樂節) | |
| 2023-05-02 | 化身孤島的鯨                          | Chú cá voi hoá thân thành hòn đảo cô độc               | Lễ hội âm nhạc Ma Đô Thượng Hải 2023 (魔都制躁音樂節) | |
| 2023-05-02 | 不想睡                                | Như mộng                                               | Lễ hội âm nhạc Ma Đô Thượng Hải 2023 (魔都制躁音樂節) | |
| 2023-05-02 | 望                                    | Mong                                                   | Lễ hội âm nhạc Ma Đô Thượng Hải 2023 (魔都制躁音樂節) | |
| 2023-05-02 | 花开忘忧                              | Hoa nở quên sầu                                        | Lễ hội âm nhạc Ma Đô Thượng Hải 2023 (魔都制躁音樂節) | |
| 2023-05-02 | 不想睡                                | Không muốn ngủ                                         | Lễ hội âm nhạc Ma Đô Thượng Hải 2023 (魔都制躁音樂節) | |
| 2023-05-02 | 人是_                                 | Con người là                                           | Lễ hội âm nhạc Ma Đô Thượng Hải 2023 (魔都制躁音樂節) | |
| 2023-05-02 | 大魚                                  | Đại ngư                                                | Lễ hội âm nhạc Ma Đô Thượng Hải 2023 (魔都制躁音樂節) | |
| 2023-05-01 | 向光而行                              | Hướng về ánh sáng                                      | Chương trình Giấc mộng Trung Hoa Nét đẹp lao động chủ đề Kết nối trái tim nhân ngày Quốc tế Lao động 2023 của CCTV (中国梦.劳动美)                              | |
| 2023-04-29 | 光亮                                  | Ánh sáng                                               | Bế mạc Liên hoan phim Bắc Kinh (北京國際電影節閉幕) | |
| 2023-04-09 | 明天的世界更美好                      | Thế giới ngày mai tươi đẹp hơn                         | Thịnh điển số liệu điện ảnh Trung Quốc (國電影大數據盛典) | |
| 2023-03-25 | 和光同尘                              | Hòa quang đồng trần                                    | Đêm hội Weibo 2022 (2022微博之夜) | |
| 2023-03-17 | 同心圆                                | Vòng tròn đồng tâm                                     | Chương trình hòa nhạc Ra khơi 2023 tại khu Vịnh Lớn (2023扬帆远航大湾区音乐会)                                                                                  | |
| 2023-03-17 | 铃芽之旅                              | Suzume                                                 | Buổi ra mắt phim hoạt hình Khóa chặt cửa nào Suzume (铃芽之旅) tại Đại học Bắc Kinh                                                                             | |
| 2023-03-16 | 绽放的笑容                            | Nụ cười nở rộ                                          | Chương trình Tiếng vọng trên mọi miền (大地回聲) do Liên đoàn Văn học và Nghệ thuật Trung Quốc tổ chức (中國文聯)                                               | Ca khúc đại diện cho quận Vân Châu, thành phố Đại Đồng, tỉnh Sơn Tây |
| 2023-03-08 | 臥龍吟                                | Ngọa long ngâm                                         | Chương trình hòa nhạc 8 giờ tối Đông Kinh (京東晚八點音樂會) - Đêm nhạc Cốc Kiến Phân (谷建芬)                                                                  | |
| 2023-03-08 | 歌聲與微笑                            | Tiếng hát và Nụ cười                                   | Chương trình hòa nhạc 8 giờ tối Đông Kinh (京東晚八點音樂會) - Đêm nhạc Cốc Kiến Phân (谷建芬)                                                                  | |
| 2023-02-24 | 大魚                                  | Đại ngư                                                | Chương trình Buổi hòa nhạc thời gian 2 (时光音乐会2) - Tập 12                                                                                                   | |
| 2023-02-17 | 水姻緣                                | Duyên phận như nước                                    | Chương trình Buổi hòa nhạc thời gian 2 (时光音乐会2) - Tập 11                                                                                                   | Ca sĩ hát gốc: Điền Chấn (田震) |
| 2023-02-10 | 家后                                  | Bà xã                                                  | Chương trình Buổi hòa nhạc thời gian 2 (时光音乐会2) - Tập 10                                                                                                   | |
| 2023-02-05 | 家乡人                                | Người quê tôi                                          | Đêm hội Tết Nguyên tiêu 2023 đài CCTV (2023年元宵晚会) | Cùng Mao Bất Dịch (毛不易) |
| 2023-02-05 | 若思念便思念                          | Nếu nhung nhớ khôn nguôi                               | Đêm hội mừng năm mới người hoa toàn cầu Tứ hải đồng xuân 2023 (2023全球華僑華人新春雲聯歡~四海同春)                                                             | |
| 2023-02-04 | 光亮                                  | Ánh sáng                                               | Chương trình giao lưu trực tuyến Buổi hòa nhạc mùa xuân 2023 (春天的音樂會)                                                                                     | |
| 2023-02-03 | 人是_                                 | Con người là                                           | Chương trình Buổi hòa nhạc thời gian 2 (时光音乐会2) - Tập 9 | |
| 2023-01-27 | 月光                                  | Ánh trăng                                              | Chương trình Buổi hòa nhạc thời gian 2 (时光音乐会2) - Tập 8 | Sáng tác & hát gốc: Hồ Ngạn Bân (胡彥斌) |
| 2023-01-24 | 向光而行                              | Hướng về ánh sáng                                      | Thịnh điển nghe nhìn trực tuyến 2023 (2023網絡視聽年度盛典) | |
| 2023-01-22 | Mashup 《一路向故鄉》: 望             | Liên khúc Trên mọi nẻo đường về quê: Mong              | Xuân Vãn người Hoa đài Hồ Nam (湖南衛視全球華僑華人春節大聯歡)                                                                                                  | |
| 2023-01-22 | 故鄉的雲                              | Áng mây quê nhà                                        | Xuân Vãn người Hoa đài Hồ Nam (湖南衛視全球華僑華人春節大聯歡)                                                                                                  | |
| 2023-01-22 | 我的祖國                              | Quê hương tôi                                          | Đêm hội Bách hoa nghênh xuân Lễ hội mùa xuân của giới văn học nghệ thuật Trung Quốc (百花迎春－中國文學藝術界2023春節大聯歡)                                    | Tốp ca |
| 2023-01-22 | 人間星河                              | Nhân gian tinh hà                                      | Xuân Vãn đài Đông Phương Xuân đong đầy Quý Mão tấn tới (春滿東方 兔年兔奮－2023東方衛視春節晚會)                                                                | |
| 2023-01-21 | 花开忘忧                              | Hoa nở quên sầu                                        | Xuân Vãn CCTV (2023央视春晚) | Cùng nghệ sĩ Lý Quang Phục Lưu trữ ngày 22 tháng 1 năm 2023 tại Wayback Machine (李光復) và Tôn Quế Điền (孫桂田) |
| 2023-01-20 | 好春光                                | Cảnh xuân tươi đẹp                                     | Chương trình Buổi hòa nhạc thời gian 2 (时光音乐会2) - Tập 7 | Nhạc phim Phúc Tinh Cao Chiếu Trư Bát Giới (福星高照猪八戒) Hát gốc: Chung Chí Vinh (钟志荣) |
| 2023-01-18 | 美美                                  | Vẻ đẹp                                                 | Chương trình giải thưởng Âm nhạc Weibo 2022 (2022微博音樂盛典)                                                                                                  | |
| 2023-01-13 | 花火                                  | Pháo hoa                                               | Chương trình Buổi hòa nhạc thời gian 2 (时光音乐会2) - Tập 6 | Hát gốc: Lương Vịnh Kỳ (梁詠琪) |
| 2023-01-06 | Andy                                  | Andy                                                   | Chương trình Buổi hòa nhạc thời gian 2 (时光音乐会2) - Tập 5 | Hát gốc: A Đỗ (阿杜) |
| 2022-12-31 | 有我                                  | Có tôi                                                 | Đêm hội Mừng Năm mới 2023 CCTV (启航2023 —中央广播电视总台跨年晚会)                                                                                             | |
| 2022-12-31 | 家庭劇OST串燒 《溫暖如你》            | Liên khúc nhạc phim gia đình Ấm áp như người           | Đêm hội đếm ngược mừng Năm mới 2023 đài Bắc Kinh (北京衛視跨年之夜- 2023 微博狂歡節)                                                                            | |
| 2022-12-31 | Love of my life                       | Tình yêu đời tôi                                       | Đêm hội đếm ngược mừng Năm mới 2023 đài Bắc Kinh (北京衛視跨年之夜- 2023 微博狂歡節)                                                                            | Cùng nghệ sĩ guitar Lý Diên Lượng (李延亮) Hát gốc: Queen |
| 2022-12-31 | 光亮                                  | Ánh sáng                                               | Đêm hội đếm ngược mừng Năm mới 2023 đài Giang Tô (江蘇衛視跨年演唱會)                                                                                           | |
| 2022-12-31 | TRY                                   | TRY                                                    | Đêm hội đếm ngược mừng Năm mới 2023 đài Giang Tô (江蘇衛視跨年演唱會)                                                                                           | Hát gốc: Colbie Caillat |
| 2022-12-31 | Concerto Pour Une Voix                | Bản hòa tấu Giọng ca thiên thần                        | Đêm hội đếm ngược mừng Năm mới 2023 đài Giang Tô (江蘇衛視跨年演唱會)                                                                                           | Cùng đoàn Opera Bắc Kinh |
| 2022-12-31 | 四大名著OST串燒: 枉凝眉               | Liên khúc nhạc phim Tứ đại danh tác: Uổng ngưng mi     | Đêm hội cuối năm 2022 Bilibili Đêm đẹp nhất (嗶哩嗶哩最美的夜)                                                                                                  | Nhạc phim Hồng Lâu Mộng (紅樓夢) Hát gốc: Đồng Lệ (陈力) |
| 2022-12-31 | 滾滾長江東逝水                        | Trường Giang cuồn cuộn chảy về Đông                    | Đêm hội cuối năm 2022 Bilibili Đêm đẹp nhất (嗶哩嗶哩最美的夜)                                                                                                  | Nhạc phim Tam Quốc diễn nghĩa (三國演義) Hát gốc: Dương Hồng Cơ (楊洪基) |
| 2022-12-31 | 白龙马                                | Bạch Long Mã                                           | Đêm hội cuối năm 2022 Bilibili Đêm đẹp nhất (嗶哩嗶哩最美的夜)                                                                                                  | Nhạc phim Tây du ký (西遊記) Hát gốc: Phàn Trúc Thanh (樊竹青) |
| 2022-12-31 | 好漢歌                                | Hảo hán ca                                             | Đêm hội cuối năm 2022 Bilibili Đêm đẹp nhất (嗶哩嗶哩最美的夜)                                                                                                  | Nhạc phim Thủy hử (水滸傳) Hát gốc: Lưu Hoan (刘欢) |
| 2022-12-31 | 焰火                                  | Pháo hoa                                               | Đêm hội cuối năm 2022 Bilibili Đêm đẹp nhất (嗶哩嗶哩最美的夜)                                                                                                  | Nhạc phim Chiếc bật lửa và váy công chúa (點燃我溫暖你) |
| 2022-12-30 | 听见下雨的声音                        | Nghe thấy tiếng mưa                                    | Chương trình Buổi hòa nhạc thời gian 2 (时光音乐会2) - Tập 4 | Hát gốc: Châu Kiệt Luân (周杰倫) |
| 2022-12-28 | 好好生活就是美好生活                  | Sống cho thật tốt chính là cuộc sống tốt đẹp           | Đêm hội cuối năm Douyin - Be the light (你隨光而來 2022年終音樂會)                                                                                              | |
| 2022-12-28 | 奔向你                                | Hướng về phía bạn                                      | Đêm hội cuối năm Douyin - Be the light (你隨光而來 2022年終音樂會)                                                                                              | |
| 2022-12-23 | 歡樂中國年                            | Chúc mừng năm mới Trung Quốc                           | Chương trình Buổi hòa nhạc thời gian 2 (时光音乐会2) - Tập 3 | |
| 2022-12-16 | 回到過去                              | Trở về quá khứ                                         | Chương trình Buổi hòa nhạc thời gian 2 (时光音乐会2) - Tập 2 | Cùng Lưu Canh Hoành (劉畊宏) Ca sĩ hát gốc: Châu Kiệt Luân (周杰倫) |
| 2022-12-14 | 星魚                                  | Tinh ngư                                               | Đêm hội âm nhạc Cúp Thế giới - Giải thưởng âm nhạc Migu lần thứ 16 (動感地帶世界杯音樂盛典·第十六屆咪咕匯)                                                      | |
| 2022-12-14 | 奔向你                                | Hướng về phía bạn                                      | Đêm hội âm nhạc Cúp Thế giới - Giải thưởng âm nhạc Migu lần thứ 16 (動感地帶世界杯音樂盛典·第十六屆咪咕匯)                                                      | |
| 2022-12-10 | 奇遇樂章：迪士尼動畫摰愛組曲          | Chương nhạc kỳ ngộ: Liên khúc hoạt hình Disney yêu dấu | Đêm hội hoạt hình Disney 2022 (迪士尼動畫電影嘉年華) | |
| 2022-12-09 | 光亮                                  | Ánh sáng                                               | Chương trình Buổi hòa nhạc thời gian 2 (时光音乐会2) - Tập 1 | |
| 2022-11-26 | 美美                                  | Vẻ đẹp                                                 | Chương trình Xin chào thứ Bảy (你好星期六) | |
| 2022-11-25 | 光亮                                  | Ánh sáng                                               | Lễ trao giải Đông Phương phong vân bảng lần thứ 29 (第29屆東方風雲榜音樂盛典)                                                                                   | |
| 2022-11-12 | 美美                                  | Vẻ đẹp                                                 | Lễ bế mạc Giải thưởng Kim Kê lần thứ 35 (第35屆中國電影金雞獎)                                                                                                  | |
| 2022-11-12 | 很高興遇見你                          | Rất vui được gặp bạn                                   | Đêm đồng sáng tạo Kỉ niệm 7 năm game Vương giả vinh diệu (王者榮耀七週年共創之夜 ．很高興遇見你)                                                                | |
| 2022-11-06 | 與光同行                              | Liên khúc Hòa quang đồng hành                          | Lễ trao giải Liên hoan nghệ thuật truyền hình Kim Ưng lần thứ 14 (第14屆金鷹獎頒獎晚會)                                                                         | |
| 2022-10-31 | 奔向你                                | Hướng về phía bạn                                      | Buổi phát sóng trực tiếp Cùng theo dấu vì sao (一起摘星去) | |
| 2022-10-31 | 征途                                  | Hành trình                                             | Buổi phát sóng trực tiếp Cùng theo dấu vì sao (一起摘星去) | |
| 2022-10-14 | 向光而行                              | Đi về hướng ánh sáng                                   | Đêm hội đặc biệt Thập kỷ này • Theo đuổi ánh sáng (這十年•追光之夜)                                                                                             | |
| 2022-09-23 | 向光而行                              | Đi về hướng ánh sáng                                   | Đêm hội Mùa vụ của nông dân Trung Quốc (中國農民豐收節晚會) | |
| 2022-09-10 | I See Us                              | Khi chúng ta gặp nhau                                  | Đêm hội Trung thu đài CCTV (湖南衛視中秋之夜拍月亮) | |
| 2022-09-10 | 花開忘憂                              | Hoa nở quên sầu                                        | Đêm hội Trung thu đài Hồ Nam (湖南衛視中秋之夜拍月亮) | |
| 2022-08-18 | 光亮                                  | Ánh sáng                                               | Đêm hội 818 đài Chiết Giang (浙江衛視818超級夜) | |
| 2022-08-14 | 大魚                                  | Đại ngư                                                | Đêm hội Điện ảnh Weibo (微博電影之夜) | |
| 2022-08-14 | 懸崖之上                              | Phía trên vách đá                                      | Đêm hội Điện ảnh Weibo (微博電影之夜) | |
| 2022-08-14 | 有我                                  | Có tôi                                                 | Đêm hội Điện ảnh Weibo (微博電影之夜) | |
| 2022-08-13 | 星鱼                                  | Tinh ngư                                               | Nhạc hội mùa hè CCTV Mùa hè trẻ trung như vậy (这young的夏天)                                                                                                   | |
| 2022-08-13 | 兰亭序                                | Lan Đình tự                                            | Nhạc hội mùa hè CCTV Mùa hè trẻ trung như vậy (这young的夏天)                                                                                                   | Ca sĩ hát gốc: Châu Kiệt Luân (周杰伦) |
| 2022-08-06 | 大鱼                                  | Đại ngư                                                | Nhạc hội mùa hè 2022 - Concert trực tuyến "Châu Thâm - Muốn đến bên bạn" (2022抖音夏日歌會 - 想到你“深”邊)                                                      | |
| 2022-08-06 | 不想睡                                | Không muốn ngủ                                         | Nhạc hội mùa hè 2022 - Concert trực tuyến "Châu Thâm - Muốn đến bên bạn" (2022抖音夏日歌會 - 想到你“深”邊)                                                      | |
| 2022-08-06 | 起風了                                | Nổi gió rồi                                            | Nhạc hội mùa hè 2022 - Concert trực tuyến "Châu Thâm - Muốn đến bên bạn" (2022抖音夏日歌會 - 想到你“深”邊)                                                      | |
| 2022-08-06 | 望                                    | Mong                                                   | Nhạc hội mùa hè 2022 - Concert trực tuyến "Châu Thâm - Muốn đến bên bạn" (2022抖音夏日歌會 - 想到你“深”邊)                                                      | |
| 2022-08-06 | Rubia                                 | Nhành thiên thảo                                       | Nhạc hội mùa hè 2022 - Concert trực tuyến "Châu Thâm - Muốn đến bên bạn" (2022抖音夏日歌會 - 想到你“深”邊)                                                      | |
| 2022-08-06 | 帶我去找夜生活                        | Mang tôi đi tìm cuộc sống về đêm                       | Nhạc hội mùa hè 2022 - Concert trực tuyến "Châu Thâm - Muốn đến bên bạn" (2022抖音夏日歌會 - 想到你“深”邊)                                                      | Ca sĩ hát gốc: Cáo Ngũ Nhân (告五人Accusefive) |
| 2022-08-06 | 若夢                                  | Như mộng                                               | Nhạc hội mùa hè 2022 - Concert trực tuyến "Châu Thâm - Muốn đến bên bạn" (2022抖音夏日歌會 - 想到你“深”邊)                                                      | |
| 2022-08-06 | 終身美麗                              | Trọn đời mỹ lệ                                         | Nhạc hội mùa hè 2022 - Concert trực tuyến "Châu Thâm - Muốn đến bên bạn" (2022抖音夏日歌會 - 想到你“深”邊)                                                      | Ca sĩ hát gốc: Trịnh Tú Văn (鄭秀文) |
| 2022-08-06 | 女爵                                  | Nữ tước                                                | Nhạc hội mùa hè 2022 - Concert trực tuyến "Châu Thâm - Muốn đến bên bạn" (2022抖音夏日歌會 - 想到你“深”邊)                                                      | Ca sĩ hát gốc: Ban nhạc Sodagreen (苏打绿) |
| 2022-08-06 | 化身孤島的鯨                          | Chú cá voi hóa thân của hòn đảo cô độc                 | Nhạc hội mùa hè 2022 - Concert trực tuyến "Châu Thâm - Muốn đến bên bạn" (2022抖音夏日歌會 - 想到你“深”邊)                                                      | |
| 2022-08-06 | 光亮                                  | Ánh sáng                                               | Nhạc hội mùa hè 2022 - Concert trực tuyến "Châu Thâm - Muốn đến bên bạn" (2022抖音夏日歌會 - 想到你“深”邊)                                                      | |
| 2022-08-06 | 追赶春天的人                          | Người theo đuổi mùa xuân                               | Nhạc hội mùa hè 2022 - Concert trực tuyến "Châu Thâm - Muốn đến bên bạn" (2022抖音夏日歌會 - 想到你“深”邊)                                                      | |
| 2022-08-06 | 觸不可及                              | Không thể chạm tới                                     | Nhạc hội mùa hè 2022 - Concert trực tuyến "Châu Thâm - Muốn đến bên bạn" (2022抖音夏日歌會 - 想到你“深”邊)                                                      | |
| 2022-08-04 | 如願                                  | Như nguyện                                             | Đêm hội Thất tịch CCTV3 (央視七夕晚會) | Ca sĩ hát gốc: Vương Phi (王菲) |
| 2022-07-30 | 洪湖水浪打浪                          | Sóng trên hồ Hồng                                      | Lễ bế mạc giải thưởng Bách Hoa lần thứ 36 (第36屆百花獎閉幕式)                                                                                                  | Ca sĩ hát gốc: Bành Lệ Viện (彭丽媛) Ca khúc chủ đề vở nhạc kịch Red Guards on Honghu Lake (洪湖赤衛隊) |
| 2022-07-02 | 记 ·念                                | Ghi-Nhớ                                                | Ca ngợi khúc ca Mùa 2 - Thịnh điển âm nhạc trăm like (为歌而赞第二季 百赞音乐盛典)                                                                              | Ca sĩ hát gốc: Lôi Vũ Tâm (雷雨心) |
| 2022-06-29 | Qara Deydu                            | Tôi chưa từng sai                                      | Livestream Keep running Mùa 10 - Giới thiệu loại trái cây "10" của tiết Hạ chí - Nho từ Turfan (奔跑吧盛夏的果"十" 吐魯番的葡萄熟了特別直播)                    | |
| 2022-06-27 | 望                                    | Mong                                                   | Đêm nhạc kỉ niệm 25 năm Hong Kong được trao trả cho Trung Quốc (香港回歸祖國25周年雲歌會)                                                                       | |
| 2022-06-18 | 好好生活就是美好生活                  | Sống cho thật tốt chính là cuộc sống tươi đẹp          | Đêm hội Lấp lánh Thiên Tân 618 (天津618閃耀之夜) | |
| 2022-06-18 | 征途                                  | Hành trình                                             | Đêm hội Lấp lánh Thiên Tân 618 (天津618閃耀之夜) | |
| 2022-06-16 | 光亮                                  | Ánh sáng                                               | Nhạc hội tốt nghiệp mùa hè Bilibili 2022 (嗶哩嗶哩夏日畢業歌會)                                                                                                 | |
| 2022-06-16 | 如願                                  | Như nguyện                                             | Nhạc hội tốt nghiệp mùa hè Bilibili 2022 (嗶哩嗶哩夏日畢業歌會)                                                                                                 | Ca sĩ hát gốc: Vương Phi (王菲) |
| 2022-06-03 | 一路生花                              | Một đường thắm hoa                                     | Thanh âm trời ban 3 (《天賜的聲音》第三季) | Cùng Trương Thiều Hàm (張韶涵) Ca sĩ hát gốc: Ôn Dịch Tâm (温奕心) |
| 2022-05-27 | 有我                                  | Có tôi                                                 | Thanh âm trời ban 3 (《天賜的聲音》第三季) | |
| 2022-05-20 | 情歌                                  | Tình ca                                                | Thanh âm trời ban 3 (《天賜的聲音》第三季) | Cùng Hồ Hải Tuyền (胡海泉) Ca sĩ hát gốc: Lương Tịnh Như (梁靜茹) |
| 2022-05-13 | 賊                                    | Kẻ trộm                                                | Thanh âm trời ban 3 (《天賜的聲音》第三季) | Cùng Hồ Ngạn Bân (胡彥斌) Ca sĩ hát gốc: Đới Bội Ni (戴佩妮) |
| 2022-05-06 | City of Stars                         | Thành thị đầy sao                                      | Thanh âm trời ban 3 (《天賜的聲音》第三季) | Cùng INTO1 Mika Hashizume (INTO1 橋爪ミカ) Ca sĩ hát gốc: Emma Stone & Ryan Gosling |
| 2022-04-29 | My only                               | Người duy nhất bên tôi                                 | Livestream Thanh âm trời ban 3 | |
| 2022-04-29 | 调查中                                | Đang điều tra                                          | Thanh âm trời ban 3 (《天賜的聲音》第三季) | Cùng CORSAK Hồ Mộng Châu (胡梦周) Ca sĩ hát gốc: Nhu Mễ Nomi (糯米Nomi) |
| 2022-04-22 | 冷酷到底                              | Lạnh lùng đến cùng                                     | Thanh âm trời ban 3 (《天賜的聲音》第三季) | Cùng Lưu Phụng Dao (劉鳳瑤) Ca sĩ hát gốc: Hồ Hải Tuyền (胡海泉) & Trần Vũ Phàm (陈羽凡) |
| 2022-04-16 | 和光同春                              | Hòa quang đồng xuân                                    | Xin chào thứ 7 (你好，星期六) | |
| 2022-04-15 | 哭砂                                  | Cát khóc                                               | Thanh âm trời ban 3 (《天賜的聲音》第三季) | Cùng Trần Hồng Vũ (陳鴻宇) Ca sĩ hát gốc: Trương Huệ Muội (張惠妹) |
| 2022-04-01 | 玫瑰少年                              | Thiếu niên hoa hồng                                    | Thanh âm trời ban 3 (《天賜的聲音》第三季) | Cùng GAI Châu Diên (GAI周延) Ca sĩ hát gốc: Thái Y Lâm (蔡依林) |
| 2022-03-19 | 算你狠                                | Em thật nhẫn tâm                                       | Thanh âm trời ban 3 (《天賜的聲音》第三季) | Cùng Lương Long (梁龍) Ca sĩ hát gốc: Trần Tiểu Xuân (陳小春) |
| 2022-03-11 | 克卜勒                                | Kepler                                                 | Thanh âm trời ban 3 (《天賜的聲音》第三季) | Cùng ban nhạc Com'Z (康姆士Com'Z) Ca sĩ hát gốc: Tôn Yến Tư (孫燕姿) |
| 2022-02-15 | 光亮                                  | Ánh sáng                                               | Liên hoan trực tuyến mừng năm mới người Hoa toàn cầu Tứ Hải Đồng Xuân 2022 (“四海同春” 2022全球華僑華人新春雲聯歡)                                              | |
| 2022-02-02 | 中国梦 我的梦                         | Trung Quốc Mơ một giấc mơ                              | Thịnh Điển Thường Niên Nghe Nhìn Internet Trung Quốc Mơ một giấc mơ (中国梦·我的梦—2022中国网络视听年度盛典)                                                    | Cùng Hoàng Hiên (黄轩), Tống Thiến (宋茜), Tiêu Chiến (肖战), Dương Dương (杨洋), Địch Lệ Nhiệt Ba (迪丽热巴), Dương Mịch (杨幂), Trương Kiệt (张杰), Mao Bất Dịch (毛不易), Tống Dật (宋轶), Nhậm Gia Luân (任嘉伦), Dương Thiên Hoa (楊千嬅), nhóm BonBon Girls 303, INTO1 và các nghệ sĩ khác |
| 2022-02-02 | 好好生活就是美好生活                  | Sống cho thật tốt mới là cuộc sống tốt đẹp             | Thịnh Điển Thường Niên Nghe Nhìn Internet Trung Quốc Mơ một giấc mơ (中国梦·我的梦—2022中国网络视听年度盛典)                                                    | |
| 2022-02-01 | 生活总该迎着光亮                      | Cuộc sống vẫn nên đón lấy ánh sáng                     | Liên hoan mùa xuân giới Văn học và Nghệ thuật Trung Quốc Bách hoa nghênh xuân 2022 (百花迎春 - 中国文学艺术界2022春节大联欢)                                    | Cùng Mao Hiểu Đồng (毛晓彤), Tống Tổ Nhi (宋祖儿), Đường Nghệ Hân (唐艺昕) và Châu Dực Nhiên (周翊然) |
| 2022-02-01 | 你看起来很好吃                        | Bạn trông thật ngon lành                               | Xuân Vãn đài Bắc Kinh 2022 (2022北京广播电视台春节联欢晚会) | |
| 2022-02-01 | 雪花落下                              | Hoa tuyết rơi                                          | Xuân Vãn đài Giang Tô 2022 Gia đình viên mãn (幸福合家欢—2022年江苏卫视春节联欢晚会)                                                                            | |
| 2022-02-01 | 錯位時空                              | Thời không sai lệch                                    | Xuân Vãn đài Giang Tô 2022 Gia đình viên mãn (幸福合家欢—2022年江苏卫视春节联欢晚会)                                                                            | Cùng Dương Hồng Cơ (楊洪基) và dàn hợp xướng |
| 2022-02-01 | Ring Ring Ring                        | Ring Ring Ring                                         | Xuân Vãn đài Đông Phương 2022 Xuân đong đầy, Hạnh phúc sáng ngời (春满东方点亮幸福•2022东方卫视春节晚会)                                                        | Cùng Đại Trương Vỹ (大张伟) |
| 2022-02-01 | 把门开开                              | Mở cửa ra nào                                          | Xuân Vãn đài Đông Phương 2022 Xuân đong đầy, Hạnh phúc sáng ngời (春满东方点亮幸福•2022东方卫视春节晚会)                                                        | Cùng Đại Trương Vỹ (大张伟) |
| 2022-02-01 | 茉莉花                                | Hoa nhài                                               | Xuân Vãn đài Đông Phương 2022 Xuân đong đầy, Hạnh phúc sáng ngời (春满东方点亮幸福•2022东方卫视春节晚会)                                                        | Cùng Đại Trương Vỹ (大张伟) |
| 2022-02-01 | 和光同春                              | Hòa quang đồng xuân                                    | Xuân Vãn đài Đông Phương 2022 Xuân đong đầy, Hạnh phúc sáng ngời (春满东方点亮幸福•2022东方卫视春节晚会)                                                        | |
| 2022-01-28 | 生活总该迎着光亮                      | Cuộc sống vẫn nên đón lấy ánh sáng                     | Đêm hội 500 gian hàng phát sóng trực tuyến năng lượng tích cực năm 2021 (2021中国正能量“五个一百”网络精品年度发布盛典)                                          | |
| 2022-01-26 | 生活总该迎着光亮                      | Cuộc sống vẫn nên đón lấy ánh sáng                     | Xuân Vãn đài Hồ Nam 2022 (2022湖南卫视春节联欢晚会) | |
| 2022-01-25 | 说声你好                              | Nói câu xin chào                                       | Xuân Vãn trực tuyến đài CCTV 2022 (2022央视网络春晚) | |
| 2022-01-22 | 回到你身边                            | Quay về bên người                                      | Họp báo Đêm hội mùa xuân phim điện ảnh Kỳ tích. Đứa trẻ ngốc (电影奇迹笨小孩迎春年会)                                                                           | |
| 2022-01-15 | 好好生活就是美好生活                  | Sống cho thật tốt chính là cuộc sống tốt đẹp           | Đêm nhạc hội trực tuyến Douyin: Chiếu sáng cùng bạn (2021抖音直播嘉年華·光芒有你)                                                                               | |
| 2022-01-15 | 生而为嬴                              | Sinh ra để chiến thắng                                 | Đêm nhạc hội trực tuyến Douyin: Chiếu sáng cùng bạn (2021抖音直播嘉年華·光芒有你)                                                                               | |
| 2022-01-05 | Rubia                                 | Nhành thiên thảo                                       | Đêm hội Gentle Gala kỷ niệm 25 năm sinh nhật của tạp chí Esquire (時尚先生GENTLEGALA)                                                                           | |
| 2022-01-01 | 繁星璀璨的天空                        | Bầu trời muôn ánh sao                                  | Đêm hội mừng năm mới 2022 Vùng Vịnh Lớn (总台2022扬帆远航大湾区新年音乐会)                                                                                      | |
| 2021-12-31 | 可它爱着这个世界                      | Nhưng nó yêu thế giới này                              | Đêm hội cuối năm Bilibili Buổi đêm đẹp nhất (2021最美的夜bilibili晚会)                                                                                          | |
| 2021-12-31 | Just like fire                        | Như ngọn lửa                                           | Đêm hội cuối năm Bilibili Buổi đêm đẹp nhất (2021最美的夜bilibili晚会)                                                                                          | Ca sĩ hát gốc: Pink Nhạc phim Alice through the looking glass |
| 2021-12-31 | 你要跳舞吗                            | Bạn có muốn nhảy không                                 | Đêm hội cuối năm đài CCTV (启航2022——中央广播电视总台跨年晚会)                                                                                                  | |
| 2021-12-31 | 生活总该迎着光亮                      | Cuộc sống vẫn nên hướng đến ánh sáng                   | Đêm hội cuối năm đài Giang Tô (江苏卫视2022跨年演唱会) | |
| 2021-12-31 | 小城故事                              | Câu chuyện nơi thành nhỏ                               | Đêm hội cuối năm đài Giang Tô (江苏卫视2022跨年演唱会) | Cùng với Đặng Lệ Quân (邓丽君) (được tái hiện bằng công nghệ thực tế ảo) |
| 2021-12-31 | 漫步人生路                            | Dạo bước đường đời                                     | Đêm hội cuối năm đài Giang Tô (江苏卫视2022跨年演唱会) | Cùng với Đặng Lệ Quân (邓丽君) (được tái hiện bằng công nghệ thực tế ảo) |
| 2021-12-31 | 大鱼                                  | Đại ngư                                                | Đêm hội cuối năm đài Giang Tô (江苏卫视2022跨年演唱会) | Cùng với Đặng Lệ Quân (邓丽君) (được tái hiện bằng công nghệ thực tế ảo) |
| 2021-12-31 | 光亮                                  | Ánh sáng                                               | Đêm hội cuối năm đài Bắc Kinh Lễ hội băng tuyết (2022北京卫视环球跨年冰雪盛典)                                                                                  | |
| 2021-12-31 | 好好生活就是美好生活                  | Sống cho thật tốt chính là cuộc sống tốt đẹp           | Đêm hội cuối năm đài Bắc Kinh Lễ hội băng tuyết (2022北京卫视环球跨年冰雪盛典)                                                                                  | |
| 2021-12-25 | 触不可及                              | Không thể chạm tới                                     | Lễ trao giải thưởng Migu lần thứ 15 (音樂盛典咪咕匯) | |
| 2021-12-25 | 和光同尘                              | Hòa quang đồng trần                                    | Lễ trao giải thưởng Migu lần thứ 15 (音樂盛典咪咕匯) | |
| 2021-12-25 | 望                                    | Mong                                                   | Lễ trao giải thưởng Migu lần thứ 15 (音樂盛典咪咕匯) | |
| 2021-12-25 | 光亮                                  | Ánh sáng                                               | Lễ trao giải thưởng Migu lần thứ 15 (音樂盛典咪咕匯) | |
| 2021-12-11 | 送你一朵小紅花                        | Tặng bạn một đóa hoa nhỏ màu đỏ                        | Lễ trao giải thưởng TMEA 2021 (騰訊音樂娛樂盛典) | Ca sĩ hát gốc: Triệu Anh Tuấn (赵英俊) |
| 2021-12-11 | 不捨                                  | Không nỡ                                               | Lễ trao giải thưởng TMEA 2021 (騰訊音樂娛樂盛典) | Ca sĩ hát gốc: Nhan Nhân Trung (颜人中) |
| 2021-12-11 | 如果声音不记得                        | Nếu thanh âm không ghi nhớ                             | Lễ trao giải thưởng TMEA 2021 (騰訊音樂娛樂盛典) | Ca sĩ hát gốc: Ngô Thanh Phong (吳青峰) |
| 2021-12-11 | 和光同尘                              | Hòa quang đồng trần                                    | Lễ trao giải thưởng TMEA 2021 (騰訊音樂娛樂盛典) | |
| 2021-12-11 | 这世界那么多人                        | Thế giới nhiều người đến vậy                           | Lễ trao giải thưởng TMEA 2021 (騰訊音樂娛樂盛典) | Ca sĩ hát gốc: Mạc Văn Úy (莫文蔚) |
| 2021-11-26 | 浓情淡如你                            | Tình nồng đạm như người                                | Chương trình 2060 | |
| 2021-11-25 | 光亮                                  | Ánh sáng                                               | Đêm tiệc nhãn hàng Clash de Cartier | |
| 2021-11-25 | 美好的世界                            | Thế giới tốt đẹp                                       | Đêm tiệc nhãn hàng Clash de Cartier | |
| 2021-11-17 | 和光同尘                              | Hòa quang đồng trần                                    | Lễ trao giải Đông Phương phong vân bảng lần thứ 28 (东方风云榜)                                                                                                 | |
| 2021-11-15 | 光亮                                  | Ánh sáng                                               | Đêm hội từ thiện BAZAAR | |
| 2021-11-11 | 化身孤岛的鲸                          | Chú cá voi hóa thân của hòn đảo cô độc                 | Đêm hội mua sắm toàn cầu Tmall 11.11 (天貓雙11全球狂歡夜) | |
| 2021-11-04 | 画绢                                  | Tranh lụa                                              | Đêm hội The Rise of China - Phục hồi Di sản phi vật thể Trung Quốc (潮起中國非遺煥新夜)                                                                         | |
| 2021-10-30 | 夢奇夢奇                              | Monki Monki                                            | Đêm hội đồng sáng tạo Vương giả vinh diệu 2021 (2021共創之夜)                                                                                                   | |
| 2021-10-30 | 时结                                  | Nút thắt thời gian                                     | Đêm hội đồng sáng tạo Vương giả vinh diệu 2021 (2021共創之夜)                                                                                                   | |
| 2021-10-26 | 冰雪冬奥                              | Thế vận hội mùa đông                                   | Chương trình đặc biệt Đếm ngược 100 ngày đến Thế vận hội mùa đông của CCTV (100天后北京见)                                                                      | Cùng với Châu Bút Sướng (周筆暢), Lý Băng Khiết (李冰潔) và Dương Hạo Nhiên (楊皓然) |
| 2021-10-23 | 威凤吟                                | Uy phượng ngâm                                         | Chương trình Bảo vật quốc gia - Phòng trưng bày của CCTV (國家寶藏．展演季)                                                                                     | |
| 2021-10-15 | 生活总该迎着光亮                      | Cuộc sống vẫn nên hướng đến ánh sáng                   | Đêm hội kỳ diệu Douyin (抖音美好奇妙夜) | |
| 2021-10-04 | 起风了                                | Gió nổi lên rồi                                        | Lễ hội âm nhạc Triều bái 72 giờ tại Thành Đô (成都潮拜72小时音乐节)                                                                                             | |
| 2021-10-04 | 不想睡                                | Không muốn ngủ                                         | Lễ hội âm nhạc Triều bái 72 giờ tại Thành Đô (成都潮拜72小时音乐节)                                                                                             | |
| 2021-10-04 | 大鱼                                  | Đại ngư                                                | Lễ hội âm nhạc Triều bái 72 giờ tại Thành Đô (成都潮拜72小时音乐节)                                                                                             | |
| 2021-10-04 | 化身孤岛的鲸                          | Chú cá voi hóa thân của hòn đảo cô độc                 | Lễ hội âm nhạc Triều bái 72 giờ tại Thành Đô (成都潮拜72小时音乐节)                                                                                             | |
| 2021-10-04 | 不群                                  | Không hòa nhập                                         | Lễ hội âm nhạc Triều bái 72 giờ tại Thành Đô (成都潮拜72小时音乐节)                                                                                             | |
| 2021-10-04 | 时结                                  | Nút thắt thời gian                                     | Lễ hội âm nhạc Triều bái 72 giờ tại Thành Đô (成都潮拜72小时音乐节)                                                                                             | |
| 2021-10-04 | 望                                    | Mong                                                   | Lễ hội âm nhạc Triều bái 72 giờ tại Thành Đô (成都潮拜72小时音乐节)                                                                                             | |
| 2021-10-04 | 月牙湾                                | Vịnh trăng khuyết                                      | Lễ hội âm nhạc Triều bái 72 giờ tại Thành Đô (成都潮拜72小时音乐节)                                                                                             | Ca sĩ hát gốc: F.I.R |
| 2021-10-01 | 我和我的祖国                          | Tôi và Tổ quốc tôi                                     | Chương trình Hãy đến nghe concert của tôi (你来听我的演唱会) | |
| 2021-10-01 | 繁星璀璨的天空                        | Bầu trời muôn ánh sao                                  | Chương trình Hãy đến nghe concert của tôi (你来听我的演唱会) | |
| 2021-10-01 | 听我说                                | Nghe tôi nói                                           | Chương trình đặc biệt chào mừng Quốc khánh 2021 Giấc mộng Trung Hoa, Tổ quốc tôi (中国梦·祖国颂—2021国庆特别节目)                                               | |
| 2021-09-30 | 请笃信一个梦                          | Xin vững tin vào giấc mơ                               | Đêm thanh xuân Liên hoan phim điện ảnh sinh viên (北京大學生電影節)                                                                                             | |
| 2021-09-29 | 悬崖之上                              | Phía trên vách đá                                      | Lễ bế mạc và trao giải Liên hoan phim điện ảnh Bắc Kinh lần thứ 11 (第十一屆北京國際電影節閉幕式)                                                               | |
| 2021-09-21 | 繁星璀璨的天空                        | Bầu trời muôn ánh sao                                  | Đêm hội Trung thu CCTV (央视中秋晚会) | |
| 2021-09-21 | 灯火里的中国                          | Trung Quốc trong ánh đèn                               | Đêm hội Trung thu Trăng sáng nơi Vùng Vịnh lớn (大灣區中秋電影音樂會)                                                                                           | |
| 2021-09-21 | 触不可及                              | Không thể chạm tới                                     | Đêm hội Trung thu Cõi mơ đài Đông Phương (中秋夢幻夜) | |
| 2021-09-19 | 若思念便思念                          | Nếu nhung nhớ khôn nguôi                               | Đêm hội Trung Thu Chuyến du hành kì diệu đêm Trung Thu (中秋奇妙游)                                                                                             | |
| 2021-08-28 | 微光海洋                              | Tia sáng và biển cả                                    | Trận chung kết thế giới game Vương Giả Vinh Diệu 2021 (2021王者荣耀世界冠军杯总决赛 中场秀)                                                                     | |
| 2021-08-28 | 生而为赢                              | Sinh ra để chiến thắng                                 | Trận chung kết thế giới game Vương Giả Vinh Diệu 2021 (2021王者荣耀世界冠军杯总决赛 中场秀)                                                                     | |
| 2021-08-18 | 平凡之路                              | Con đường bình phàm                                    | Đêm hội xe hơi toàn cầu 818 (湖南卫视汽车之家818全球汽车夜) | Cùng với nghệ sĩ Phương Cẩm Long (方锦龙) Ca sĩ hát gốc: Phác Thụ (朴树) |
| 2021-08-18 | 大鱼                                  | Đại ngư                                                | Đêm hội xe hơi toàn cầu 818 (湖南卫视汽车之家818全球汽车夜) | Cùng với nghệ sĩ Phương Cẩm Long (方锦龙) |
| 2021-08-17 | 茧                                    | Kén                                                    | Đêm hội sản phẩm tốt theo xu hướng mới (湖南卫视抖音新潮好物夜)                                                                                                 | |
| 2021-08-17 | 光之翼                                | Đôi cánh ánh sáng                                      | Đêm hội sản phẩm tốt theo xu hướng mới (湖南卫视抖音新潮好物夜)                                                                                                 | Ca sĩ hát gốc: Vương Phi (王菲) |
| 2021-08-14 | 画绢                                  | Tranh lụa                                              | Đêm hội Thất tịch CCTV (央視七夕晚會) | |
| 2021-07-28 | 小捨得                                | Một chút khó xử                                        | Chương trình Nghĩ về thanh xuân (念念青春) | |
| 2021-07-28 | 大鱼                                  | Đại ngư                                                | Chương trình Nghĩ về thanh xuân (念念青春) | |
| 2021-06-20 | Try everything                        | Thử tất cả mọi thứ                                     | Nhạc hội tốt nghiệp chào hè Bilibili 2021 (嗶哩嗶哩夏日畢業歌會)                                                                                                | Ca sĩ hát gốc: Shakira Nhạc phim Phi vụ động trời (Zootopia) |
| 2021-06-20 | 来不及勇敢                            | Không kịp dũng cảm                                     | Nhạc hội tốt nghiệp chào hè Bilibili 2021 (嗶哩嗶哩夏日畢業歌會)                                                                                                | Nhạc phim Bầu trời trong xanh ngày hôm qua (昨日青空) |
| 2021-06-20 | 遇见                                  | Gặp gỡ                                                 | Nhạc hội tốt nghiệp chào hè Bilibili 2021 (嗶哩嗶哩夏日畢業歌會)                                                                                                | Ca sĩ hát gốc: Tôn Yến Tư (孙燕姿) |
| 2021-06-16 | Vincent                               | Vincent                                                | Đêm hội Vui vẻ Tmall 616 (616天猫开心夜) | Ca sĩ hát gốc: Don McLean |
| 2021-06-16 | No fear in my heart                   | Trái tim không sợ hãi                                  | Đêm hội Vui vẻ Tmall 616 (616天猫开心夜) | Nhạc phim Paths of the Soul (冈仁波齐) Ca sĩ hát gốc: Phác Thụ (朴树) |
| 2021-06-15 | 化身孤岛的鯨                          | Chú cá voi hóa thân của hòn đảo cô độc                 | Đêm hội Chân tâm 616 (616 真心夜) | |
| 2021-06-15 | 大艺术家                              | Nghệ thuật gia đại tài                                 | Đêm hội Chân tâm 616 (616 真心夜) | |
| 2021-06-12 | 什么是快乐星球                        | Tinh cầu vui vẻ là gì thế?                             | Lễ hội Baidu Triều thịnh điển (百度潮盛典) | Nhạc phim Tinh cầu 5 (快乐星球5) |
| 2021-06-12 | 小邋遢                                | Bạn nhỏ lôi thôi                                       | Lễ hội Baidu Triều thịnh điển (百度潮盛典) | Nhạc phim Chuyến phiêu lưu của Vua lôi thôi (邋遢大王奇遇记) |
| 2021-06-12 | 別看我只是一隻羊                      | Đừng xem tớ chỉ là một con cừu                         | Lễ hội Baidu Triều thịnh điển (百度潮盛典) | Nhạc phim Cừu vui vẻ và Sói xám (喜羊羊与灰太狼) |
| 2021-06-12 | 大头儿子小头爸爸                      | Con đầu to Bố đầu nhỏ                                  | Lễ hội Baidu Triều thịnh điển (百度潮盛典) | Nhạc phim Con đầu to Bố đầu nhỏ (大头儿子小头爸爸) |
| 2021-06-12 | 地厚天高                              | Trời cao đất dày                                       | Lễ hội Baidu Triều thịnh điển (百度潮盛典) | Nhạc phim 3000 câu hỏi Tại sao của Mèo xanh (蓝猫淘气三千问) |
| 2021-06-12 | 海尔兄弟                              | Anh em Hải Nhĩ                                         | Lễ hội Baidu Triều thịnh điển (百度潮盛典) | Nhạc phim Anh em Hải Nhĩ (海尔兄弟) |
| 2021-06-12 | 不说话                                | Không nói gì                                           | Lễ hội Baidu Triều thịnh điển (百度潮盛典) | Nhạc phim Đại hộ pháp (不说话) |
| 2021-06-12 | 大鱼                                  | Đại ngư                                                | Lễ hội Baidu Triều thịnh điển (百度潮盛典) | Nhạc phim Đại ngư Hải đường (大鱼海棠) |
| 2021-05-25 | 月光爱人                              | Người tình ánh trăng                                   | Lễ hội Âm nhạc Nam Sơn (深圳南山流行音乐会) | Ca sĩ hát gốc: Coco Lý Văn (李玟) |
| 2021-05-25 | 我用所有报答爱                        | Ta dùng tất cả để báo đáp tình yêu                     | Lễ hội Âm nhạc Nam Sơn (深圳南山流行音乐会) | Ca sĩ hát gốc: Trương Lương Dĩnh (张靓颖) |
| 2021-05-25 | 大鱼                                  | Đại ngư                                                | Lễ hội Âm nhạc Nam Sơn (深圳南山流行音乐会) | |
| 2021-05-08 | 和光同尘                              | Hòa quang đồng trần                                    | Dạ tiệc Ngày hội Thương hiệu Thượng Hải 2021 (上海2021品牌日晚会)                                                                                               | |
| 2021-04-24 | 起风了                                | Gió nổi lên rồi                                        | Đêm chung kết Sáng tạo doanh 2021 (总决赛成团之夜舞台创造营2021)                                                                                                | Hợp ca cùng thực tập sinh Sáng tạo doanh 2021 |
| 2021-04-24 | Champions                             | Quán quân                                              | Đêm chung kết Sáng tạo doanh 2021 (总决赛成团之夜舞台创造营2021)                                                                                                | Ca sĩ hát gốc: James Blunt |
| 2021-04-09 | You raise me up                       | Người nâng đỡ tôi                                      | Đêm hội giao lưu văn hóa Trung Hoa lần thứ 6 dành cho các nhà ngoại giao toàn cầu (全球外交官中国文化之夜红毯)                                                  | Ca sĩ hát gốc: Westlife |
| 2021-04-04 | 画绢                                  | Tranh lụa                                              | Tiến lên! Thiếu niên tài sắc (上线吧！华彩少年) | |
| 2021-03-27 | 我们一起闯                            | Chúng ta cùng nhau xông pha                            | Sáng tạo doanh 2021 (创造营2021) | |
| 2021-03-20 | 茧                                    | Kén                                                    | Khoái lạc đại bản doanh (快乐大本营) | |
| 2021-03-13 | 和光同尘                              | Hòa quang đồng trần                                    | Lễ trao giải phim truyền hình chất lượng (剧耀东方 • 2021电视剧品质盛典)                                                                                        | Cùng Vương Khải (王凯) |
| 2021-03-13 | 枉凝眉                                | Uổng ngưng mi                                          | Lễ trao giải phim truyền hình chất lượng (剧耀东方 • 2021电视剧品质盛典)                                                                                        | Hát gốc: Lý Ngọc Cương (李玉刚) |
| 2021-03-11 | 灯火里的中国                          | Trung Quốc trong ánh đèn                               | Nhạc hội các ca khúc mang giấc mộng Trung Hoa (锦绣小康 - 中国梦系列歌曲音乐会)                                                                                 | Cùng Trương Dã (张也) |
| 2021-02-26 | 春天到万家                            | Mùa xuân đến muôn nhà                                  | Đêm hội Tết Nguyên tiêu CCTV (2021年中央广播电视总台元宵晚会)                                                                                                   | Cùng Trương Dã (张也) |
| 2021-02-17 | 自己按门铃自己听                      | Tự nhấn chuông cửa, tự mình nghe                       | Sáng tạo doanh 2021 (创造营2021) | |
| 2021-02-12 | 微光海洋                              | Vi quang hải dương                                     | Xuân Vãn Hoa kiều Hồ Nam (湖南卫视全球华侨华人春晚) | |
| 2021-02-12 | 归处                                  | Chốn về                                                | Xuân Vãn Giang Tô (江苏卫视春晚) | |
| 2021-02-12 | 牛仔很忙                              | Chàng cao bồi bận rộn                                  | Xuân Vãn Giang Tô (江苏卫视春晚) | |
| 2021-02-12 | 达拉崩吧                              | Đạt lạp băng ba                                        | Đêm hài kịch Mừng Năm Mới CCTV (2021新春喜剧之夜) | |
| 2021-02-11 | 灯火里的中国                          | Trung Quốc trong ánh đèn                               | Xuân Vãn CCTV (CCTV春晚) | Cùng Trương Dã (张也) |
| 2021-02-05 | Got it                                | Got it                                                 | Đêm hội cuối năm Đằng Tấn (腾讯家族年年年夜FAN) | Cùng Mao Bất Dịch (毛不易) |
| 2021-02-05 | 吉祥三宝                              | Cát tường tam bảo                                      | Cùng nhau đến Xuân Vãn (我们一起上春晚) | |
| 2021-02-05 | 大鱼                                  | Đại ngư                                                | Thẳng đến Xuân Vãn (直通春晚) | |
| 2021-02-05 | 达拉崩巴                              | Đạt lạp băng ba                                        | Thẳng đến Xuân Vãn (直通春晚) | |
| 2021-01-30 | 归处                                  | Chốn về                                                | Khoái lạc đại bản doanh (快乐大本营) | |
| 2021-01-29 | 此生惟你                              | Đời này chỉ có người                                   | Giải thưởng Bảng xếp hạng Âm nhạc Trung Quốc 2020 (中國歌曲TOP排行榜)                                                                                           | |
| 2021-01-23 | 和光同尘                              | Hoà quang đồng trần                                    | Lễ trao giải Âm nhạc thường niên TMEA 2020 (腾讯音乐娱乐盛典)                                                                                                   | |
| 2021-01-23 | 化身孤岛的鲸                          | Chú cá voi hoá thân của hòn đảo cô độc                 | Lễ trao giải Âm nhạc thường niên TMEA 2020 (腾讯音乐娱乐盛典)                                                                                                   | |
| 2021-01-16 | 和光同尘                              | Hoà quang đồng trần                                    | Đêm hội thường niên Douyin Live 2020 (2020抖音直播年度盛典-綻放之夜)                                                                                            | |
| 2021-01-16 | 有可能的夜晚                          | Đêm của những điều có thể                              | Đêm hội thường niên Douyin Live 2020 (2020抖音直播年度盛典-綻放之夜)                                                                                            | |
| 2020-12-31 | This is me                            | Đó là chính tôi                                        | Đêm hội đẹp nhất Bilibili 2020 (2020最美的夜bilibili晚会) | |
| 2020-12-31 | 请笃信一个梦                          | Xin vững tin vào giấc mơ                               | Đêm hội đẹp nhất Bilibili 2020 (2020最美的夜bilibili晚会) | |
| 2020-12-31 | 不老的爸爸                            | Người cha không già                                    | Đêm hội cuối năm đài Giang Tô (江苏卫视跨年演唱会) | |
| 2020-12-31 | My heart will go on                   | Trái tim tôi chỉ đập vì người                          | Đêm hội cuối năm đài Giang Tô (江苏卫视跨年演唱会) | |
| 2020-12-31 | 雪落下的声音                          | Âm thanh của tuyết rơi                                 | Đêm hội cuối năm chào 2021 đài Trung ương CCTV (启航2021- 中央广播电视总台跨年盛典)                                                                             | |
| 2020-12-31 | 荒城渡                                | Hoang thành độ                                         | Đêm hội cuối năm đài Bắc Kinh (北京卫视 2021迎冬奥 环球跨年冰雪盛典)                                                                                            | |
| 2020-12-31 | 别再问我什么是迪斯科                  | Đừng hỏi tôi disco là gì nữa                           | Đêm hội cuối năm đài Bắc Kinh (北京卫视 2021迎冬奥 环球跨年冰雪盛典)                                                                                            | |
| 2020-12-27 | 突如其来的爱情                        | Chuyện tình yêu đến bất ngờ                            | Bài hát của chúng ta mùa 2 (我们的歌2) tập 10 | Cùng Lý Khắc Cần (李克勤) Hát gốc: Oda Kazumasa (小田 和正) |
| 2020-12-20 | 我是你的谁                            | Tôi là gì của em                                       | Tinh quang đại thưởng 2020 (星光大赏2020) | |
| 2020-12-20 | 荒城渡                                | Hoang thành độ                                         | Tinh quang đại thưởng 2020 (星光大赏2020) | |
| 2020-12-18 | 天堂岛之歌                            | Bài ca đảo thiên đường                                 | Minh tinh đại trinh thám (明星大侦探) | |
| 2020-12-13 | 爱情转移 (富士山下)                   | Tình yêu đổi thay (Dưới núi Phú Sĩ)                    | Bài hát của chúng ta mùa 2 (我们的歌2) tập 10 | Cùng Lý Khắc Cần (李克勤) Hát gốc: Trần Dịch Tấn (陈奕迅) |
| 2020-12-11 | 达拉崩吧                              | Đạt lạp băng ba                                        | Đêm hội 12.12 đài Hồ Nam (2020湖南卫视1212超拼夜) | |
| 2020-12-11 | 画绢                                  | Tranh lụa                                              | Đêm hội 12.12 đài Hồ Nam (2020湖南卫视1212超拼夜) | |
| 2020-11-25 | 大鱼                                  | Đại ngư                                                | Lễ trao giải điện ảnh Kim Kê lần thứ 33 (第33届中国电影金鸡奖盛)                                                                                                | |
| 2020-11-10 | 极乐净土                              | Cực lạc tịnh độ                                        | Đêm hội Tmall 11.11 (2020天猫双11狂欢夜) | |
| 2020-11-07 | 画绢                                  | Tranh lụa                                              | Y Thượng Trung Quốc (衣尚中国) | |
| 2020-11-07 | 如果你也听说                          | Nếu như em cũng nghe nói                               | Khoái lạc đại bản doanh (快乐大本营) | |
| 2020-11-07 | Do you wanna build a snowman?         | Bạn muốn đắp người tuyết không?                        | Khoái lạc đại bản doanh (快乐大本营) | |
| 2020-11-05 | Love the way you lie                  | Yêu cách em dối lừa tôi                                | Tân thủ giá đáo (新手驾到) | Cùng Tiểu Quỷ Vương Lâm Khải (小鬼 王琳凯) |
| 2020-11-05 | 说散就散                              | Nói xa là xa                                           | Tân thủ giá đáo (新手驾到) | Hát gốc: Viên Á Duy (袁娅维) |
| 2020-11-01 | 相思                                  | Tương tư                                               | Đêm hội mừng thành lập Vương giả vinh diệu (王者共创荣耀盛典)                                                                                                   | Cùng Mao Uy Đào (茅威涛) |
| 2020-11-01 | 微光海洋                              | Tia sáng và biển cả                                    | Đêm hội mừng thành lập Vương giả vinh diệu (王者共创荣耀盛典)                                                                                                   | |
| 2020-10-30 | Scarborough Fair 大鱼                 | Hội chợ Scarborough Đại ngư                            | Đêm hội Kuaishou Nghìn lẻ một đêm (快手一千零一夜) | Cùng Lang Lãng (郎朗) |
| 2020-10-23 | 真夏的樱花                            | Anh đào giữa mùa hạ                                    | Tân thủ giá đáo (新手驾到) | |
| 2020-10-23 | 最好的我们                            | Chúng ta tuyệt nhất                                    | Tân thủ giá đáo (新手驾到) | Cùng Tưởng Đôn Hào (蒋敦豪) |
| 2020-10-23 | 外婆的澎湖灣                          | Vịnh Bành Hồ của bà ngoại                              | Tân thủ giá đáo (新手驾到) | Cùng Thái Trình Dục, Hoắc Tôn, Dụ Mỹ Nhâm |
| 2020-10-16 | 大鱼的天堂                            | Thiên đường của Đại ngư                                | Đêm hội Douyin (抖音美好奇妙夜) | Cùng Đằng Cách Nhĩ (腾格尔) |
| 2020-10-10 | 她是黯淡星                            | Em là ngôi sao ảm đạm                                  | Mùa hè của ban nhạc (乐队的夏天总决赛) | Cùng ban nhạc Mộc Mã (木马乐队) |
| 2020-10-03 | 大鱼                                  | Đại ngư                                                | Đêm nhạc Ca dĩ vịnh chí (歌以咏志) | |
| 2020-10-03 | 觸不可及                              | Không thể chạm tới                                     | Đêm nhạc Ca dĩ vịnh chí (歌以咏志) | |
| 2020-10-03 | 与卿                                  | Cùng người yêu dấu                                     | Đêm nhạc Ca dĩ vịnh chí (歌以咏志) | |
| 2020-10-01 | 左手指月                              | Tay trái chỉ trăng                                     | Đêm hội Trung Thu CCTV (央视中秋晚会) | Cùng Tát Đỉnh Đỉnh (萨顶顶) |
| 2020-10-01 | 不想睡                                | Không muốn ngủ                                         | Nhạc hội China Cool 2020 (2020上海国潮音乐嘉年华) | |
| 2020-10-01 | 大鱼                                  | Đại ngư                                                | Nhạc hội China Cool 2020 (2020上海国潮音乐嘉年华) | |
| 2020-10-01 | 我是你的谁                            | Tôi là gì của em                                       | Nhạc hội China Cool 2020 (2020上海国潮音乐嘉年华) | |
| 2020-10-01 | 化身孤岛的鲸                          | Chú cá voi hoá thân của hòn đảo cô độc                 | Nhạc hội China Cool 2020 (2020上海国潮音乐嘉年华) | |
| 2020-10-01 | Baby, До Свидания (达尼亚) 红莓花儿开 | Em yêu ơi tạm biệt Hoa mâm xôi đỏ nở                   | Nhạc hội China Cool 2020 (2020上海国潮音乐嘉年华) | Hát gốc: Phác Thụ (朴树) |
| 2020-10-01 | 红玫瑰                                | Hoa hồng đỏ                                            | Nhạc hội China Cool 2020 (2020上海国潮音乐嘉年华) | |
| 2020-09-05 | 俩俩相忘                              | Sợi nhớ sợi quên                                       | Khóa giới ca vương (跨界歌王) | Cùng Lý Tiểu Manh (李小萌) Hát gốc: Tân Hiểu Kỳ (辛曉琪) |
| 2020-09-05 | 追梦人                                | Người theo đuổi giấc mơ                                | Khóa giới ca vương (跨界歌王) | Cùng Tiểu Thẩm Dương (小沈阳) Hát gốc: Phụng Phi Phi (鳳飛飛) |
| 2020-09-04 | FLOW                                  | FLOW                                                   | Tỷ tỷ đạp gió rẽ sóng (乘风破浪的姐姐) | Cùng nhiều nghệ sĩ |
| 2020-08-17 | 无限                                  | Vô hạn                                                 | Fan meeting Đạo Mộ Bút Ký - Trùng khởi chi cực hải thính lôi (《重启之极海听雷》主创见面会)                                                                     | |
| 2020-08-16 | 影                                    | Bóng hình                                              | Đêm chung kết game Vương giả vinh diệu 2020 (2020王者荣耀世冠总决赛)                                                                                            | |
| 2020-08-16 | 微光海洋                              | Tia sáng và biển cả                                    | Đêm chung kết game Vương giả vinh diệu 2020 (2020王者荣耀世冠总决赛)                                                                                            | |
| 2020-08-15 | 星际列车                              | Đoàn tàu giữa những vì sao                             | Minh nhật chi tử (明日之子) | Cùng Lang Lãng (郎朗) Nhóm nhạc Áp thấp nhiệt đới (热带低压) |
| 2020-08-07 | 眼泪成诗                              | Nước mắt thành thơ                                     | Thanh xuân hoàn du ký 2 (青春环游记2) | Cùng Trần Trác Tuyền (陈卓璇) |
| 2020-07-25 | Unravel                               | Unravel                                                | Nhạc hội Bilibili (BML云 Live) | Hát gốc: TK from Ling tosite sigure (TK from 凛として時雨) |
| 2020-07-25 | 缘起                                  | Duyên khởi                                             | Nhạc hội Bilibili (BML云 Live) | |
| 2020-07-24 | 沧海一声笑                            | Thương hải nhất thanh tiếu                             | Tiếng ca xuôi dòng (流淌的歌声) | Cùng Ngô Đồng (吴彤) Hàng Thiên Kỳ (杭天琪) Hoàng Nhã Lỵ (黄雅莉) Thôi Tử Cách (崔子格) |
| 2020-07-24 | 千里之外                              | Thiên lý chi ngoại                                     | Tiếng ca xuôi dòng (流淌的歌声) | Cùng Ngô Đồng (吴彤) Hàng Thiên Kỳ (杭天琪) Hoàng Nhã Lỵ (黄雅莉) Thôi Tử Cách (崔子格) |
| 2020-07-24 | 中国功夫                              | Công phu Trung Quốc                                    | Tiếng ca xuôi dòng (流淌的歌声) | Cùng Ngô Đồng (吴彤) Hàng Thiên Kỳ (杭天琪) Hoàng Nhã Lỵ (黄雅莉) Thôi Tử Cách (崔子格) |
| 2020-07-24 | 青藏高原                              | Cao nguyên Thanh Tạng                                  | Tiếng ca xuôi dòng (流淌的歌声) | |
| 2020-07-24 | 大鱼                                  | Đại ngư                                                | Tiếng ca xuôi dòng (流淌的歌声) | |
| 2020-07-24 | 让我们荡起双桨                        | Để chúng tôi khua hai mái chèo                         | Tiếng ca xuôi dòng (流淌的歌声) | Cùng Hàng Thiên Kỳ (杭天琪) |
| 2020-07-24 | 说唱脸谱                              | Gương mặt hát kịch                                     | Tiếng ca xuôi dòng (流淌的歌声) | |
| 2020-07-19 | 随风                                  | Theo gió                                               | Lễ trao giải Đông Phương phong vân bảng lần thứ 27 (东方风云榜)                                                                                                 | |
| 2020-07-17 | 青花瓷                                | Sứ Thanh Hoa                                           | Tiếng ca xuôi dòng (流淌的歌声) | Hát gốc: Châu Kiệt Luân (周杰倫) |
| 2020-07-17 | 千千阙歌                              | Thiên thiên khuyết ca                                  | Tiếng ca xuôi dòng (流淌的歌声) | Hát gốc: Trần Huệ Nhàn (陳慧嫻) |
| 2020-07-17 | 秦淮景                                | Tần Hoài cảnh                                          | Tiếng ca xuôi dòng (流淌的歌声) | |
| 2020-07-17 | 玫瑰与小鹿                            | Hoa hồng và nai nhỏ                                    | Tiếng ca xuôi dòng (流淌的歌声) | |
| 2020-07-17 | 大鱼                                  | Đại ngư                                                | Tiếng ca xuôi dòng (流淌的歌声) | |
| 2020-07-17 | 达拉崩巴                              | Đạt lạp băng ba                                        | Tiếng ca xuôi dòng (流淌的歌声) | |
| 2020-07-17 | 烟花易冷                              | Pháo hoa chóng tàn                                     | Tiếng ca xuôi dòng (流淌的歌声) | Hát gốc: Châu Kiệt Luân (周杰倫) |
| 2020-07-11 | 大鱼                                  | Đại ngư                                                | Thanh xuân hoàn du ký 2 (青春环游记2) | Cùng Giả Linh (贾玲) |
| 2020-07-11 | 年轮                                  | Niên luân                                              | Thanh xuân hoàn du ký 2 (青春环游记2) | |
| 2020-07-11 | 回娘家                                | Về nhà mẹ                                              | Thanh xuân hoàn du ký 2 (青春环游记2) | Cùng Phạm Thừa Thừa (范丞丞) |
| 2020-07-04 | 情是何物                              | Tình ái là gì                                          | Kinh điển vịnh lưu truyền (經典詠流傳) | |
| 2020-06-27 | 亲爱的旅人啊                          | Người lữ hành yêu dấu                                  | Đêm hội tốt nghiệp Xin chào tương lai (未来你好毕业晚会) | Hát gốc:Kimura Yumi (木村 弓) |
| 2020-06-27 | 一期一会                              | Nhất kỳ nhất hội                                       | Livestream Lễ tốt nghiệp Đại học Truyền thông Trung Quốc (中国传媒大学云毕业典礼)                                                                               | |
| 2020-06-26 | 大鱼                                  | Đại ngư                                                | Keep Running 4 (奔跑吧4) | |
| 2020-06-26 | 起风了                                | Nổi gió rồi                                            | Sinh nhật Bilibili 11 tuổi (BILIBILI 11周年演讲) | |
| 2020-06-20 | 青春就这Young                         | Thanh xuân chính là như vậy                            | Thanh xuân hoàn du ký 2 (青春环游记2) | Cùng Lang Lãng (郎朗) Giả Linh (贾玲) Dương Địch (杨迪) Phạm Thừa Thừa (范丞丞) |
| 2020-06-20 | 幽灵公主                              | Công chúa Mononoke                                     | Thanh xuân hoàn du ký 2 (青春环游记2) | Cùng Lang Lãng (郎朗) |
| 2020-06-17 | Say so                                | Nói vậy                                                | Đêm hội Đông Phương 618 Super show (东方卫视618超级秀) | |
| 2020-06-17 | 雪花落下                              | Hoa tuyết rơi                                          | Đêm hội Đông Phương 618 Super show (东方卫视618超级秀) | |
| 2020-06-16 | 笑之歌                                | Bài ca về nụ cười                                      | Đêm hội Tmall 618 (天猫618超级晚) | Cùng Cung Lâm Na (龔琳娜) |
| 2020-06-16 | Eyes on me                            | Ngước nhìn tôi                                         | Đêm hội Tmall 618 (天猫618超级晚) | |
| 2020-06-15 | 毒药                                  | Thuốc độc                                              | Livestream Chỉ có tình yêu (只有爱615云首演直播) | |
| 2020-06-15 | 只有爱                                | Chỉ có tình yêu                                        | Livestream Chỉ có tình yêu (只有爱615云首演直播) | |
| 2020-05-21 | 大鱼                                  | Đại ngư                                                | Vi Á livestream tri ân ngày 521 (521薇娅感恩节直播) | |
| 2020-05-05 | 天冷就回来                            | Trời lạnh sẽ quay về                                   | Đêm nhạc từ thiện Tin vào tương lai (Believe in the future) | |
| 2020-05-05 | Zoobi Doobi                           | Zoobi Doobi                                            | Đêm lựa chọn thanh xuân (55青春选择之夜) | |
| 2020-05-05 | 千千阙歌                              | Thiên thiên khuyết ca                                  | Đêm lựa chọn thanh xuân (55青春选择之夜) | |
| 2020-05-03 | 关于青春                              | Nói về thanh xuân                                      | Đêm nhạc Thanh xuân vạn tuế (青春万岁) | Cùng nhiều nghệ sĩ |
| 2020-05-01 | 荒城渡                                | Hoang thành độ                                         | Nhạc hội Quốc phong thịnh điển 2020 (国风音乐盛典) | |
| 2020-05-01 | 大鱼                                  | Đại ngư                                                | Nhạc hội Quốc phong thịnh điển 2020 (国风音乐盛典) | |
| 2020-04-24 | 不会拜拜的Disco                       | Disco Không nói lời tạm biệt                           | Ca sĩ 2020 (歌手·当打之年) | Cùng ban nhạc Quần Mới (新裤子乐队) |
| 2020-04-10 | 自己按门铃自己听                      | Tự nhấn chuông cửa tự mình nghe                        | Ca sĩ 2020 (歌手·当打之年) | |
| 2020-04-03 | 自由行走的花                          | Đóa hoa tự do phiêu bạt                                | Vương Bài đối Vương Bài (王牌对王牌) | Cùng Tát Đỉnh Đỉnh (萨顶顶) |
| 2020-04-03 | 相思 秦淮景                           | Tương tư Tần Hoài cảnh                                 | Ca sĩ 2020 (歌手·当打之年) | |
| 2020-03-27 | 达拉崩吧                              | Đạt lạp băng ba                                        | Ca sĩ 2020 (歌手·当打之年) | |
| 2020-03-20 | 有可能的夜晚                          | Đêm của những điều có thể                              | Ca sĩ 2020 (歌手·当打之年) | |
| 2020-03-13 | Baby, До Свидания (达尼亚) 红莓花儿开 | Em yêu ơi tạm biệt Hoa mâm xôi đỏ nở                   | Ca sĩ 2020 (歌手·当打之年) | |
| 2020-03-06 | Monsters                              | Monsters                                               | Ca sĩ 2020 (歌手·当打之年) | |
| 2020-02-28 | 无问                                  | Không hỏi                                              | Ca sĩ 2020 (歌手·当打之年) | |
| 2020-02-21 | 能解答一切的答案                      | Câu trả lời có thể giải đáp tất cả                     | Ca sĩ 2020 (歌手·当打之年) | |
| 2020-02-14 | 愿得一心人                            | Nguyện có người đồng tâm                               | Ca sĩ 2020 (歌手·当打之年) | |
| 2020-02-08 | All I ask of you                      | Tất cả những gì tôi thỉnh cầu người                    | Chương trình mừng Tết Nguyên tiêu 2020 đài Đông Phương (东方卫视元宵特别节目2020)                                                                               | |
| 2020-02-07 | 大鱼                                  | Cá lớn/Đại ngư                                         | Ca sĩ 2020 (歌手·当打之年) | |
| 2020-01-28 | 水形物语                              | Dáng hình của nước                                     | Bài hát của chúng ta (我们的歌) tập đặc biệt | |
| 2020-01-28 | 南屏晚钟                              | Chuông đêm Nam Bình                                    | Bài hát của chúng ta (我们的歌) tập đặc biệt | Cùng Phí Ngọc Thanh (李克勤) |
| 2020-01-27 | 希望                                  | Hi vọng                                                | Bài hát của chúng ta (我们的歌) tập đặc biệt | Cùng Lý Khắc Cần (李克勤) |
| 2020-01-25 | 緣份一道橋                            | Cây cầu duyên phận                                     | Xuân vãn người Hoa đài Hồ Nam (湖南华人春晚) | Cùng Cao Thiên Hạc (高天鹤) Thái Trình Dục (蔡程昱) Đồng Trác (仝卓) Cúc Hồng Xuyên (鞠红川) |
| 2020-01-25 | 拜新年                                | Năm mới                                                | Xuân Vãn Đông Phương (春满东方·2020东方卫视春晚) | Cùng Kiều Sam (乔杉) A Vân Ca (阿云嘎) |
| 2020-01-25 | 三人成曲                              | Tam nhân thành khúc                                    | Xuân Vãn Đông Phương (春满东方·2020东方卫视春晚) | Cùng Kiều Sam (乔杉) A Vân Ca (阿云嘎) |
| 2020-01-23 | 飞鸟与鱼 大鱼                         | Chim và cá Đại ngư                                     | Tôi có hẹn với mùa xuân (我和春天有个约会) đài SMG City TV | |
| 2020-01-23 | 雪落下的声音                          | Âm thanh của tuyết rơi                                 | Tôi có hẹn với mùa xuân (我和春天有个约会) đài SMG City TV | Cùng Vương Quán (王冠) |
| 2020-01-19 | 左手指月                              | Tay trái chỉ trăng                                     | Khoái lạc đại bản doanh (快乐大本营) | |
| 2020-01-19 | 芒种                                  | Mang chủng                                             | Khoái lạc đại bản doanh (快乐大本营) | |
| 2020-01-19 | 不见就散                              | Không gặp liền tan                                     | Bài hát của chúng ta (我们的歌) tập 12 | Cùng Lý Khắc Cần (李克勤) |
| 2020-01-19 | 你的名字我的姓氏                      | Tên của em, họ của anh                                 | Bài hát của chúng ta (我们的歌) tập 12 | Cùng Lý Khắc Cần (李克勤) |
| 2020-01-19 | 画                                    | Họa                                                    | Bài hát của chúng ta (我们的歌) tập 12 | Cùng Lý Khắc Cần (李克勤) |
| 2020-01-15 | 愿                                    | Nguyện                                                 | Xuất phát đi, sư phụ (出发吧师傅) | |
| 2020-01-12 | 大会堂演奏厅                          | Phòng diễn tấu đại lễ đường                            | Bài hát của chúng ta (我们的歌) tập 11 | Cùng Lý Khắc Cần (李克勤) |
| 2020-01-05 | 天下有情人                            | Thiên hạ hữu tình nhân                                 | Bài hát của chúng ta (我们的歌) tập 10 | Cùng Lý Khắc Cần (李克勤) |
| 2019-12-31 | 能解答一切的答案                      | Câu trả lời có thể giải đáp tất cả                     | Đêm hội năm mới Bilibili (哔哩哔哩2020跨年晚会全程) | |
| 2019-12-31 | いつも何度でも                        | Mãi mãi bên nhau                                       | Đêm hội năm mới Bilibili (哔哩哔哩2020跨年晚会全程) | Hát gốc: Kimura Yumi (木村 弓) |
| 2019-12-31 | 野狼Disco                             | Dã lang disco                                          | Gala mừng năm mới đài Đông Phương (梦圆东方2020东方卫视跨年盛典)                                                                                                | Cùng Lý Khắc Cần (李克勤) |
| 2019-12-31 | 红日                                  | Mặt trời đỏ                                            | Gala mừng năm mới đài Đông Phương (梦圆东方2020东方卫视跨年盛典)                                                                                                | Cùng Lý Khắc Cần (李克勤) |
| 2019-12-31 | 月半小夜曲                            | Dạ khúc nửa vầng trăng                                 | Gala mừng năm mới đài Đông Phương (梦圆东方2020东方卫视跨年盛典)                                                                                                | Cùng Lý Khắc Cần (李克勤) |
| 2019-12-31 | 深深深                                | Thâm Thâm Thâm                                         | Gala mừng năm mới đài Đông Phương (梦圆东方2020东方卫视跨年盛典)                                                                                                | Cùng Lý Khắc Cần (李克勤) |
| 2019-12-31 | 愿得一心人                            | Nguyện có người đồng tâm                               | Gala mừng năm mới đài Đông Phương (梦圆东方2020东方卫视跨年盛典)                                                                                                | |
| 2019-12-29 | 那片海 听海                           | Khoảng biển ấy Lắng nghe tiếng biển                    | Bài hát của chúng ta (我们的歌) tập 9 | Cùng Lý Khắc Cần (李克勤) |
| 2019-12-15 | 另一种乡愁                            | Một nỗi nhớ quê khác                                   | Bài hát của chúng ta (我们的歌) tập 7 | Cùng Lý Khắc Cần (李克勤) Phí Ngọc Thanh (費玉清) |
| 2019-12-15 | 我爱他                                | Tôi yêu người ấy                                       | Bài hát của chúng ta (我们的歌) tập 7 | Cùng Hứa Ngụy Châu (许魏洲) |
| 2019-12-15 | 卡门组曲                              | Carmen                                                 | Bài hát của chúng ta (我们的歌) tập 7 | Cùng Lý Khắc Cần (李克勤) Phí Ngọc Thanh (費玉清) Hứa Ngụy Châu (许魏洲) |
| 2019-12-06 | 南溪號子好美妙                        | Hào tử Nam Khê thật tươi đẹp                           | Dân ca lao động Trung Quốc (劳动号子) tập 8 | |
| 2019-12-01 | 野狼Disco                             | Dã lang disco                                          | Bài hát của chúng ta (我们的歌) tập 5 | Cùng Lý Khắc Cần (李克勤) |
| 2019-12-01 | 心如刀割                              | Lòng đau như cắt                                       | Bài hát của chúng ta (我们的歌) tập 5 | Cùng Lý Khắc Cần (李克勤) |
| 2019-11-03 | 月半小夜曲                            | Dạ khúc nửa vầng trăng                                 | Bài hát của chúng ta (我们的歌) tập 2 | Cùng Lý Khắc Cần (李克勤) |
| 2019-10-27 | 追                                    | Theo đuổi                                              | Bài hát của chúng ta (我们的歌) tập 1 | Cùng Lý Khắc Cần (李克勤) |
| 2019-10-27 | Monsters                              | Monsters                                               | Bài hát của chúng ta (我们的歌) tập 1 | |
| 2019-10-07 | 我爱你中国                            | Tôi yêu người, Trung Quốc                              | Sing! China (中国新歌声) mùa 4, tập 15 | Cùng Thôi Giai Oánh (崔佳瑩) |
| 2019-09-21 | 彩色的黑                              | Màu đen rực rỡ                                         | Let's Band (一起乐队吧) tập 6 | Cùng Colorful Black band (彩色的黑乐队) |
| 2019-09-21 | 再见萤火虫                            | Tạm biệt đom đóm & Digital bath                        | Let's Band (一起乐队吧) tập 6 | Cùng All Star band |
| 2019-09-16 | 我的祖国                              | Tổ quốc của tôi                                        | Giai điệu thời gian: Hát về đất mẹ, mùa 2, tập 1 Time's Melody Season II: Sing for My Motherland EP01 (時光的旋律第二季: 為祖國歌唱)                            | |
| 2019-06-13 | 忘记他                                | Quên đi người ấy                                       | Hát cho thế giới nghe Sing Tour (唱给世界听) tập 8 | |
| 2019-06-13 | 随风                                  | Theo gió                                               | Hát cho thế giới nghe Sing Tour (唱给世界听) tập 8 | |
| 2019-05-11 | 末日飞船                              | Phi thuyền ngày tận thế                                | Đây chính là bản gốc (这！就是原创) tập 10 | Cùng Đường Hán Tiêu (唐汉霄) |
| 2019-05-11 | 怎么了                                | Có chuyện gì?                                          | Đây chính là bản gốc (这！就是原创) tập 10 | Cùng Mạnh Huệ Viên (孟慧圆) |
| 2019-04-06 | 好的 晚安                             | Được rồi, ngủ ngon                                     | Đây chính là bản gốc (这！就是原创) tập 4 | |
| 2019-03-30 | 随风                                  | Theo gió                                               | Talkshow Lâm Hải Linhai Show (林海秀) | |
| 2019-03-30 | 大鱼                                  | Đại ngư                                                | Talkshow Lâm Hải Linhai Show (林海秀) | |
| 2019-03-17 | 浓情淡如你                            | Tình nồng đạm như người                                | Lễ hội văn hóa làn sóng trẻ One Yeah 2019 - Trạm Tây An (玩野潮青年文化节西安站)                                                                                | |
| 2019-03-17 | 身骑白马                              | Thân cưỡi bạch mã                                      | Lễ hội văn hóa làn sóng trẻ One Yeah 2019 - Trạm Tây An (玩野潮青年文化节西安站)                                                                                | |
| 2019-03-17 | 漂洋过海来看你                        | Băng qua đại dương đến gặp người                       | Lễ hội văn hóa làn sóng trẻ One Yeah 2019 - Trạm Tây An (玩野潮青年文化节西安站)                                                                                | |
| 2019-03-17 | 化身孤島的鯨                          | Chú cá voi hóa thân của hòn đảo cô độc                 | Lễ hội văn hóa làn sóng trẻ One Yeah 2019 - Trạm Tây An (玩野潮青年文化节西安站)                                                                                | |
| 2019-03-17 | 大鱼                                  | Đại ngư                                                | Lễ hội văn hóa làn sóng trẻ One Yeah 2019 - Trạm Tây An (玩野潮青年文化节西安站)                                                                                | |
| 2019-02-03 | 好花红                                | Hảo hoa hồng                                           | Xuân Vãn Quý Châu (贵州卫视春节联欢晚会) | |
| 2019-01-11 | 月弯弯                                | Trăng cong cong                                        | Thanh nhập nhân tâm (声入人心) tập 11 | Cùng Vương Tích (王晰) |
| 2019-01-11 | The Lonely Goatherd                   | Người chăn dê cô độc                                   | Thanh nhập nhân tâm (声入人心) tập 11 | |
| 2019-01-04 | Over The Rainbow                      | Phía bên kia cầu vồng                                  | Thanh nhập nhân tâm (声入人心) tập 10 | Cùng Vương Tích (王晰) Thái Nghiêu (蔡尧) |
| 2018-12-29 | Think of Me                           | Hãy nghĩ về tôi                                        | Thanh nhập nhân tâm (声入人心) tập 9 | |
| 2018-12-21 | 山楂树                                | Cây sơn tra                                            | Thanh nhập nhân tâm (声入人心) tập 8 | Cùng Vương Tích (王晰) Lưu Bân Hào (劉彬濠) |
| 2018-12-21 | 大鱼                                  | Đại ngư                                                | Thanh nhập nhân tâm (声入人心) tập 8 | |
| 2018-12-14 | Memory                                | Ký ức                                                  | Thanh nhập nhân tâm (声入人心) tập 7 | |
| 2018-12-02 | 雪落下的声音                          | Âm thanh của tuyết rơi                                 | Ca vương giấu mặt (蒙面唱将猜猜猜) mùa 3, tập 7 | |
| 2018-12-02 | 暗香                                  | Hương thầm                                             | Ca vương giấu mặt (蒙面唱将猜猜猜) mùa 3, tập 7 | Cùng Vu Văn Văn (于文文) |
| 2018-11-25 | 莫斯科郊外的晚上                      | Đêm ngoại ô Moscow                                     | Ca vương giấu mặt (蒙面唱将猜猜猜) mùa 3, tập 6 | Cùng Bạch Tuyết (白雪) |
| 2018-11-09 | Time to Say Goodbye                   | Đã đến lúc nói lời tạm biệt                            | Thanh nhập nhân tâm (声入人心) tập 2 | |
| 2018-10-05 | 又见炊烟                              | Lại thấy khói bếp                                      | Một thời phương hoa《一代芳华邓丽君》 CCTV15 | |
| 2018-09-28 | 微风细雨                              | Gió thoảng mưa phùn                                    | Một thời phương hoa《一代芳华邓丽君》 CCTV15 | |
| 2018-08-18 | 爱上一个不回家的人                    | Yêu một người không trở về                             | CCTV15《全球中文音乐榜上榜》 | |
| 2018-07-07 | 初恋的地方                            | Nơi tình yêu bắt đầu                                   | CCTV15《全球中文音乐榜上榜》 | |
| 2018-04-21 | 我只在乎你                            | Tôi chỉ quan tâm người                                 | CCTV15《全球中文音乐榜上榜》 | |
| 2018-02-03 | 身骑白马                              | Thân cưỡi bạch mã                                      | CCTV《直通春晚》 | |
| 2017-12-26 | 大鱼 (合唱版)                         | Cá lớn                                                 | CCTV《我要上春晚》 | Cùng Quách Thấm (郭沁) |
| 2017-11-11 | 铡美案 (京剧)                         | Trát mỹ án (Kinh kịch)                                 | Bái kiến tiểu sư phụ (拜见小师父) mùa 1, tập 4 | |
| 2017-10-28 | 大鱼 (越剧版)                         | Cá lớn (bản Việt kịch)                                 | Bái kiến tiểu sư phụ (拜见小师父) mùa 1, tập 2 | |
| 2017-10-08 | 从前慢                                | Thuở xưa chậm rãi                                      | Sing! China (中国新歌声) mùa 2, tập 15 | Cùng Diệp Huyền Thanh (叶炫清) |
| 2017-09-15 | 大鱼 (合唱版)                         | Đại ngư                                                | Sing!China (中国新歌声) mùa 2, tập 10 | Cùng Quách Thấm (郭沁) |
| 2016-11-27 | 你要的爱                              | Tình yêu mà em muốn                                    | Ca vương giấu mặt (蒙面唱将猜猜猜) mùa 1, tập 11 | |
| 2016-10-23 | 身骑白马                              | Thân cưỡi bạch mã                                      | Ca vương giấu mặt (蒙面唱将猜猜猜) mùa 1, tập 6 | |
| 2016-10-23 | 我真的受伤了                          | Tôi thật sự tổn thương rồi                             | Ca vương giấu mặt (蒙面唱将猜猜猜) mùa 1, tập 6 | Cùng Trắc Điền (侧田) |
| 2016-10-16 | 我是真的爱你                          | Tôi thật lòng yêu em                                   | Ca vương giấu mặt (蒙面唱将猜猜猜) mùa 1, tập 5 | |
| 2016-10-16 | 她说                                  | Cô ấy nói                                              | Ca vương giấu mặt (蒙面唱将猜猜猜) mùa 1, tập 5 | Cùng Dương Thừa Lâm (杨丞琳) |
| 2016-06-18 | 外面的世界                            | Thế giới ngoài kia                                     | CCTV15《全球中文音乐榜上榜》 | |
| 2014-08-29 | 贝加尔湖畔                            | Bên hồ Baikal                                          | Giọng hát hay Trung Quốc (中国好声音) mùa 3, tập 7 | Cùng Lý Duy (李维) |
| 2014-07-25 | 欢颜                                  | Nụ cười                                                | Giọng hát hay Trung Quốc (中国好声音) mùa 3, tập 2 | |

## Tour lưu diễn
| Thời gian        | Tên                                                                                          | Địa điểm | Nguồn  |
| 2025             | Lưu diễn Thuộc về Thâm Thâm 2025 (2025深深的巡回演唱会)                                      | Thượng Hải, Nam Kinh, Thái Nguyên, Thanh Đảo, Tây An, Cáp Nhĩ Tân, Quý Dương, Thiên Tân, Phúc Châu                                        |        |
| 2025             | Lưu diễn Thế giới Châu Thâm 9.29Hz (2025周深9.29Hz世界巡回演唱会 )                           | London (Anh), Las Vegas (Mỹ), New York (Mỹ), Toronto (Canada), Melbourne (Úc), Sydney (Úc), Kuala Lumpur (Malaysia)                       |        |
| 2024             | Lưu diễn Kỉ niệm 10 năm hoạt động Châu Thâm 9.29Hz (2024周深9.29Hz巡回演唱会 )               | Thượng Hải, Thâm Quyến, Thành Đô, Quý Dương, Vũ Hán, Nam Kinh, Hàng Châu, Thẩm Dương, Bắc Kinh, Trùng Khánh, Tô Châu, Nam Xương, Nam Ninh |        |
| 2023-08-19       | Đêm hoà nhạc Tri ân đặc biệt "Thâm Thâm - Cảm ơn bạn" (深深感謝你)                           | Bắc Kinh |        |
| 2022-08-06       | Nhạc hội mùa hè Douyin Live "Châu Thâm Muốn đến bên bạn" (《周深·想到你“深”边》抖音夏日歌会) | Trực tuyến trên nền tảng Douyin |        |
| 2020-07-25       | Đêm hoà nhạc TME Live "Ngủ ngon, ngày mai gặp" (TME live “晚安 明天见” 超现场线上演唱会)     | Trực tuyến trên các nền tảng QQ Music, Kugou Music, Kuwo Music, Tencent WeSing, Tencent WeSee, YouTube                                    | [ 31 ] |
| Tháng 1 2020     | Lưu diễn "Châu Thâm Tinh cầu C-929 " (周深“C-929星球”)                                       | Quảng Châu |        |
| Tháng 11-12 2019 | Lưu diễn "Châu Thâm Tinh cầu C-929 " (周深“C-929星球”)                                       | Bắc Kinh, Nam Kinh, Thâm Quyến, Tô Châu, Thành Đô, Thượng Hải                                                                             |        |
| Tháng 6-7 2019   | Lưu diễn “Thâm không gian” (深空间)                                                          | Thâm Quyến, Hàng Châu |        |
| Tháng 6 2019     | Đêm nhạc từ thiện Singapore "Khách phùng sư thành hiến nhu tình" (客逢狮城献温情)            | Singapore |        |
| Tháng 5 2019     | Đêm hoà nhạc "Thâm Linh kỳ cảnh" (深龄其境)                                                  | Thượng Hải |        |
| Tháng 4 2019     | Đêm hoà nhạc "Không nói lời tạm biệt" (“不说再见”系列巡演)                                   | Thượng Hải |        |
| Tháng 4-5 2019   | Lưu diễn "Thanh nhập nhân tâm mùa 1" (声入人心巡演)                                          | Bắc Kinh, Thiên Tân, Chu Hải, Trường Sa                                                                                                   |        |
| Tháng 3 2019     | Đêm hoà nhạc "Thâm thì Thâm khắc" (深时深刻音乐分享会)                                       | Bắc Kinh |        |
| Tháng 1 2019     | Lưu diễn “Thâm không gian” (深空间)                                                          | Bắc Kinh |        |
| Tháng 5–6 2018   | Lưu diễn “Thâm không gian” (深空间)                                                          | Thượng Hải, Vũ Hán, Thành Đô |        |
| Tháng 12 2016    | Lưu diễn toàn quốc "Giọng hát hay Trung Quốc mùa 3"                                          | Hồng Kông |        |
| Tháng 2 2015     | Lưu diễn Châu Mỹ "Văn hoá Trung Quốc, Tứ hải đồng xuân"                                      | Mỹ, Canada |        |
| Tháng 6 2015     | Lưu diễn School Tour Đài Loan                                                                | Đào Viên, Đài Trung, Cao Hùng, Đài Nam |        |
| Tháng 2–3 2015   | Lưu diễn Châu Đại Dương "Văn hoá Trung Quốc, Tứ hải đồng xuân"                               | Úc, New Zealand | [ 32 ] |
| 2014–2015        | Lưu diễn toàn quốc "Giọng hát hay Trung Quốc mùa 3"                                          | Bắc Kinh, Thượng Hải, Thâm Quyến, Hồng Kông, Ma Cao, Đài Loan, Cát Lâm                                                                    | [ 33 ] |

## Chương trình giải trí thực tế
| Thời gian | Tên gốc                    | Tên tiếng Việt                                        | Ghi chú                                     |
| --------- | -------------------------- | ----------------------------------------------------- | ------------------------------------------- |
| 2025      | 奔跑吧13                   | Chạy nhanh nào Anh Em Mùa 13                          | Thành viên thường trực                      |
| 2024      | 奔跑吧茶马古道篇           | Chạy nhanh nào Anh Em Mùa Trà mã cổ đạo               | Thành viên thường trực                      |
| 2024      | 奔跑吧12                   | Chạy nhanh nào Anh Em Mùa 12                          | Thành viên thường trực                      |
| 2024      | 非遗里的中国 第二季        | Di sản văn hoá phi vật thể Trung Quốc Mùa 2           | Khách mời Tập Quý Dương                     |
| 2024      | 樂在旅途－瀘州             | Âm nhạc trên hành trình: Lô Châu, Tứ Xuyên            | Khách mời Tập 1                             |
| 2024      | 音乐缘计划                 | Kế hoạch kết duyên âm nhạc                            | Thành viên thường trực                      |
| 2023      | 你好，星期六 2023          | Xin chào thứ 7                                        | Khách mời Tập 20                            |
| 2023      | 声生不息·家年华            | Tiếng ca còn mãi Tháng năm gia đình                   | Thành viên thường trực                      |
| 2023      | 奔跑吧·生态篇              | Chạy nhanh nào Anh Em Mùa Sinh thái                   | Thành viên thường trực                      |
| 2023      | 舞台2023                   | The Next 2023                                         | Thành viên Ban giám khảo                    |
| 2023      | 你好生活 (第四季)          | Xin chào cuộc sống Mùa 4                              | Khách mời Tập 11 - 12                       |
| 2023      | 奔跑吧11                   | Chạy nhanh nào Anh Em Mùa 11                          | Thành viên thường trực                      |
| 2023      | 种地吧 少年篇              | Làm ruộng thôi nào, thiếu niên                        | Khách mời Tập 33                            |
| 2022      | 你好，星期六 2022          | Xin chào thứ 7                                        | Khách mời Tập 14, 42                        |
| 2022      | 时光音乐会 (第二季)        | Buổi hoà nhạc thời gian Mùa 2                         | Thành viên thường trực                      |
| 2022      | 奔跑吧•共同富裕篇          | Chạy nhanh nào Anh Em Mùa đặc biệt: Thịnh vượng chung | Thành viên thường trực                      |
| 2022      | 开始推理吧                 | Bắt đầu suy luận đi Mùa 1                             | Thành viên thường trực Châu Khả Khả         |
| 2022      | 为歌而赞2                  | Ca ngợi khúc ca Mùa 2                                 | Khách mời Tập 12                            |
| 2022      | 奔跑吧10                   | Chạy nhanh nào Anh Em Mùa 10                          | Thành viên thường trực                      |
| 2022      | 天赐的声音 (第三季)        | Giọng hát trời ban Mùa 3                              | Thành viên thường trực                      |
| 2022      | 很高兴认识你 (第二季)      | Rất vui được gặp bạn Mùa 2                            | Khách mời Tập 6                             |
| 2021      | 快乐大本营                 | Khoái lạc đại bản doanh                               | Khách mời Tập ngày 30 tháng 01, 20 tháng 03 |
| 2021      | 令人心动的offer (第三季)   | Offer động lòng người Mùa 3                           | Thành viên thường trực                      |
| 2021      | 2060                       | 2060                                                  | Khách mời Tập 6                             |
| 2021      | 奔跑吧黄河篇2              | Chạy nhanh nào Anh Em: Hoàng hà Mùa 2                 | Khách mời Tập 5                             |
| 2021      | 念念青春                   | Niệm niệm thanh xuân                                  | Khách mời Tập 1                             |
| 2021      | 创造营2021                 | Sáng tạo doanh                                        | Huấn luyện viên Thanh nhạc                  |
| 2021      | 万里走单骑 (第一季)        | Một người một ngựa đi vạn dặm Mùa 1                   | Khách mời Tập 12                            |
| 2021      | 奇妙之城                   | Thành phố kỳ diệu Quý Dương                           | Thành viên Tập 1                            |
| 2020      | 快乐大本营                 | Khoái lạc đại bản doanh                               | Khách mời Tập ngày 19 tháng 01              |
| 2020      | 天天向上                   | Thiên thiên hướng thượng                              | Khách mời Tập 785, 795                      |
| 2020      | 上线吧！华彩少年           | Cố lên nào! Thiếu niên                                | Khách mời hỗ trợ Tập 5 - 6                  |
| 2020      | 明星大侦探: NZND顶牛演唱会 | Minh tinh Đại trinh thám: Concert NZND                | Khách mời                                   |
| 2020      | 令人心动的offer (第二季)   | Offer động lòng người Mùa 2                           | Thành viên thường trực                      |
| 2020      | 我们的歌                   | Bài hát của chúng ta Mùa 2                            | Khách mời Tập 10, 12                        |
| 2020      | 新手驾到                   | Tân thủ giá đáo                                       | Thành viên thường trực                      |
| 2020      | 明日之子乐团季             | Minh nhật chi tử Mùa 4                                | Khách mời hỗ trợ Tập 6                      |
| 2020      | 跨界歌王 (第五季)          | Khoá giới ca vương Mùa 5                              | Khách mời hỗ trợ Tập 9                      |
| 2020      | 流淌的歌声 (第二季)        | Tiếng ca xuôi dòng Mùa 2                              | Khách mời Tập 4 - 5                         |
| 2020      | 青春环游记 (第二季)        | Thanh xuân hoàn du ký Mùa 2                           | Thành viên thường trực                      |
| 2020      | 奔跑吧 (第八季)            | Chạy nhanh nào Anh Em Mùa 8                           | Khách mời Tập 5                             |
| 2020      | 向往的生活4                | Hướng về cuộc sống Mùa 4                              | Khách mời Tập 7 - 9                         |
| 2020      | 嘿！你在干嘛呢？           | Này! Bạn đang làm gì thế?                             | Khách mời Tập 2                             |
| 2020      | 歌手·当打之年              | Ca sĩ Đương đả chi niên                               | Thí sinh                                    |
| 2020      | 王牌对王牌 第五季          | Vương bài đối Vương bài Mùa 5                         | Khách mời Tập 7                             |
| 2020      | 了不起的长城               | Trường thành phi thường                               | Thành viên thường trực                      |
| 2019      | 我们的歌                   | Bài hát của chúng ta Mùa 1                            | Thí sinh                                    |
| 2019      | 中国新歌声 (第四季)        | Sing! China Mùa 4                                     | Khách mời                                   |
| 2019      | 一起乐队吧                 | Let's band                                            | Khách mời hỗ trợ Tập 6                      |
| 2019      | 唱给世界听                 | Hát cho thế giới nghe                                 | Thành viên Ban giám khảo                    |
| 2019      | 这！就是原创               | Đây chính là bản gốc                                  | Khách mời Tập 5, 10                         |
| 2018      | 蒙面唱将猜猜猜 (第三季)    | Ca sĩ mặt nạ Mùa 3                                    | Khách mời Tập 6 - 7                         |
| 2018      | 声入人心                   | Thanh nhập nhân tâm Mùa 1                             | Thí sinh                                    |
| 2018      | 心动的味道·厨语            | Hương vị rung động                                    | Khách mời Tập 5 - 6                         |
| 2017      |                            | Go! Singer                                            | Khách mời                                   |
| 2017      | 中国新歌声 (第二季)        | Sing! China Mùa 2                                     | Khách mời Tập 10, 14                        |
| 2017      | 拜见小师父                 | Xin chào Tiểu sư phụ                                  | Thành viên thường trực                      |
| 2016      | 蒙面唱将猜猜猜 (第一季)    | Ca sĩ mặt nạ Mùa 1                                    | Khách mời Tập 5 - 6, 11                     |

## Giải thưởng
| Năm  | Lễ trao giải | Giải thưởng | Nguồn                |
| 2024 | Danh sách Âm nhạc Tiểu Lộc Giác MBIA 2024 (2024 MBIA 小鹿角音乐榜单)                                                              | Album nhạc gốc chất lượng của năm 2024 (2024 MBIA 原创音乐年度品质专辑) Đại từ phản Thâm (反深代词)                                                    |                      |
| 2024 | Danh sách Âm nhạc Tiểu Lộc Giác MBIA 2024 (2024 MBIA 小鹿角音乐榜单)                                                              | Top 10 album KTS nhạc gốc chất lượng của thập kỷ 2014-2024 (2014-2024 MBIA 原创音乐十年数字专辑 TOP10) Đại từ phản Thâm (反深代词)                     |                      |
| 2024 | Giải thưởng Dự án 51 về xây dựng văn minh tinh thần Trung Quốc lần thứ 17 (第十七届精神文明建设“五个一工程”优秀作品奖)            | Tác phẩm Xuất sắc Như hẹn (如许) | [ 34 ]               |
| 2024 | Giải thưởng Âm nhạc Weibo 2024 (2024WMA微博音乐盛典)                                                                              | Nam ca sĩ đại lục của năm 2024 (微博音乐盛典年度内地男歌手)                                                                                            |                      |
| 2024 | Giải Đông Phương Phong Vân Bảng lần thứ 31 (第31屆東方風雲榜)                                                                     | Nam ca sĩ xuất sắc nhất (最佳男歌手) |                      |
| 2024 | Giải Đông Phương Phong Vân Bảng lần thứ 31 (第31屆東方風雲榜)                                                                     | Top 10 ca khúc của năm Biển thời gian (时间之海) |                      |
| 2024 | Giải Đông Phương Phong Vân Bảng lần thứ 31 (第31屆東方風雲榜)                                                                     | Sân khấu xuất sắc nhất Con người là (人是_) |                      |
| 2024 | Lễ hội Giải trí âm nhạc Tencent TMEA 2024 (2024腾讯音乐娱乐盛典)                                                                  | Ca sĩ toàn năng có sức ảnh hưởng năm 2024 |                      |
| 2024 | Lễ hội Giải trí âm nhạc Tencent TMEA 2024 (2024腾讯音乐娱乐盛典)                                                                  | Ca khúc của năm Hoa nở quên sầu (花开忘忧) |                      |
| 2024 | Lễ hội Giải trí âm nhạc Tencent TMEA 2024 (2024腾讯音乐娱乐盛典)                                                                  | Top 10 ca khúc hàng đầu của năm Suzume (铃芽之旅) |                      |
| 2024 | Thịnh điển Điện ảnh, Truyền hình và Âm nhạc năm 2024 (影視音樂盛典)                                                               | Ca sĩ của năm |                      |
| 2024 | Thịnh điển Điện ảnh, Truyền hình và Âm nhạc năm 2024 (影視音樂盛典)                                                               | Ca khúc vàng điện ảnh thời đại Con người là (人是_) |                      |
| 2024 | Thịnh điển Điện ảnh, Truyền hình và Âm nhạc năm 2024 (影視音樂盛典)                                                               | Ca khúc vàng điện ảnh của năm Hạnh phúc nhỏ (小美满)                                                                                                   |                      |
| 2024 | Thịnh điển Điện ảnh, Truyền hình và Âm nhạc năm 2024 (影視音樂盛典)                                                               | Ca khúc vàng phim truyền hình khó quên của thời đại Hoà quang đồng trần (和光同尘)                                                                     |                      |
| 2024 | Thịnh điển số liệu điện ảnh Trung Quốc 2024 (國電影大數據盛典)                                                                    | Ca khúc điện ảnh của năm (夜年度电影歌曲) Hạnh phúc nhỏ (小美满)                                                                                       |                      |
| 2024 | Danh sách Âm nhạc thường niên Tencent 2023 (腾讯音乐榜2023年度榜单)                                                               | Top 10 ca sĩ hàng đầu của năm |                      |
| 2024 | Danh sách Âm nhạc thường niên Tencent 2023 (腾讯音乐榜2023年度榜单)                                                               | Ca sĩ được bình chọn của năm (由你榜年度歌手) |                      |
| 2024 | Danh sách Âm nhạc thường niên Tencent 2023 (腾讯音乐榜2023年度榜单)                                                               | Ca khúc của năm Hoa nở quên sầu (花开忘忧) và Suzume (铃芽之旅)                                                                                        |                      |
| 2024 | Danh sách Âm nhạc thường niên Tencent 2023 (腾讯音乐榜2023年度榜单)                                                               | Top 10 ca khúc hàng đầu của năm Suzume (铃芽之旅) |                      |
| 2024 | Danh sách Âm nhạc thường niên Tencent 2023 (腾讯音乐榜2023年度榜单)                                                               | Đĩa đơn vàng của năm Suzume (铃芽之旅) |                      |
| 2024 | Danh sách Âm nhạc thường niên Tencent 2023 (腾讯音乐榜2023年度榜单)                                                               | Thập đại kim khúc được bình chọn năm 2023 Suzume (铃芽之旅)                                                                                            |                      |
| 2023 | Báo cáo Âm nhạc thường niên CMC 2023                                                                                              | Thập đại kim khúc 2023 Con người là (人是_) |                      |
| 2023 | Báo cáo Âm nhạc thường niên CMC 2023                                                                                              | Đĩa đơn quán quân bảng xếp hạng thường niên Con người là (人是_)                                                                                       |                      |
| 2023 | Báo cáo Âm nhạc thường niên CMC 2023                                                                                              | Ca sĩ được CMC đề cử của năm 2023 |                      |
| 2023 | Báo cáo Âm nhạc thường niên CMC 2023                                                                                              | Nam ca sĩ xuất sắc nhất |                      |
| 2023 | Tinh quang đại thưởng Tencent 2023 (騰訊視頻星光大賞)                                                                             | Ca sĩ có sức ảnh hưởng nhất năm 2023 |                      |
| 2023 | Thịnh điển Sách trắng Tencent 2023 (2023騰訊娛樂白皮書)                                                                           | Nam ca sĩ xuất sắc của năm 2023 (2023騰訊娛樂白皮書年度男歌手)                                                                                         |                      |
| 2023 | Thịnh điển Sách trắng Tencent 2023 (2023騰訊娛樂白皮書)                                                                           | Ca sĩ có màn trình diễn xuất sắc theo Bảng xếp hạng Tencent (騰訊音樂榜最佳表現歌手)                                                                   |                      |
| 2023 | Thịnh điển Âm nhạc Weibo 2023 (微博音樂盛典)                                                                                      | Nam ca sĩ nội địa xuất sắc (年度內地男歌手) |                      |
| 2023 | Giải Đông Phương Phong Vân Bảng lần thứ 30 (第30屆東方風雲榜)                                                                     | Nam ca sĩ xuất sắc nhất (最佳男歌手) |                      |
| 2023 | Giải Đông Phương Phong Vân Bảng lần thứ 30 (第30屆東方風雲榜)                                                                     | Top 10 ca khúc của năm Hoa nở quên sầu (花开忘忧) 十大金曲                                                                                             |                      |
| 2023 | Đêm hội Giải trí âm nhạc Tencent TMEA 2023 (第四屆TMEA音樂盛典)                                                                   | Nam ca sĩ nội địa có sức ảnh hưởng lớn nhất năm 2022 (年度最具影響力內地男歌手)                                                                        |                      |
| 2023 | Đêm hội Giải trí âm nhạc Tencent TMEA 2023 (第四屆TMEA音樂盛典)                                                                   | Ca khúc có số lần đạt ngôi vị quán quân liên tiếp nhiều nhất của năm 2022 trên Bảng xếp hạng âm nhạc UNI (年度最高連冠歌曲) Hoa nở quên sầu (花开忘忧) |                      |
| 2023 | Thịnh điển số liệu điện ảnh Trung Quốc (國電影大數據盛典)                                                                         | Nhà làm âm nhạc điện ảnh kiệt xuất của năm (年度傑出電影音樂人)                                                                                        |                      |
| 2023 | Đêm hội Weibo 2022 (2022微博之夜)                                                                                                 | Nam ca sĩ của năm 2022 (微博年度男歌手) |                      |
| 2023 | Giải thưởng Dự án 51 về xây dựng văn minh tinh thần Trung Quốc lần thứ 16 (第十六届精神文明建设“五个一工程”优秀作品奖)            | Tác phẩm Xuất sắc Đáp án của tôi (我的答案) | [ 35 ]               |
| 2023 | Giải thưởng Dự án 51 về xây dựng văn minh tinh thần tỉnh Quảng Đông lần thứ 12 (广东省第十二届精神文明建设“五个一工程”优秀作品奖) | Tác phẩm Xuất sắc Trung Quốc trong ánh đèn (灯火里的中国)                                                                                              | [ 36 ]               |
| 2023 | Giải thưởng Dự án 51 về xây dựng văn minh tinh thần tỉnh Sơn Tây lần thứ 13 (山西省第十三届精神文明建设“五个一工程”优秀作品奖)    | Tác phẩm Xuất sắc Nụ cười nở rộ (绽放的笑容) | [ 37 ]               |
| 2023 | Giải thưởng Âm nhạc Weibo 2022 | Ca sĩ kiệt xuất của năm 2022 (年度杰出歌手) |                      |
| 2022 | Bảng xếp hạng nhạc Pop Trung Quốc toàn cầu (华语音乐打歌中心)                                                                     | Nam ca sĩ được yêu thích nhất (年度最受欢迎男歌手) |                      |
| 2022 | Bảng xếp hạng nhạc Pop Trung Quốc toàn cầu (华语音乐打歌中心)                                                                     | Ca khúc vàng weibo của năm Hoa nở quên sầu (花开忘忧)                                                                                                  |                      |
| 2022 | Bảng xếp hạng nhạc Pop Trung Quốc toàn cầu (华语音乐打歌中心)                                                                     | Top 10 ca khúc của năm Hoa nở quên sầu (花开忘忧) |                      |
| 2022 | Giải Đông Phương Phong Vân Bảng lần thứ 29 (第29屆東方風雲榜)                                                                     | Nam ca sĩ được yêu thích nhất (最受歡迎男歌手) |                      |
| 2022 | Giải Đông Phương Phong Vân Bảng lần thứ 29 (第29屆東方風雲榜)                                                                     | Ca sĩ kiệt xuất Châu Á (亞洲傑出歌手) |                      |
| 2022 | Giải Đông Phương Phong Vân Bảng lần thứ 29 (第29屆東方風雲榜)                                                                     | Top 10 ca khúc của năm Ánh sáng《光亮》十大金曲 |                      |
| 2022 | Golden Award in Music Track of 2021 Top 10 National IP Selection (2021 十大年度國家IP評選音樂賽道大獎)                            | Top 1 Ca khúc vàng năm 2021 - Tinh ngư 星鱼 |                      |
| 2022 | Best Weibo Popularity of 2021 Top 10 National IP Selection (2021十大年度國家IP評選微博人氣獎)                                     | Ca khúc phổ biến nhất trên Weibo 2021 - Hòa quang đồng xuân (和光同春)                                                                                 |                      |
| 2022 | 2021 Tencent Entertainment White Paper                                                                                            | Nam ca sĩ chất lượng của năm 2021 |                      |
| 2022 | Đêm hội Gentle Gala kỷ niệm 25 năm sinh nhật của tạp chí Esquire                                                                  | Quý ông của năm 2021 |                      |
| 2021 | Giải thưởng Âm nhạc thường niên NetEase 2021                                                                                      | Nam nghệ sĩ của năm |                      |
| 2021 | Giải thưởng Âm nhạc thường niên NetEase 2021                                                                                      | Top 10 đĩa đơn xuất sắc của năm Mong 望 |                      |
| 2021 | Giải thưởng Âm nhạc Migu lần thứ 15                                                                                               | Ca sĩ hình mẫu năm 2021 |                      |
| 2021 | Giải thưởng Âm nhạc Migu lần thứ 15                                                                                               | Ca sĩ có năng lực biểu diễn sân khấu năm 2021 |                      |
| 2021 | Giải thưởng Âm nhạc Migu lần thứ 15                                                                                               | Top 10 ca khúc của năm Ánh sáng 光亮 |                      |
| 2021 | Giải thưởng Âm nhạc thường niên TMEA 2021                                                                                         | Nam ca sĩ Đại lục xuất sắc nhất |                      |
| 2021 | Giải thưởng Âm nhạc thường niên TMEA 2021                                                                                         | Top 10 ca khúc của năm Hòa quang đồng trần 和光同尘 |                      |
| 2021 | Giải Đông Phương Phong Vân Bảng lần thứ 28                                                                                        | Nam ca sĩ được yêu thích nhất |                      |
| 2021 | Giải Đông Phương Phong Vân Bảng lần thứ 28                                                                                        | Concert online xuất sắc nhất Ngủ ngon, ngày mai gặp (TME live “晚安 明天见” 超现场线上演唱会)                                                          |                      |
| 2021 | Giải Đông Phương Phong Vân Bảng lần thứ 28                                                                                        | Top 10 ca khúc của năm Hòa quang đồng trần 和光同尘 |                      |
| 2021 | Đêm hội giao lưu văn hóa Trung Hoa lần thứ 6 dành cho các nhà ngoại giao toàn cầu                                                 | Ca sĩ trẻ có sức ảnh hưởng nhất năm 2021 | [ 38 ]               |
| 2021 | Festival Phim truyền hình chất lượng năm 2021                                                                                     | Ca khúc vàng chất lượng của phim truyền hình Hòa quang đồng trần 和光同尘                                                                              | [ 39 ]               |
| 2021 | Giải thưởng Bảng xếp hạng Âm nhạc Trung Quốc 2020                                                                                 | Nam ca sĩ được yêu thích nhất | [ 40 ]               |
| 2021 | Giải thưởng Bảng xếp hạng Âm nhạc Trung Quốc 2020                                                                                 | Ca khúc nhạc phim được yêu thích nhất Đời này chỉ có người 此生惟你                                                                                    | [ 40 ]               |
| 2021 | Giải thưởng Âm nhạc thường niên TMEA 2020                                                                                         | Top 10 ca khúc của năm Không thể chạm tới | [ 41 ] [ 42 ] [ 43 ] |
| 2021 | Giải thưởng Âm nhạc thường niên TMEA 2020                                                                                         | Nam ca sĩ Đại lục xuất sắc nhất | [ 41 ] [ 42 ] [ 43 ] |
| 2021 | Bảng tổng kết xếp hạng Âm nhạc QQ 2020                                                                                            | Top 10 Nghệ sĩ của năm |                      |
| 2021 | Bảng tổng kết xếp hạng Âm nhạc QQ 2020                                                                                            | Top 10 Đĩa đơn của năm Nổi gió rồi (The Wind Rises) |                      |
| 2021 | Giải thưởng Âm nhạc Bilibili 2020                                                                                                 | Thành viên có video nhiều lượt xem nhất |                      |
| 2021 | Giải thưởng Âm nhạc Bilibili 2020                                                                                                 | Nghệ sĩ của năm |                      |
| 2021 | Bảng tổng kết xếp hạng thường niên Uni 2020                                                                                       | Top 10 Ca sĩ tiêu biểu của năm |                      |
| 2021 | Bảng tổng kết xếp hạng thường niên Uni 2020                                                                                       | Top 10 Ca sĩ có ca khúc phổ biến của năm |                      |
| 2021 | 2020 Tencent Entertainment Annual Grand Ceremony                                                                                  | Ca sĩ được yêu thích nhất | [ 44 ]               |
| 2020 | Giải thưởng Âm nhạc thường niên NetEase 2020                                                                                      | Nghệ sĩ Trung Hoa được hoan nghênh nhất |                      |
| 2020 | Giải thưởng Âm nhạc thường niên NetEase 2020                                                                                      | Thần tượng của năm |                      |
| 2020 | Giải thưởng Âm nhạc thường niên NetEase 2020                                                                                      | Đĩa đơn được yêu thích nhất - Đạt Lạp Băng Ba (达拉崩吧)                                                                                               |                      |
| 2020 | Giải thưởng Âm nhạc thường niên NetEase 2020                                                                                      | Chương trình hợp tác được yêu thích nhất - Sự tầm thường cao cấp (资深庸才)                                                                            |                      |
| 2020 | Giải thưởng Âm nhạc thường niên NetEase 2020                                                                                      | Màn trình diễn được yêu thích nhất - Đạt Lạp Băng Ba (达拉崩吧)                                                                                        |                      |
| 2020 | Lễ trao giải Tinh quang đại thưởng 2020                                                                                           | Ca sĩ được hoan nghênh nhất |                      |
| 2020 | Global Chinese Golden Chart Awards                                                                                                | Giải Đề cử của các đài phát thanh tiếng trung tại Canada                                                                                               |                      |
| 2020 | Global Chinese Golden Chart Awards                                                                                                | Nam Ca sĩ được truyền thông đề cử của năm |                      |
| 2020 | Global Chinese Golden Chart Awards                                                                                                | Ca sĩ trình bày tình ca hay nhất của năm |                      |
| 2020 | Ngôi sao Weibo | Top 10 Nghệ sĩ có sức ảnh hưởng trên Weibo |                      |
| 2020 | Giải Đông Phương Phong Vân Bảng lần thứ 27                                                                                        | Ca sĩ hát nhạc phim của năm |                      |
| 2020 | Giải Đông Phương Phong Vân Bảng lần thứ 27                                                                                        | Truyền thông đề cử |                      |
| 2020 | Giải Đông Phương Phong Vân Bảng lần thứ 27                                                                                        | Top 10 ca khúc của năm Theo gió |                      |
| 2020 | Forbes | Danh sách 100 Nghệ sĩ Trung Hoa (xếp hạng 42) |                      |
| 2020 | Lễ trao thưởng Giải trí Sina | Khách mời Chương trình truyền hình thực tế được hoan nghênh nhất                                                                                       |                      |
| 2020 | Lễ trao thưởng Giải trí Sina | Top 10 Nhà sản xuất âm nhạc - Tự nhấn chuông cửa, tự mình nghe                                                                                         |                      |
| 2020 | Lễ trao thưởng Giải trí Sina | Màn trình diễn được yêu thích nhất - Đạt lạp băng ba                                                                                                   |                      |
| 2020 | Báo cáo Âm nhạc điện tử Trung Hoa 2019                                                                                            | Top 10 ca khúc nhạc phim của năm - Hoang thành độ |                      |
| 2020 | Báo cáo Âm nhạc điện tử Trung Hoa 2019                                                                                            | Top 10 Ca khúc phim hoạt hình Hoa ngữ của năm - Phá kén, Hải tàng, Oanh tạc bầu trời, Hoang thành độ                                                   |                      |
| 2020 | Báo cáo Âm nhạc điện tử Trung Hoa 2019                                                                                            | Top 10 Ca sĩ của năm |                      |
| 2020 | Báo cáo Âm nhạc điện tử Trung Hoa 2019                                                                                            | Top 10 Ca sĩ có ca khúc phổ biến của năm |                      |
| 2020 | Chung kết Bài hát của chúng ta | Quán quân (cùng Lý Khắc Cần) |                      |
| 2020 | Bảng tổng kết xếp hạng Âm nhạc QQ 2019                                                                                            | Top 10 Ca sĩ Đại lục |                      |
| 2020 | Bảng tổng kết xếp hạng Âm nhạc QQ 2019                                                                                            | Top 10 Ca khúc phổ biến - Phá kén (蜕), Trăng cong cong (月弯弯)                                                                                       |                      |
| 2020 | Bảng tổng kết xếp hạng Âm nhạc QQ 2019                                                                                            | Top 10 Ca khúc nhạc phim hoạt hình - Người lữ hành dấu yêu (亲爱的旅人啊)                                                                              |                      |
| 2020 | Bảng tổng kết xếp hạng Âm nhạc QQ 2019                                                                                            | Top 10 Ca khúc nhạc phim - Nguyện được người đồng tâm (愿得一心人)                                                                                     |                      |
| 2020 | Lễ vinh danh Điện ảnh Trung Hoa 2019                                                                                              | Ca khúc quảng bá phim của năm 2019 - Duyên khởi (缘起)                                                                                                 |                      |
| 2019 | Giải Âm nhạc châu Âu của MTV. | Nghệ sĩ xuất sắc nhất Đại Trung Hoa |                      |
| 2019 | Giải Ca khúc mới châu Á 2019 | Ca khúc của năm (tổng hợp) - Phi thuyền ngày tận thế (末日飞船) (với Đường Hán Tiêu)                                                                   |                      |
| 2019 | Forbes 30 Under 30 China 2019 | Music Industry |                      |
| 2019 | Giải thưởng Big V có ảnh hưởng trên Weibo                                                                                         | Top 10 Big V có ảnh hưởng trên Weibo 2019 |                      |
| 2019 | Giải thưởng Big V có ảnh hưởng trên Weibo                                                                                         | Top 10 Nghệ sĩ có ảnh hưởng trên Weibo 2019 |                      |
| 2019 | CNR Music Radio China Top Music Awards                                                                                            | Campus Popularity Award for Performing Artists |                      |
| 2019 | CNR Music Radio China Top Music Awards                                                                                            | Ca sĩ được yêu thích nhất của năm |                      |
| 2019 | Giải thưởng Âm nhạc Tiên phong | Bài hát được yêu thích nhất của năm - Only You |                      |
| 2019 | Giải thưởng Âm nhạc Tiên phong | Nam ca sĩ được yêu thích nhất |                      |
| 2019 | Giải thưởng Âm nhạc Tiên phong | Nhạc phim hay nhất của năm - Phá kén |                      |
| 2019 | Giải thưởng Bảng xếp hạng nhạc Hoa toàn cầu 2019                                                                                  | Màn trình diễn sân khấu hay nhất |                      |
| 2019 | Giải thưởng Bảng xếp hạng nhạc Hoa toàn cầu 2019                                                                                  | Ca sĩ truyền thanh đại lục được mong chờ nhất |                      |
| 2019 | Giải thưởng âm nhạc Trung Quốc lần thứ 23                                                                                         | Nam ca sĩ đại lục được yêu thích nhất |                      |
| 2019 | Giải Đông Phương Phong Vân Bảng lần thứ 26th                                                                                      | Nghệ sĩ đột phá của năm | [ 45 ]               |
| 2019 | Giải Đông Phương Phong Vân Bảng lần thứ 26th                                                                                      | Top 10 ca khúc của năm Hoa nở |                      |
| 2018 | Liên hoan Âm nhạc Văn hóa Trung Hoa 2018                                                                                          | Màn trình diễn phong cách Trung Hoa hay nhất Đại ngư                                                                                                   | [ 46 ]               |
| 2018 | Giải thưởng Bảng xếp hạng nhạc Hoa toàn cầu 2018                                                                                  | Ca sĩ mới hay nhất |                      |
| 2018 | Giải thưởng Bảng xếp hạng nhạc Hoa toàn cầu 2018                                                                                  | Ca khúc của năm Chiếc dù màu xanh |                      |
| 2018 | Giải Đông Phương Phong Vân Bảng lần thứ 25                                                                                        | Nghệ sĩ có tiến bộ vượt bậc của năm | [ 47 ]               |
| 2018 | Giải thưởng âm nhạc Trung Quốc lần thứ 22                                                                                         | Ca khúc karaoke được yêu thích nhất theo Boosoo - Đại ngư                                                                                              | [ 48 ]               |
| 2018 | Giải thưởng âm nhạc Trung Quốc lần thứ 22                                                                                         | Màn trình diễn được yêu thích nhất trên Channel V - Đại ngư                                                                                            | [ 48 ]               |
| 2018 | Đêm Thanh Đảo | Top 10 ca khúc của năm Đại ngư | [ 49 ]               |
| 2018 | Giải thưởng ca khúc nhạc Hoa hay nhất                                                                                             | Ca khúc nhạc phim hay nhất Đại ngư | [ 50 ]               |
| 2017 | Giải Đông Phương Phong Vân Bảng lần thứ 24                                                                                        | Nam ca sĩ do khán giả bình chọn |                      |
| 2017 | Giải Đông Phương Phong Vân Bảng lần thứ 24                                                                                        | Top 10 ca khúc của năm - Đại ngư |                      |
| 2017 | Giải Đông Phương Phong Vân Bảng lần thứ 24                                                                                        | Nghệ sĩ mới xuất sắc được bình chọn trực tuyến |                      |
| 2017 | DoNews Awards | Ca sĩ của năm | [ 51 ]               |
| 2016 | Giải thưởng Âm nhạc Tiên phong | Top 10 Ca khúc Trung Hoa - Đại ngư | [ 52 ]               |
| 2016 | Giải thưởng Âm nhạc Tiên phong | Nam ca sĩ trực tuyến được yêu thích nhất | [ 52 ]               |
| 2016 | Giải Ca khúc mới châu Á | Top 10 ca khúc hay nhất năm - Đại ngư | [ 53 ]               |
| 2016 | Giải Ca khúc mới châu Á | Top 10 ca khúc hay nhất năm - Hoa hồng và nai nhỏ | [ 53 ]               |
| 2016 | Giải Đông Phương Phong Vân Bảng lần thứ 23                                                                                        | Ca sĩ mới hay nhất | [ 54 ]               |
| 2015 | Giải thưởng âm nhạc Trung Quốc lần thứ 19                                                                                         | Nhóm nhạc có tiềm lực nhất (Châu Thâm/Lý Duy) | [ 55 ]               |
| 2014 | Giọng hát hay Trung Quốc mùa 3 | Ca khúc vàng của năm - Bên hồ Baikal | [ 56 ]               |

## Danh sách phim

### Phim điện ảnh
| Năm  | Tiêu đề                                                            | Tiêu đề tiếng Trung  | Vai diễn   | Đạo diễn              | Ghi chú/ Tham khảo |
| ---- | ------------------------------------------------------------------ | -------------------- | ---------- | --------------------- | ------------------ |
| 2025 | Đứa con của thời gian                                              | 时间之子             | A Mộc 阿木 | Vu Áo, Châu Thiết Nam | Lồng tiếng         |
| 2024 | Mufasa: Vua sư tử (phiên bản lồng tiếng công chiếu tại Trung Quốc) | 狮子王：木法沙传奇   | Zazu 沙祖  | Barry Jenkins         | Lồng tiếng         |
| 2022 | Dáng vẻ chúng ta thật giống tình yêu                               | 我们的样子像极了爱情 | Minh tinh  | Lưu Đồng              | Khách mời          |